# Anubis
Vous lisez un « article de qualité » labellisé en 2013.
Pour les articles homonymes, voir Anubis (homonymie).

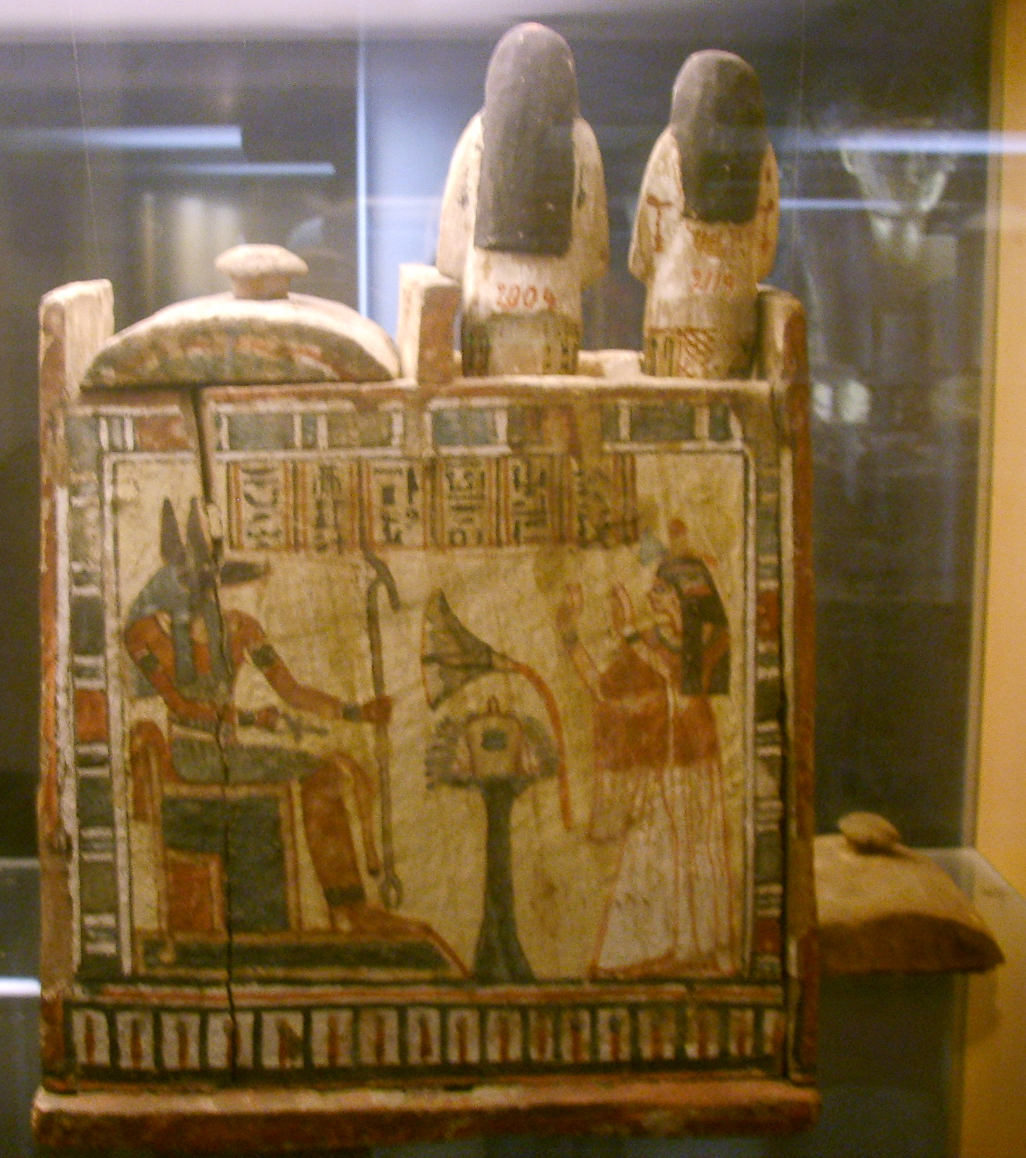
Coffret funéraire d'une adoratrice d'Anubis. Musée archéologique de Florence.

Anubis (prononcé [a.ny.bis] ) est un dieu funéraire de l'Égypte antique, maître des nécropoles et protecteur des embaumeurs, représenté comme un grand canidé noir couché sur le ventre, sans doute un chacal ou un chien sauvage, ou comme un homme à tête de canidé. La signification du mot Anubis, inpou en égyptien ancien, Anoub en copte, Ἄνουβις / Anoubis en grec ancien, demeure obscure : de nombreuses explications ont été avancées, mais il peut s'agir simplement d'une onomatopée traduisant le hurlement du chacal. La forme canine du dieu a peut-être été inspirée aux Anciens Égyptiens par le comportement des canidés, souvent charognards opportunistes errant la nuit dans les nécropoles à la recherche de cadavres.
Les principales épithètes du dieu Anubis mettent en avant ses liens avec les grandes nécropoles du pays et son rôle de divinité funéraire qu'il y exerce. Son culte est attesté à travers tout le territoire égyptien depuis le XXXIIe siècle av. J.-C. et a été intense durant plus de trois millénaires, pour ne s'éteindre qu'entre les IVe et VIe siècles de notre ère, à la suite de l'essor du christianisme. Si Anubis est une divinité nationale, il est toutefois régionalement très lié aux XVIIe et XVIIIe nomes de Haute-Égypte et plus particulièrement à la ville de Hardaï, plus connue sous le nom grec de Cynopolis, la « ville du chien ».
Les prêtres égyptiens sont à l'origine de multiples traditions relatives aux liens familiaux d'Anubis, en faisant de lui le fils de la vache primordiale Hésat ou le fils de Rê avec Nephtys. Une version, transmise par le grec Plutarque au IIe siècle de notre ère, fait de lui le fils adultérin de Nephtys avec Osiris. Quand ce dernier est assassiné et démembré par Seth, Anubis participe avec Isis et Nephtys à la reconstitution du corps d'Osiris, inaugurant par ce geste la pratique de la momification. Assigné à la surveillance du « Bel Occident » — un euphémisme pour le pays des morts —, Anubis accueille les défunts auprès de lui. Il momifie les corps afin de les rendre imputrescibles et éternels, il purifie les cœurs et les entrailles souillés par les turpitudes terrestres, il évalue les âmes lors de la pesée du cœur, puis accorde de nombreuses offrandes alimentaires aux défunts ayant accédé au rang de dignes ancêtres.

## Dénomination
Le dieu Anubis est l'une des plus anciennes divinités égyptiennes. La manière d'écrire son nom en caractères hiéroglyphiques a évolué au cours des époques, passant du symbole unique du chien couché à un groupe de signes phonétiques augmenté ou non du symbole canin. Malgré de nombreuses hypothèses, la signification du nom reste floue et non élucidée. La dernière en date propose d'y voir une onomatopée. Les différentes fonctions funéraires d'Anubis transparaissent dans ses cinq principales épithètes et font de lui le maître du domaine des morts.

### Nom

#### Hiéroglyphes
| E15 |

| E15 |

| E16 |

| E16 |

| M17 | N35 · Q3 |

| M17 | N35 · Q3 |

| M17 | N35 · Q3 | G43 | E15 | G7 |

| M17 | N35 · Q3 | G43 | E15 | G7 |

| M17 | N35 · Q3 | C6 |

| M17 | N35 · Q3 | C6 |

| S29 | D58 | E17 |

| S29 | D58 | E17 |

| M17 | N35 · Q3 · Aa2 |

| M17 | N35 · Q3 · Aa2 |

| M17 | N35 · Q3 | G43 | A42 |

| M17 | N35 · Q3 | G43 | A42 |

| M17 | N35 · Q3 | A18 |

| M17 | N35 · Q3 | A18 |

| E15 |

| E15 |

| E16 |

| E16 |

| M17 | N35 · Q3 |

| M17 | N35 · Q3 |

| M17 | N35 · Q3 | G43 | E15 | G7 |

| M17 | N35 · Q3 | G43 | E15 | G7 |

| M17 | N35 · Q3 | C6 |

| M17 | N35 · Q3 | C6 |

| S29 | D58 | E17 |

| S29 | D58 | E17 |

| M17 | N35 · Q3 · Aa2 |

| M17 | N35 · Q3 · Aa2 |

| M17 | N35 · Q3 | G43 | A42 |

| M17 | N35 · Q3 | G43 | A42 |

| M17 | N35 · Q3 | A18 |

| M17 | N35 · Q3 | A18 |

Le théonyme Anubis provient de l'égyptien ancien inpou (Inpou, Anpou, Anoup, Anoupou) par l'intermédiaire de sa forme hellénisée Ἄνουβις (Anoubis),,,.
Le dieu Anubis, ou un dieu canidé du type d'Anubis, figure parmi les plus anciennes divinités de l'Égypte antique. Le hiéroglyphe du canidé couché (sur le sol ou sur une chapelle) est connu depuis la période prédynastique. Des fouilles archéologiques à Oumm el-Qa'ab, la nécropole royale de la cité d'Abydos, ont permis de découvrir des tessons de poterie et des plaquettes en ivoire où figure l'idéogramme du canidé couché, datés du roi Scorpion de la dynastie Zéro et du roi Den de la Ire dynastie (entre 3200 et 3000 avant notre ère). Durant l'Ancien Empire, ce hiéroglyphe se rencontre fréquemment dans les textes des formules d'offrandes funéraires. Il est généralement interprété par les égyptologues comme étant Anubis. Il est cependant très difficile de l'attribuer à cette seule divinité, car le nom d'Anubis n'est pas écrit avec des hiéroglyphes phonétiques avant la VIe dynastie, vers 2200 avant notre ère. Sur les monuments, l'idéogramme est le seul mode d'écriture durant les IVe et Ve dynasties. La graphie phonétique, avec ou sans le déterminatif du canidé, apparaît occasionnellement à la fin de la VIe dynastie, sous le règne de Pépi II, et ne devient fréquente qu'à partir de la Première Période intermédiaire (entre 2180 et 2040 avant notre ère). Pour les temps les plus reculés, la lecture du hiéroglyphe du canidé couché en Inpou (Anubis) n'est donc pas garantie. Les autres possibilités de lecture sont relativement nombreuses : Khenty Imentyou (« Celui qui est à la tête des occidentaux »), Inpou Khenty Imentyou (« Anubis, celui qui est à la tête des occidentaux »), Sedi (« celui à la queue »), Oupiou (« celui qui ouvre (l'aîné) »), Meniou (« le gardien du troupeau »), Sheta (« le mystérieux ») et Sab, un terme générique servant à désigner les chacals et les chiens du désert,.

#### Étymologie
La signification du nom inpou (Anubis) reste le sujet de nombreuses discussions entre spécialistes et aucun consensus ne s'est encore dégagé. La même situation s'applique à d'autres divinités importantes. Malgré maintes hypothèses, les théonymes Rê, Min, Ptah, Osiris, Seth et Anubis ne disposent pas d'étymologies scientifiquement satisfaisantes.
| i |

| i |

| n |

| n |

| p |

| p |

| i |

| i |

| n |

| n |

| p |

| p |

La plus ancienne explication du nom d'Anubis remonte à la fin de l'époque ptolémaïque et apparaît dans le Papyrus Jumilhac (VI, 6-7). Cette monographie religieuse, traduite en 1961 par Jacques Vandier, expose les principaux mythes et rituels du nome cynopolite en Moyenne-Égypte. Il y est indiqué qu'Anubis a reçu son nom de sa mère Isis et qu'il « fut prononcé relativement au vent, à l'eau et au désert ». Ces trois mots sont les représentations symboliques des trois hiéroglyphes phonétiques qui composent la racine inp du nom d'Anubis. Le roseau i représente le vent, la vaguelette n évoque l'eau du Nil et, plus curieusement, le meuble en roseau p est interprété comme le symbole du désert,. Selon Georges Posener, cette étymologie sacrée viserait à cimenter une association entre les dieux Shou (vent), Osiris (eau) et Anubis (désert).
À l'instar des auteurs antiques du Papyrus Jumilhac, nombre de savants modernes ont enfreint les règles de l'étymologie pour trouver une signification au nom d'Anubis. Avant le déchiffrement des hiéroglyphes en 1752, le théologien et orientaliste Paul Ernest Jablonski relie le nom d'Anubis au mot copte noub (or) en affirmant que les chacals sont associés à ce métal. En 1872, le britannique Charles Wycliffe Goodwin avance l'idée assez improbable que le mot égyptien inpou est une corruption de la racine sémitique alp, dont les nombreuses variantes serviraient à désigner des animaux.
Les égyptologues allemands Kurt Sethe et Hermann Kees considèrent que la signification du mot inpou est « chien » et plus spécialement « chiot », après avoir remarqué qu'en égyptien ancien le mot s'appliquait aussi pour désigner un « jeune prince ». En 1929, l'italien Giulio Farina suppose que le mot égyptien inpou est similaire au mot sémitique ṷlp, ṷulūp qui désigne le chacal. Dans un article publié à titre posthume en 1972, Pierre Lacau estime que plusieurs divinités thériomorphes tirent leur nom de leur animal sacré. Concernant Anubis, inp est un terme archaïque qui sert à désigner un canidé et Inpou est le nom de la divinité canine. Le terme inp ayant été divinisé, le mot sab aurait pris le relais pour désigner les canidés sauvages. En 1976, Dimitri Meeks traduit le nom inp par « celui qui est couché sur son ventre », cette attitude étant la pose traditionnelle de la forme animale du dieu. Il remarque aussi qu'un passage des Textes des sarcophages rapproche le nom d'Anubis du mot inp « putréfaction », un hapax issu d'un calembour élaboré à partir des mots irpou (« vin ») et repou (« fermentation »).
Plus récemment, en 2005, le britannique Terence DuQuesne, notamment auteur d'une considérable monographie sur les dieux-chacals égyptiens, propose de ne voir, dans le terme inpou (vocalisé sous *yanoup), qu'une simple onomatopée visant à imiter le hurlement du chacal, en conformité avec la pratique égyptienne de former les noms d'animaux à partir de leur cri : miou pour le chat, reret pour le cochon, aâ pour l'âne.
Plus simplement, In-pou et a-nub-is qui sont des synonymes, le second étant la version copte du premier, pourraient vouloir dire, si l'on se réfère au Sumérien, « le rassembleur de troupeau », c'est-à-dire le chien[réf. souhaitée].

### Épithètes
Les principales épithètes appliquées à Anubis mettent en exergue son rôle de divinité funéraire et le décrivent volontiers comme étant le chef du domaine funéraire en son entier ou comme le chef d'une des subdivisions de ce domaine. Dès les débuts de la civilisation égyptienne, Anubis est doté de ses cinq principales épithètes : Khenty imentyou (« Celui qui est à la tête des Occidentaux — les morts »), khenty ta djeser (« Celui qui est à la tête du pays sacré »), tepy djouef (« Celui qui est sur sa montagne »), Khenty seh netjer (« Celui qui préside au pavillon divin ») et imy-out (« Celui qui préside à la salle d'embaumement »), les quatre dernières persistant jusqu'à l'époque gréco-romaine (entre le IVe siècle avant notre ère et le IVe siècle après),.

#### Celui qui est à la tête des Occidentaux
| xnt | n · t · y | imnt | tyw | Z3 |

| xnt | n · t · y | imnt | tyw | Z3 |

| xnt | n · t · y | imnt | tyw | Z3 |

| xnt | n · t · y | imnt | tyw | Z3 |

L'épithète khenty imentyou, « Celui qui est à la tête des Occidentaux » (variantes : khenty imentet, « Celui qui est à la tête de l'Occident » ; neb imentet, « Seigneur de l'Occident »), est surtout attribuée à Osiris à partir de la toute fin de l'Ancien Empire, quand il devient la divinité majeure du domaine funéraire, mais Anubis n'en sera jamais totalement dépourvu. Cette épithète pose de nombreux problèmes car Khentyimentyou est aussi le nom du dieu-canidé de la ville d'Abydos attesté dès la Ire dynastie par des documents archéologiques. Il s'agit donc de bien distinguer le nom d'une divinité indépendante et la fonction homonyme attribuée à Anubis à partir de la Ve dynastie et à Osiris à partir de la VIe dynastie.

#### Seigneur du pays sacré
| V30 · N16 | D44 |

| V30 · N16 | D44 |

| V30 · N16 | D44 |

| V30 · N16 | D44 |

Les aspects d'Anubis, en tant que divinité du monde souterrain, se reflètent dans les épithètes Khenty ta djeser — « Celui qui est à la tête du Pays sacré » — et Neb ta djeser — « Seigneur du pays sacré ». La première expression est sans doute la plus ancienne, la seconde n'apparaissant que sous la IVe dynastie (aux alentours de 2500 avant notre ère), seule ou en association avec l'épithète khenty seh netjer. Le « pays sacré » est une désignation de la nécropole et, par extension, de tout le royaume de l'au-delà. D'après une stèle du Nouvel Empire conservée au Musée Royal des Antiquités de Leyde, le ta djeser est aussi un toponyme qui sert à désigner la nécropole du nome thinite (la région de la ville d'Abydos) dont les liens avec les divinités canines sont attestés depuis les époques historiques les plus reculées. L'épithète neb ta djeser est surtout attribuée à Anubis, mais très communément aussi au dieu Osiris, essentiellement durant le Moyen Empire, à Abydos et dans le reste du pays,.

#### Celui qui est sur sa montagne
| D1 | N26 · I9 | A40 |

| D1 | N26 · I9 | A40 |

| D1 | N26 · I9 | A40 |

| D1 | N26 · I9 | A40 |

L'épithète tepy djouef, « Celui qui est sur sa montagne », est l'une des plus fréquentes depuis les débuts de l'histoire égyptienne et jusqu'à la période romaine. Elle se retrouve très souvent sur les murs des mastabas de l'Ancien Empire et sur des stèles élevées à Abydos durant le Moyen Empire. Cette expression apporte une précision géographique quant aux lieux où les Égyptiens ont installé leurs nécropoles. L'épithète montre que la puissance d'Anubis s'exerce sur les collines rocailleuses (gebel en arabe) situées entre la fin des terres cultivables bordant le Nil et le début des vastes déserts Libyque et Arabique. Dans cette zone montagneuse, le terrain est fort accidenté mais très riche en pierres de taille ainsi qu'en minerais et métaux précieux, utilisés lors des funérailles les plus somptueuses. En outre errent dans cette zone les canidés prédateurs et charognards en quête de pitance. L'égyptologue Georg Möller a proposé une explication géographique en rapprochant cette épithète du toponyme djouefet — « la montagne de la vipère » —, le nom du XIIe nome de Haute-Égypte, une région située en face du nome lycopolitain dédié au canidé Oupouaout,. Le mot égyptien djou survit dans la langue copte sous le terme toou, qui sert à forger des toponymes en lien avec les montagnes désertiques et les monastères reculés.

#### Celui qui préside au pavillon divin
| xnt | n · t · y | R8 | O21 |

| xnt | n · t · y | R8 | O21 |

| xnt | n · t · y | R8 | O21 |

| xnt | n · t · y | R8 | O21 |

L'épithète khenty seh netjer, « Celui qui préside au pavillon divin », apparaît régulièrement dans les plus anciennes formules d'offrandes inscrites, durant l'Ancien Empire, sur les murs des mastabas des particuliers ainsi que sur ceux des pyramides à textes des souverains de la VIe dynastie. Le seh netjer est une structure temporaire (tente) ou une structure durable (bâtiment), un endroit liminal situé entre le monde des vivants et le monde des morts, une sorte de sas d'entrée de la nécropole. Il s'agit d'un lieu où Anubis exerce sa protection sur les corps morts, en cours de transformation lors de la momification. Le coffre qui représente un temple ou un naos et sur lequel Anubis est souvent figuré couché est peut-être une représentation du seh netjer.

#### Celui qui préside à la salle d'embaumement
| Z11 | G43 | X1 · O49 |

| Z11 | G43 | X1 · O49 |

| Z11 | G43 | X1 · O49 |

| Z11 | G43 | X1 · O49 |

La fonction la plus connue du dieu Anubis s'exprime dans l'épithète imy-out (« Celui qui préside à la salle d'embaumement », « Celui de la bandelette »), qui lui est spécifiquement attribuée. Le sens précis de cette expression n'est pas clairement établi. Le mot out est en rapport avec la momification et plus particulièrement avec les bandelettes, tandis que les prêtres qui participent à l'emballement des corps sont désignés sous le terme générique de outyou. En tant que substantif, le mot out se réfère aussi au lieu où se déroule le rituel de la momification. Il est également possible que ce mot soit en rapport avec le terme ouhat, « oasis », lieu d'où sont originaires de nombreux produits, comme les résines nécessaires à la conservation des corps. Sous la dynastie des Ptolémées, le toponyme Out désigne la nécropole du XVIIe nome de Haute-Égypte, un lieu sacré fortement lié à Anubis.

## Iconographie
L'Égypte antique est une civilisation qui a accordé une grande importance aux images. Avec ses quelque 700 signes hiéroglyphiques, son écriture le démontre aisément. Cet art du dessin (ou iconographie) se remarque aussi dans la mise en image du monde divin. L'apparence du dieu Anubis, symbolisé par un canidé, est sûrement dictée par ses fonctions funéraires, les chacals et les chiens hantant et gardant les cimetières situés en bordure des déserts.

### Canidé divin

#### Animal emblématique

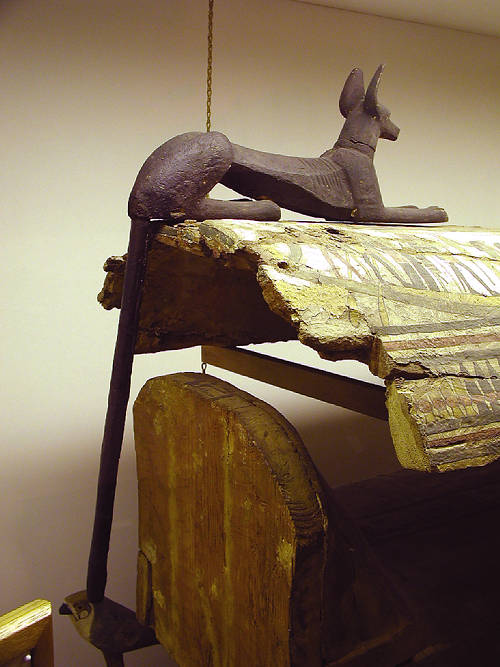
Anubis couché sur le sarcophage de Djeddjehoutefankh,.

Comme d'autres divinités funéraires égyptiennes, tels Oupouaout, Khentyimentiou et Sed, Anubis appartient au groupe des divinités canines. La morphologie générale d'Anubis sous sa forme entièrement animale, avec son museau pointu, ses deux oreilles dressées, son torse mince, ses quatre longues pattes et sa queue allongée, indique clairement qu'il s'agit d'un membre de la famille des Canidae qui regroupe en Afrique de l'Est les loups, les chacals, les renards, les chiens sauvages et les chiens domestiques. Cependant, la combinaison des éléments morphologiques d'Anubis ne correspond à aucune espèce connue de canidé encore existante. L'emblème animal du dieu semble bien plus être un mélange de plusieurs types. Si la tête et le museau correspondent à un large éventail de canidés, les oreilles pointues sont surtout semblables à celles du renard, tandis que le corps efflanqué rappelle celui du lévrier. La queue d'Anubis ressemble à celle du chacal, mais est bien plus longue et plus étroite ; la queue du renard, si elle tombe à terre comme celle d'Anubis, est bien plus touffue et plus épaisse. De plus, Anubis est dans la plupart des cas représenté avec un pelage noir, une couleur assez peu commune chez les diverses espèces de canidés.
Tout au long du XXe siècle, nombre de spécialistes ont estimé que l'animal d'Anubis est un être hybride, chien-loup, loup-chacal, chacal-chien, etc.. Selon George Hart, écrivain et conférencier au British Museum, « le chien Anubis est probablement un chacal […] Mais d'autres chiens, par exemple le paria de couleur rouille, peuvent avoir servi de prototype. Anubis représente peut-être la quintessence des chiens du désert. » L'assimilation d'Anubis au chacal se base sur un critère comportemental : ce canidé nocturne est connu pour hanter les cimetières durant la nuit, et plus particulièrement autour des tombes fraîchement creusées, afin de déterrer et dévorer les cadavres. Ce comportement aurait été associé par les anciens Égyptiens à la mort et par extension à la momification et aux cérémonies funéraires. La couleur noire d'Anubis est un symbole principalement expliqué de deux manières : d'abord par la coloration en noir du corps du défunt sous l'effet des résines utilisées durant l'embaumement, ensuite par l'association de la couleur noire au concept de la régénération, la crue du Nil apportant, chaque année, du limon noir et fertile sur les terres agricoles.

#### Canidés fouisseurs

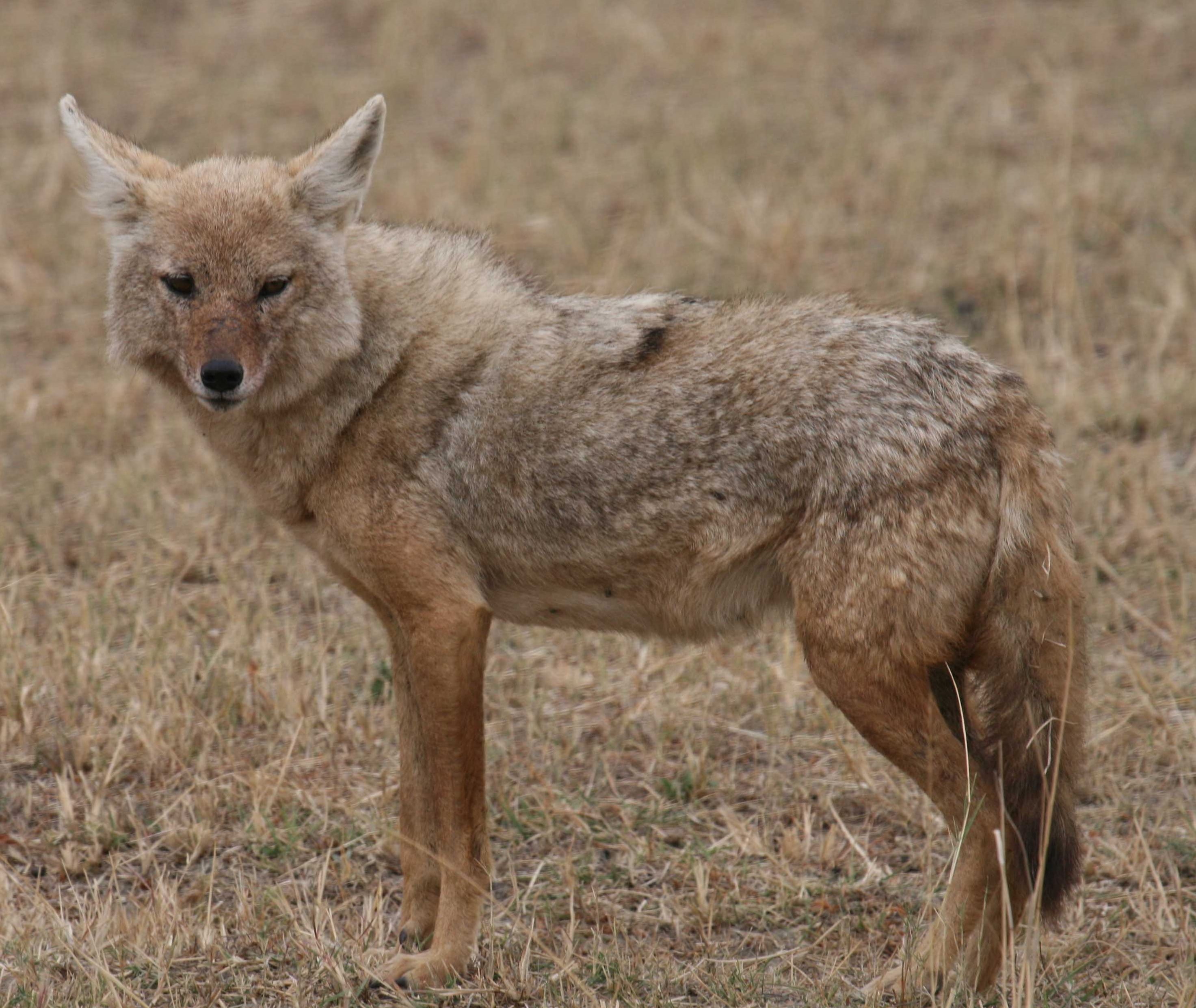
Chacal doré (lat).

Le chacal n'est toutefois pas le seul canidé à errer dans les cimetières, car les renards et les hyènes font de même. Les canidés, s'ils diffèrent physiquement, ont cependant certains comportements communs. L'un des plus saisissants est de s'éloigner puis de cacher de la nourriture en enterrant le surplus lorsqu'il est impossible de tout consommer sur place. Ce comportement inné suit invariablement un même schéma stéréotypé. L'animal s'éloigne d'abord avec un reste de viande dans la gueule, afin de trouver un endroit propice à l'enfouissement. Pour trouver l'emplacement adéquat, il renifle périodiquement le sol et gratte la terre avec une de ses pattes avant. Une fois un lieu convenable trouvé, il creuse un trou de plus en plus rapidement, en utilisant alternativement les deux pattes avant. La viande est alors déposée dans l'excavation, parfois en étant poussée à plusieurs reprises avec le bout du museau. L'animal comble ensuite le trou en poussant la terre excavée et en la tapotant avec le museau. À l'issue de l'opération, seule reste visible une légère perturbation du sol, et l'animal s'éloigne pour ne revenir qu'un jour ou deux plus tard afin de retrouver et consommer la viande enterrée. Les anciens Égyptiens n'ont sûrement pas manqué de remarquer ce comportement chez leurs chiens de chasse ou chez les canidés qu'ils connaissaient, tels le Chacal doré (Canis aureus), le Renard roux (Vulpes vulpes), le Fennec (Vulpes zerda) ou le Lycaon (Lycaon pictus). Le dieu Anubis a peut-être été représenté sous la forme canine à cause de ce comportement fouisseur, le principal rôle d'une divinité funéraire étant de soustraire les dépouilles mortelles à la vue des vivants.

### Représentations

#### Forme animale
Le dieu Anubis est représenté sous forme de hiéroglyphes, peintures murales, bas-reliefs, amulettes ou statues tout au long de l'histoire de l'Égypte antique, de la période prédynastique jusqu'à l'occupation romaine. La plus ancienne et la plus commune des représentations est la forme animale, tel un canidé noir efflanqué en alerte, couché sur son ventre à même le sol ou sur un coffre reliquaire. Dès les époques les plus reculées, un rare signe hiéroglyphique montre le canidé couché, avec une grande plume lui sortant du dos. Il s'agit sans doute d'une manière d'associer Anubis au dieu Shou (souffle vital) ou à la Maât (vérité-justice), le canidé exerçant la fonction de juge dans le tribunal des âmes. La plume apparaissant aussi sur la coiffure d'Anupet, la déesse de Cynopolis, il se peut que l'on soit en présence d'une manière de différencier le mâle Anubis (sans plume) de la femelle Anupet (avec plume) ou bien d'un procédé scriptural permettant de lier Anubis au nome cynopolitain. On trouve aussi des représentations montrant le canidé couché tenant dans ses pattes avant le flagellum et le sceptre-sekhem, ou avec le flagellum lui sortant du dos.
Il est généralement admis que les représentations du canidé debout et marchant sur ses quatre pattes sont à mettre en rapport avec le dieu Oupouaout. Cette assertion se vérifie de manière générale, mais tout systématisme est à éviter car, en de rares occurrences — à partir de la IVe dynastie —, ce signe peut désigner Anubis, l'inverse étant vrai également. Le hiéroglyphe du canidé debout sert aussi de déterminatif au nom de la divinité Oupiou, à l'herminette-noua et au mot sab (chacal).

Anubis couché
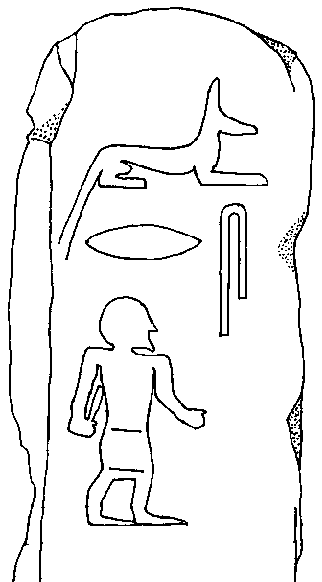
Sur la stèle du nain Ser-Inpou, Ire dynastie, relevé de W. Petrie.
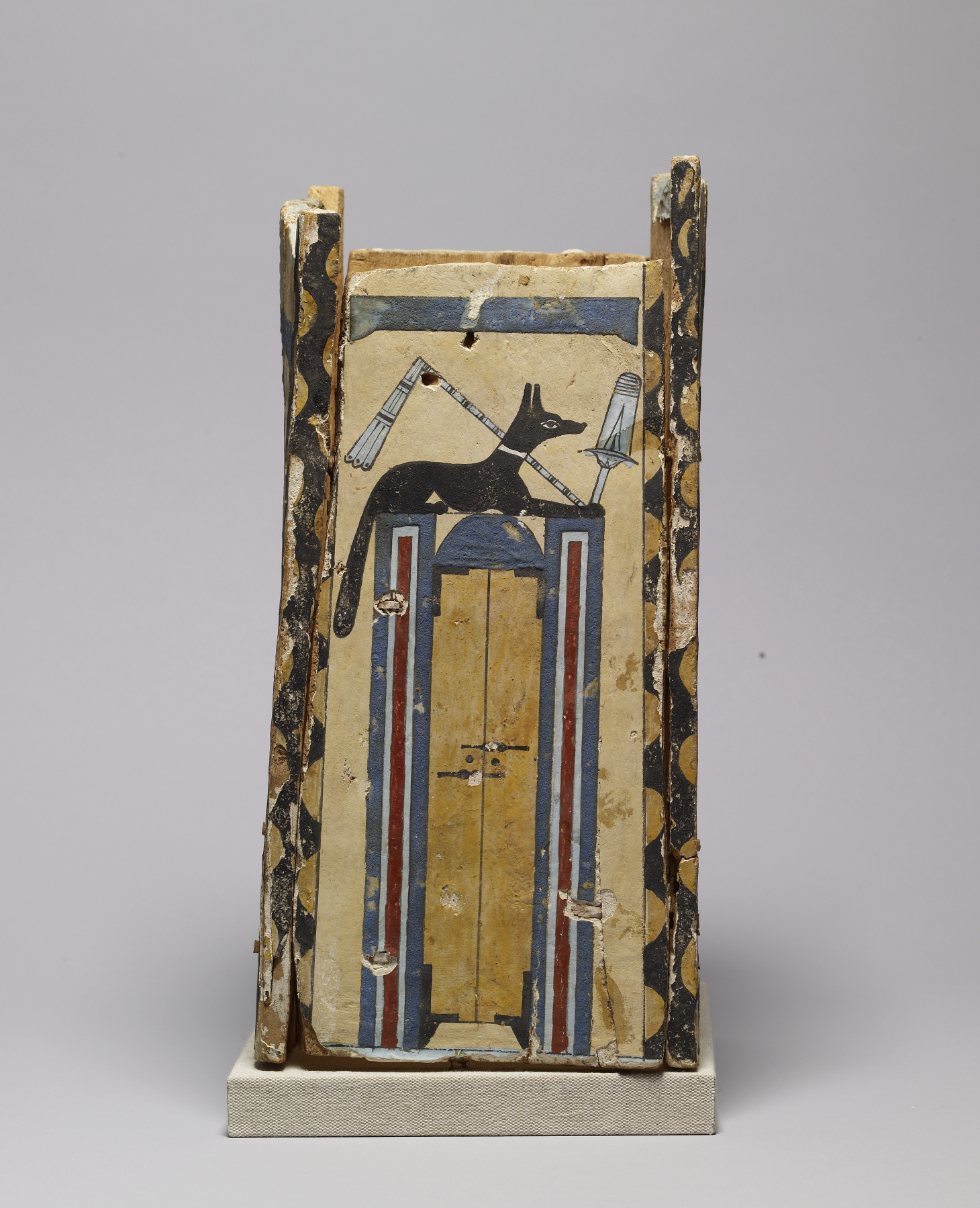
Sur une chapelle, coffre à canopes, Troisième Période intermédiaire, Walters Art Museum.
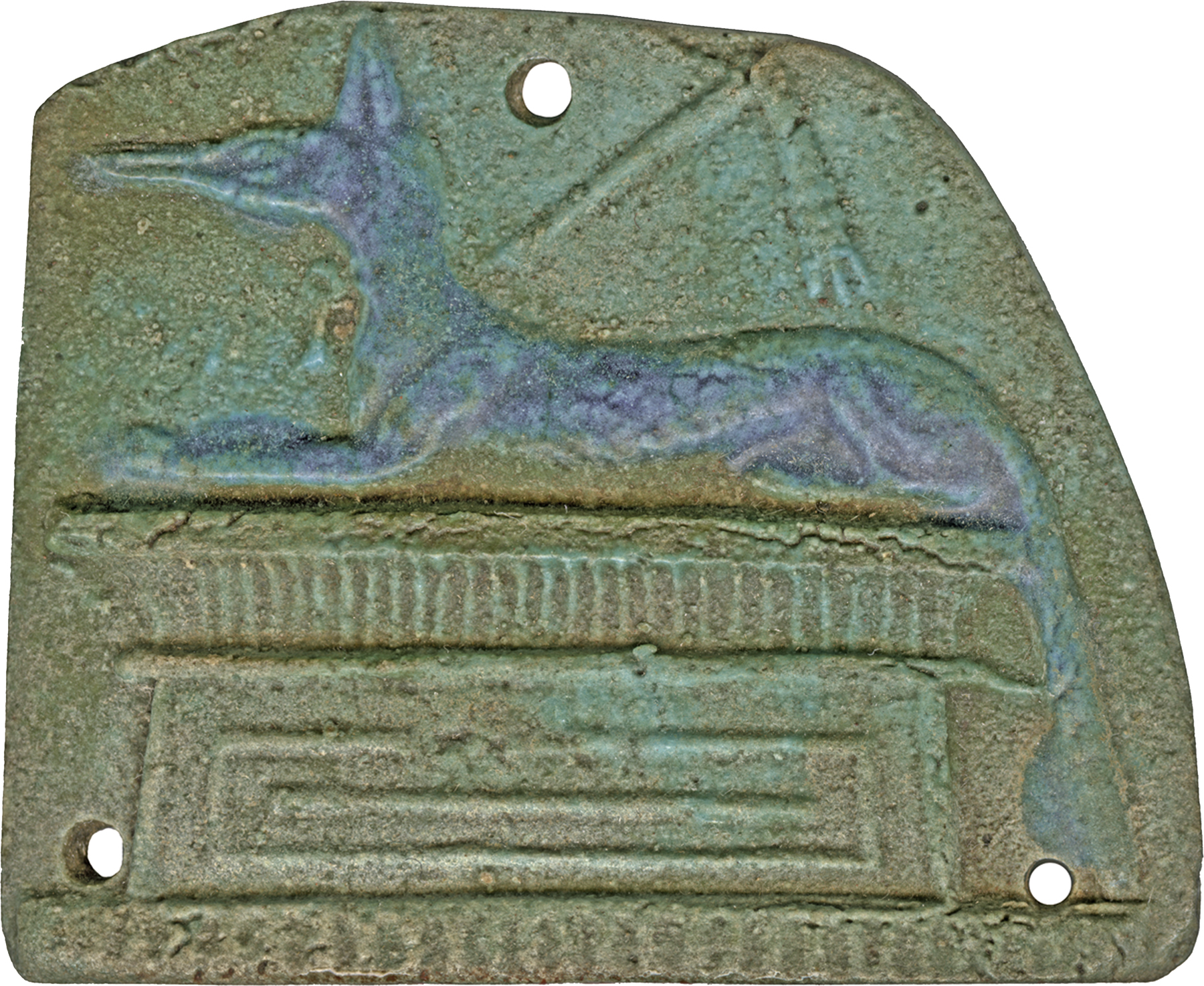
Sur une chapelle, plaquette en faïence, Basse Époque, Walters Art Museum.

#### Forme hybride

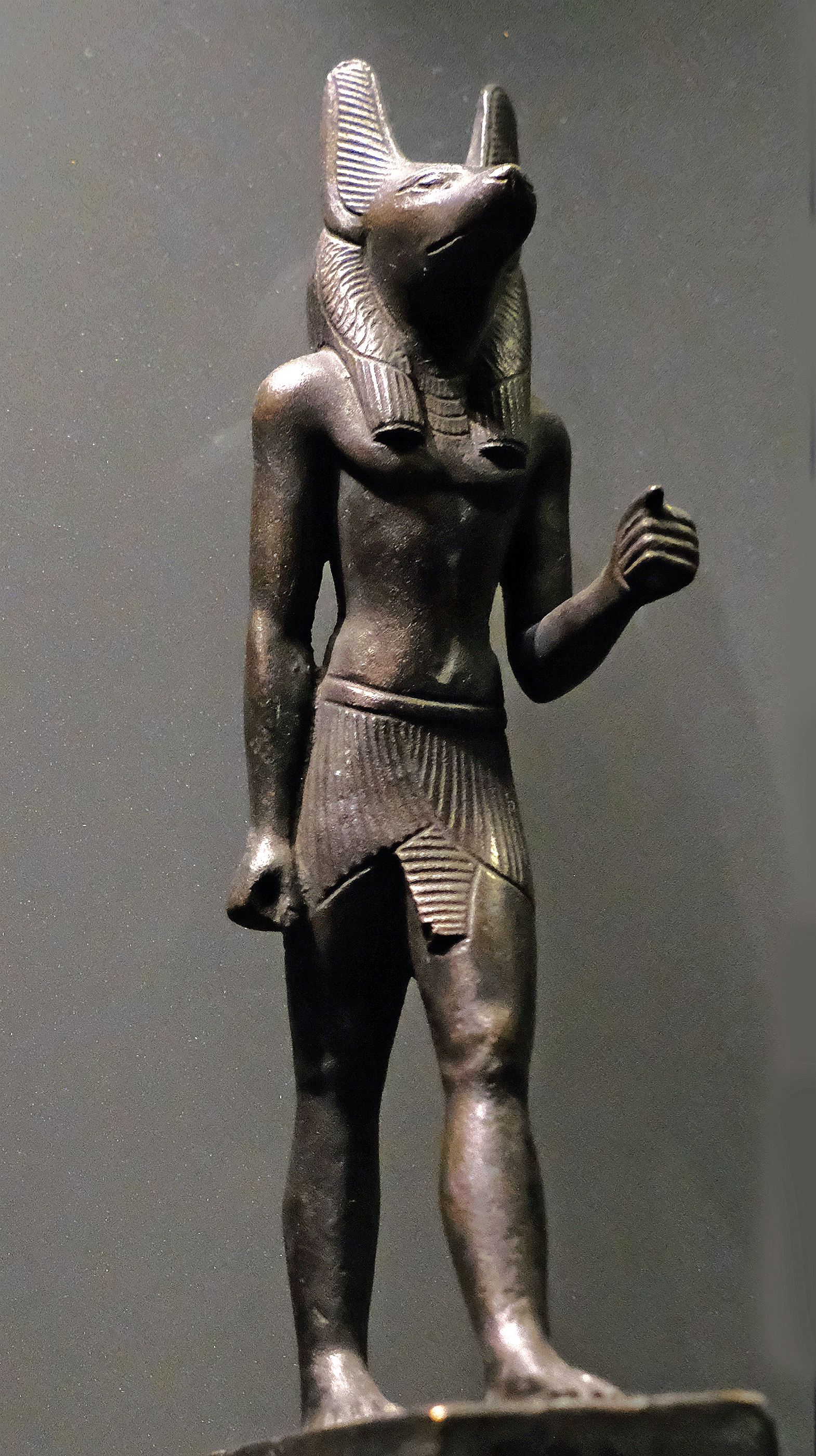
Anubis en dieu anthropomorphe à tête de chacal (musée du Louvre).

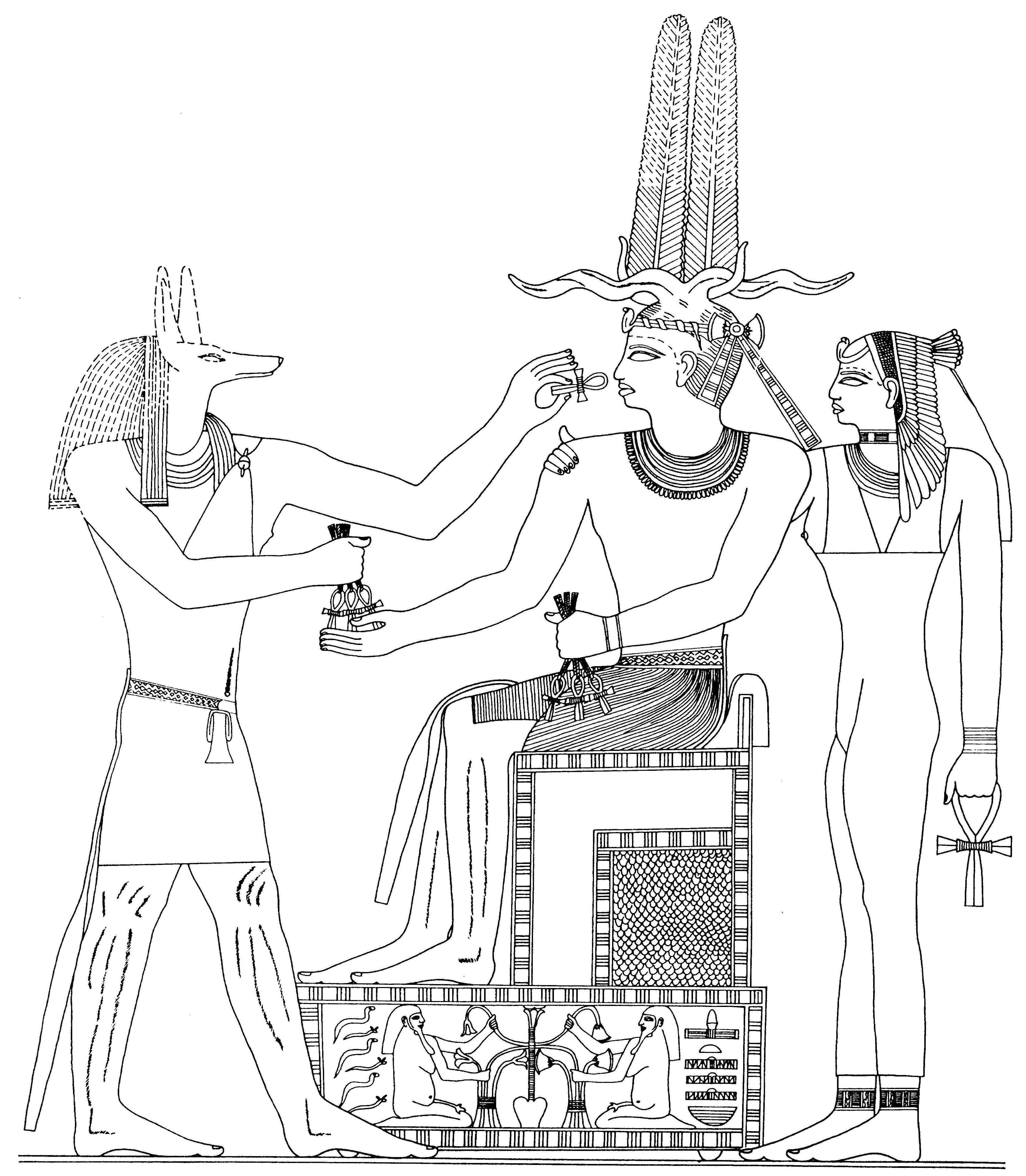
Statue du roi Niouserrê vivifiée par Anubis et Ouadjet.

Vers la fin de la IIe dynastie apparaissent les premières représentations de divinités hybrides combinant des éléments animaux et humains. La plus ancienne attestation d'un dieu à tête de chacal remonte à cette période et figure sous la forme d'un graffiti sur un fragment d'un bol en porphyre, de provenance inconnue et conservé, depuis 1977, au British Museum à Londres. Le dieu, dont le nom est inconnu, est figuré debout, tenant dans sa main droite un sceptre-ouas et dans sa main gauche un symbole ânkh (vie). L'apparence de la tête avec son museau caractéristique laisse suggérer qu'il s'agit d'Anubis mais il a aussi été proposé d'y voir Seth ou Ach. La plus ancienne attestation certaine de l'image d'Anubis en dieu anthropomorphe à tête de chacal remonte à la Ve dynastie et figure sur un fragment d'un relief du temple haut de la pyramide de Niouserrê. Ce bloc de pierre découvert au début du XXe siècle est depuis lors exposé au Neues Museum de Berlin. On y voit le roi assis sur son trône tenir de sa main gauche trois signes-ânkh et en recevant trois autres dans sa main droite, d'Anubis. Le dieu, debout dans l'attitude de la marche, vivifie le souverain en lui touchant les lèvres et le nez avec un septième ânkh. La déesse Ouadjet, symbole de la Basse-Égypte, se tient immobile derrière le roi et lui touche une épaule. Il est probable que, dans ce contexte, Anubis symbolise la Haute-Égypte. Sur le socle du trône est représentée l'union des Deux Terres par le symbole du Sema-tawy. Le registre inférieur de cette scène montre treize hommes courbés en train d'exécuter le rituel khebes-ta ou « piochage de la terre », un geste rituel en lien avec le renouveau printanier, mais aussi connu pour être effectué lors de l'inauguration des temples,.

#### Formes exceptionnelles

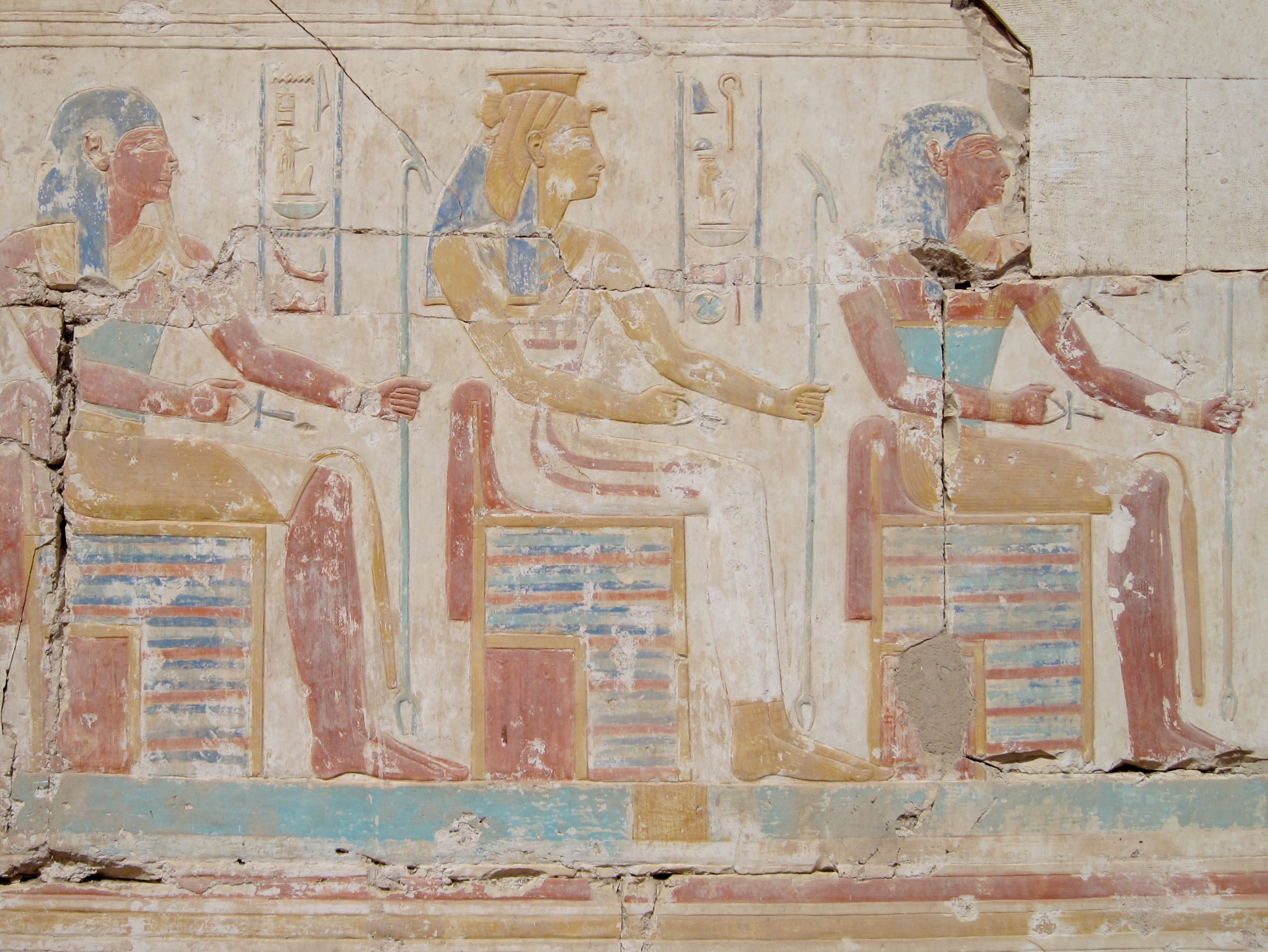
Anubis entièrement anthropomorphe (à gauche), relief du temple de Ramsès II à Abydos.

Outre les représentations du dieu Anubis en canidé ou en homme à tête de canidé, il existe des modes de figuration moins courants. La seule image connue d'Anubis en une divinité entièrement anthropomorphe se rencontre à Abydos, sur un relief peint du temple funéraire de Ramsès II édifié durant les premières années du règne de ce pharaon, vers 1280 av. J.-C.. Une autre image d'Anubis, peu courante, est celle d'un oiseau à tête de canidé. Les occurrences de l'âme-Ba d'Anubis ont été trouvées dans la nécropole d'El-Deir (oasis d'Al-Kharga) sur un fragment d'un cartonnage peint, à Dendérah, dans un relief du kiosque hathorique sur le toit du temple, sur un linceul d'un homme enterré à Deir el-Médineh (répétée quatre fois), dans la tombe de Qetinous (oasis de Dakhla) et dans une tombe de l'époque romaine. L'Anubis à corps de serpent est un autre type de représentation rare. Deux exemples ont été trouvés à Douch et à Labakha (oasis d'Al-Kharga), respectivement sur un élément d'un lit funéraire et sur un cartonnage d'une momie (époque romaine). La figuration la plus ancienne de l'Anubis serpentiforme est attestée à Deir el-Médineh, dans la tombe de Sennedjem, sur une peinture représentant un lit funéraire (XIXe dynastie). Durant l'époque gréco-romaine se développe la thématique de l'Anubis « à la clé » où le dieu est, dans les papyrus magiques, « celui qui détient les clés de l'Hadès » (Enfers) ou « le porteur de clés ». Dans l'iconographie, Anubis tient la clé à la main (homme à tête de canidé) ou à son cou (canidé) et se rencontre sur des sarcophages, des linceuls, des bandelettes de momie. L'égyptologue allemand Siegfried Morenz y voyait un rapprochement avec la divinité grecque Éaque, l'un des trois juges des Enfers. Jean-Claude Grenier réfute cette idée et privilégie l'hypothèse d'une adaptation de l'iconographie religieuse causée par la diffusion de la clé dans la vie quotidienne des individus.

## Éléments mythologiques

### Mythe osirien
Anubis est l'une des plus anciennes divinités de l'Égypte antique, antérieure même au célèbre Osiris, considéré pourtant, dans le mythe, comme son père. L'intégration d'Anubis au sein de la famille osirienne (Osiris, Isis, Horus, Nephtys) s'est montrée complexe, difficile, et a probablement été dictée par le besoin de donner à Osiris, le dieu assassiné, le plus efficace des dieux en lien avec le monde des morts.

#### Origines
Le processus d'élaboration des croyances égyptiennes est complexe. Concernant Anubis, quelques faits dominent dans la thématique funéraire. Pour le souverain, l'au-delà est un domaine situé dans le ciel et la personne royale est considérée comme un fils de Rê, le dieu soleil —conception qui se met progressivement en place à partir de la IIe dynastie, mais ne culmine que sous les IVe et Ve dynasties. Le reste de la population égyptienne n'a pas les contrées célestes pour destination post-mortem : pour elle, l'au-delà est situé à l'Occident, considéré comme une extension des nécropoles terrestres. Durant les trois premières dynasties (de 3000 à 2600 avant notre ère), Anubis est la seule divinité funéraire qui soit aussi bien au service du roi qu'à celui des particuliers. À partir de la fin de la IVe dynastie, l'Occident est surtout connu pour être le royaume d'Osiris, le dieu-roi assassiné puis ressuscité. Mais cette vision de l'Occident n'est qu'une seconde étape ; antérieurement, il était surtout dominé par Anubis.

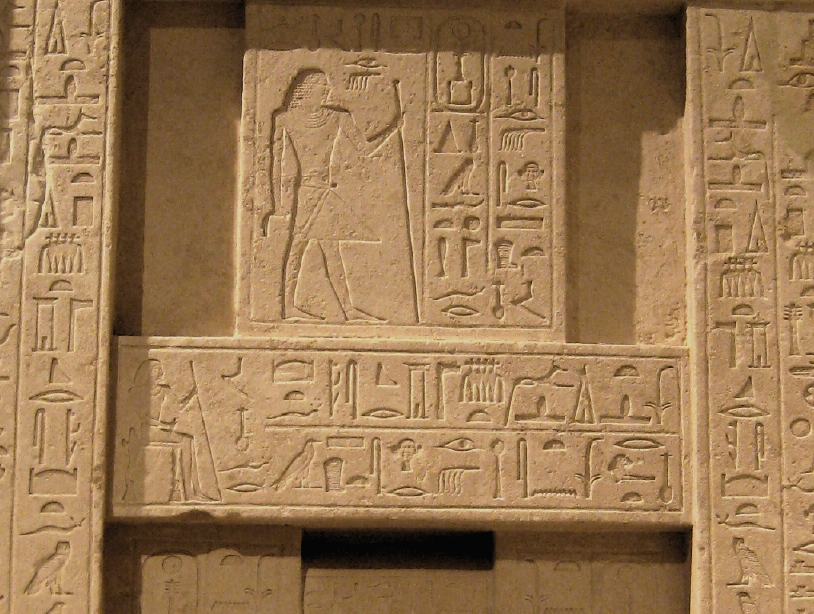
Fausse-porte du tombeau de Manéfer. Règne de Djedkarê Isési, ,Musée égyptien de Berlin.

Une fois la royauté pharaonique bien installée, les familiers et les fonctionnaires royaux se font édifier des tombeaux et des mastabas autour du domaine funéraire royal, constitué par des pyramides plus ou moins monumentales. Pour le groupe des serviteurs royaux, la religion funéraire consiste en une vie post-mortem qui se déroule à l'intérieur de ces sépultures. Le défunt bénéficie d'offrandes funéraires distribuées par faveur royale et sous le regard d'une divinité funéraire. L'Occident est d'abord le cimetière réel, puis cette notion s'élargit et se charge d'un caractère plus spirituel, devenant une contrée lointaine gouvernée par une divinité. Entre les Ire et IVe dynasties, la religion funéraire patronnée par Anubis parvient à attirer à elle de nombreux fidèles non royaux. Mais cette prédominance d'Anubis sur l'Occident ne s'est pas faite sans la concurrence d'autres divinités funéraires. La divinité qui garantit des aliments au défunt est en effet très variable. Durant la Ire dynastie, la grande rivale d'Anubis dans cette fonction est la déesse Neith, issue de la ville de Saïs.
Durant la première moitié de la IVe dynastie, les grands personnages de l'État pharaonique se placent presque tous sous la protection d'Anubis. Le recours à ce dieu apparaît dans des formules gravées sur les murs des chapelles qui surmontent les tombeaux. À l'extrême fin de la IVe dynastie ou durant les débuts de la Ve dynastie, Osiris prend place à côté d'Anubis. Au cours de la Ve dynastie, Osiris supplante Anubis comme souverain incontesté des mondes de l'au-delà. Toutefois, Anubis conserve une place non négligeable dans les croyances funéraires en tant que divinité protectrice:

« Une offrande que donne le roi et que donne Anubis, préposé au pavillon divin, qui se tient sur sa montagne, imi-out, seigneur de la terre consacrée, afin qu'il puisse recevoir un enterrement parfait dans sa tombe qui est dans la nécropole occidentale, après être devenu très vieux en tant que possesseur de la condition d'imakhou auprès du dieu grand, seigneur de l'Occident.
Une offrande que donne le roi et que donne Osiris, préposé à Bousiris, afin qu'il soit accompagné par ses kas dans les places pures, et que sa main soit reçue par le dieu grand, et qu'il soit conduit sur les chemins sacrés de l'Occident, sur lesquels se promènent les possesseurs de la condition d’imakhou.
Une offrande que donne le roi et que donne Anubis, préposé à la ville de Sépa, afin qu'il joigne la terre (soit enterré) et traverse le firmament, et que la (déesse de la) Nécropole lui offre ses bras en paix, en paix auprès du dieu grand, (au) possesseur de la condition d'imakhou auprès de son seigneur, qui a fait des offrandes et qui a atteint la condition d’imakhou.
Une offrande que donne le roi et Osiris Khentamentiou, seigneur d'Abydos, afin que l'offrande lui soit donnée dans sa tombe qui est dans la nécropole (...), en toute belle fête, chaque jour, par jour pour la durée de l'éternité, car j'étais un qui est aimé de son père, loué de sa mère. »

— Linteau d'une tombe anonyme de Saqqarah. VIe dynastie.

#### Osiris ou la momie idéale

##### Anubis dans le mythe osirien

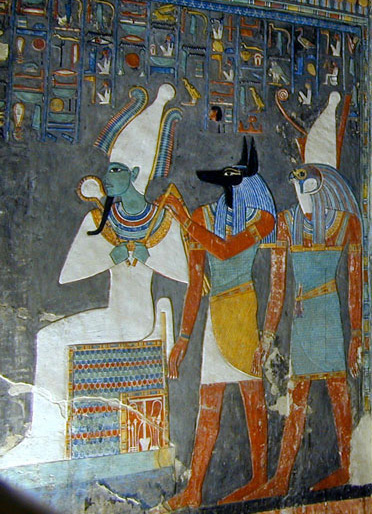
Osiris sous la protection d'Anubis et Horus.

Les relations entre Anubis et Osiris sont étroites mais relativement tardives. Cela provient du fait qu'historiquement Anubis est un dieu bien plus ancien qu'Osiris. Le premier est déjà bien attesté sous la Ire dynastie, tandis que le second n'apparaît que 600 ans plus tard, durant la Ve dynastie. L'apparition d'Osiris, un dieu roi assassiné par un meurtrier, son frère Seth au caractère bien trempé, fait probablement suite à une décision politique d'affermissement du pouvoir royal, décision qualifiée par l'égyptologue Bernard Mathieu de « Réforme osirienne ». Terence DuQuesne avance l'idée qu'il se pourrait qu'Osiris résulte de l'anthropomorphisation d'une divinité chacal. Le but recherché par le pouvoir pharaonique aurait été de faciliter l'identification du roi défunt avec une divinité bien définie. Avant l'introduction du mythe osirien, les monarques pouvaient prétendre posséder les caractéristiques des chacals Anubis et Oupouaout, mais la légitimation d'un pouvoir politico-religieux puissant, d'origine divine, ne pouvait facilement se faire accepter qu'à travers l'assimilation du roi à un dieu entièrement anthropomorphe, à savoir Osiris dont le nom signifierait « le Puissant », « Celui du trône » ou « Celui qui est devenu un dieu par les rites ».
À la fin de l'Ancien Empire, dans les Textes des pyramides, Anubis est bien plus lié au pharaon défunt qu'à Osiris et il ne semble pas qu'Anubis soit déjà lié aux divinités du mythe osirien. Par la suite, sous le Moyen Empire, Anubis devient un intermédiaire entre les morts et le dieu Osiris, érigé en tant que parangon de la survie post-mortem. Visiblement, Anubis n'a pas acquis son caractère de divinité funéraire par son intégration au mythe d'Osiris. Tout au contraire, Anubis a été rapproché d'Osiris de par ses anciennes fonctions de ritualiste funèbre auprès des rois défunts. La première mention d'une action d'Anubis sur la dépouille mortelle d'Osiris figure dans les Textes des sarcophages, un corpus funéraire destiné aux nomarques de la Moyenne-Égypte durant le Moyen Empire. Rê, affligé de la mort d'Osiris, envoie son fils Anubis prendre soin du corps de l'assassiné afin de lui redonner une belle apparence, un statut d'ancêtre et la possession éternelle d'une tombe bien approvisionnée en offrandes funéraires :

« Que le roi soit gracieux et donne, et Anubis qui préside au pavillon divin, maître de la Douat, à qui les occidentaux rendent hommage, maître de Sepa, qui préside à la Terre sacrée, lui qui (?) réside au ciel médian, le quatrième des enfants de Rê, qu'on a fait descendre du ciel pour parfaire Osiris tant est grande son excellence au cœur de Rê et des dieux ! »

— Chapitre 908 des Textes des Sarcophages, traduction de Paul Barguet
Les liens filiaux entre Osiris et Anubis se mettent en place à partir du Nouvel Empire comme lorsqu'Anubis est qualifié de fils d'Osiris (sa Ousir) sur une stèle memphite de la XIXe dynastie (tombe de Hor-Min à Saqqarah). Cette affirmation ne devient cependant courante qu'à partir de la Basse Époque. Cette relation tire probablement son origine dans le fait que l'organisation des funérailles du père incombait à son fils aîné. Or pour un dieu aussi prestigieux qu'Osiris, ce privilège ne pouvait revenir qu'à Anubis, le plus ancien et le plus efficace des dieux funéraires.

##### Mères, multiples traditions

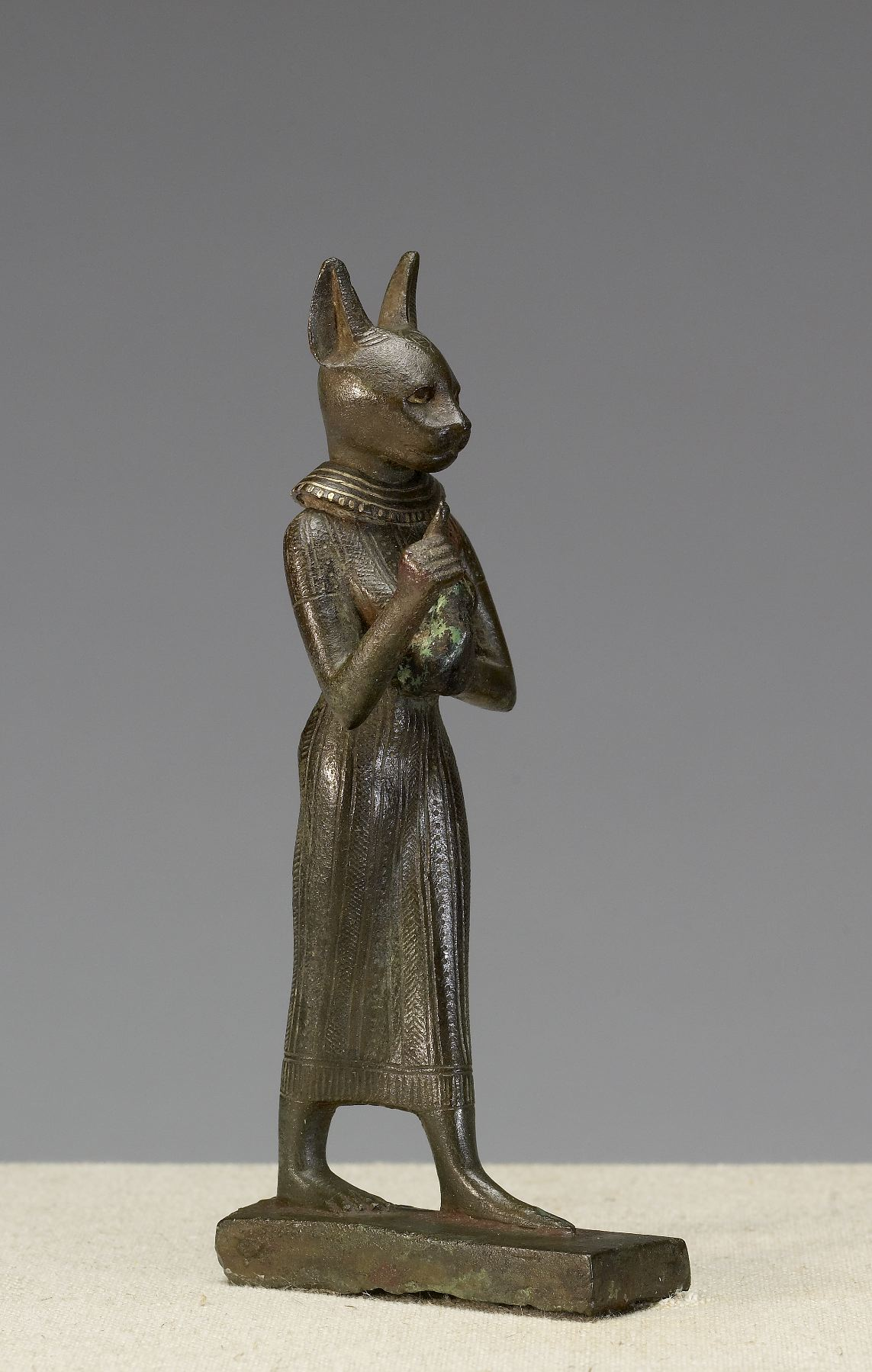
Statuette de la déesse Bastet.

Bien qu'Anubis joue un rôle essentiel dans le mythe d'Osiris à partir de la Première Période intermédiaire, les théologiens égyptiens n'ont pu l'intégrer dans la famille osirienne qu'avec de grandes difficultés. Cet embarras se révèle dans son ascendance maternelle, plusieurs déesses coexistant dans le rôle de la mère d'Anubis.
Au Nouvel Empire, le Conte des deux frères, consigné sur le Papyrus d'Obiney et daté du règne de Séthi II (le petit-fils de Ramsès II), fait d'Anubis le frère aîné du vigoureux Bata, le dieu taureau de la ville de Saka. D'après cette source, les deux divinités sont nées de la même mère et du même père. L'identité des parents n'est toutefois pas révélée.
D'après un relief gravé sur une paroi du temple funéraire de Séthi Ier à Abydos, la déesse chatte Bastet est la mère d'Anubis. Le papyrus N3776 (S), daté de l'époque ptolémaïque et conservé au Musée du Louvre, suit cette même filiation. Les liens théologiques entre Bastet et Anubis sont obscurs. Les deux divinités ont peut-être été liées du fait de leur proximité cultuelle à Memphis, le temple du Bubasteion voisinant avec l'Anoubieion dans la nécropole Ânkh-Taouy « La Vie des Deux-Terres ». Selon l'Allemand Hermann Kees, le nom de Bastet inclut la notion d'onguent et évoque l'activité du momificateur.
D'autres déesses, telles Hésat, Isis ou Nephtys, apparaissent comme étant la mère d'Anubis. La mention de la vache primordiale Hésat, quoique implicite, est la plus ancienne et remonte au règne de Pépi II lorsqu'il est dit du roi qu'il monte au ciel sur une échelle consolidée par le cuir de l'imy-out enfanté par Hésat, ce fétiche étant une des formes du dieu Anubis (T.P., § 2080e). La vache Hésat a ensuite été assimilée à la vache Hathor, très souvent représentée en train d'allaiter le prince héritier, inpou en langue égyptienne.
La mention de la déesse Isis en tant que mère d'Anubis est très tardive, seuls deux documents faisant état de cette filiation : le papyrus Jumilhac et le papyrus démotique magique de Londres et de Leyde. Ces deux sources professent une similitude entre Horus et Anubis. D'après le dernier document, une compilation de formules magico-médicales datée du IIIe siècle de notre ère, Anubis se trouve en Syrie le jour où les mauvais dieux complotent contre la vie de son père Osiris. Isis appelle son fils Anubis à son secours mais, en cours de route, il est piqué par un scorpion. Isis guérit Anubis en lui appliquant de l'huile curative et après lui avoir ordonné de lécher la plaie, tel un chien blessé. Une mésaventure presque similaire est arrivée au jeune Horus, d'après le texte magique de la stèle de Metternich. Isis réussit à guérir son fils après avoir poussé le vieux Rê à révéler son nom secret, ce nom étant la plus puissante des formules magiques.

##### Fils adultérin d'Osiris

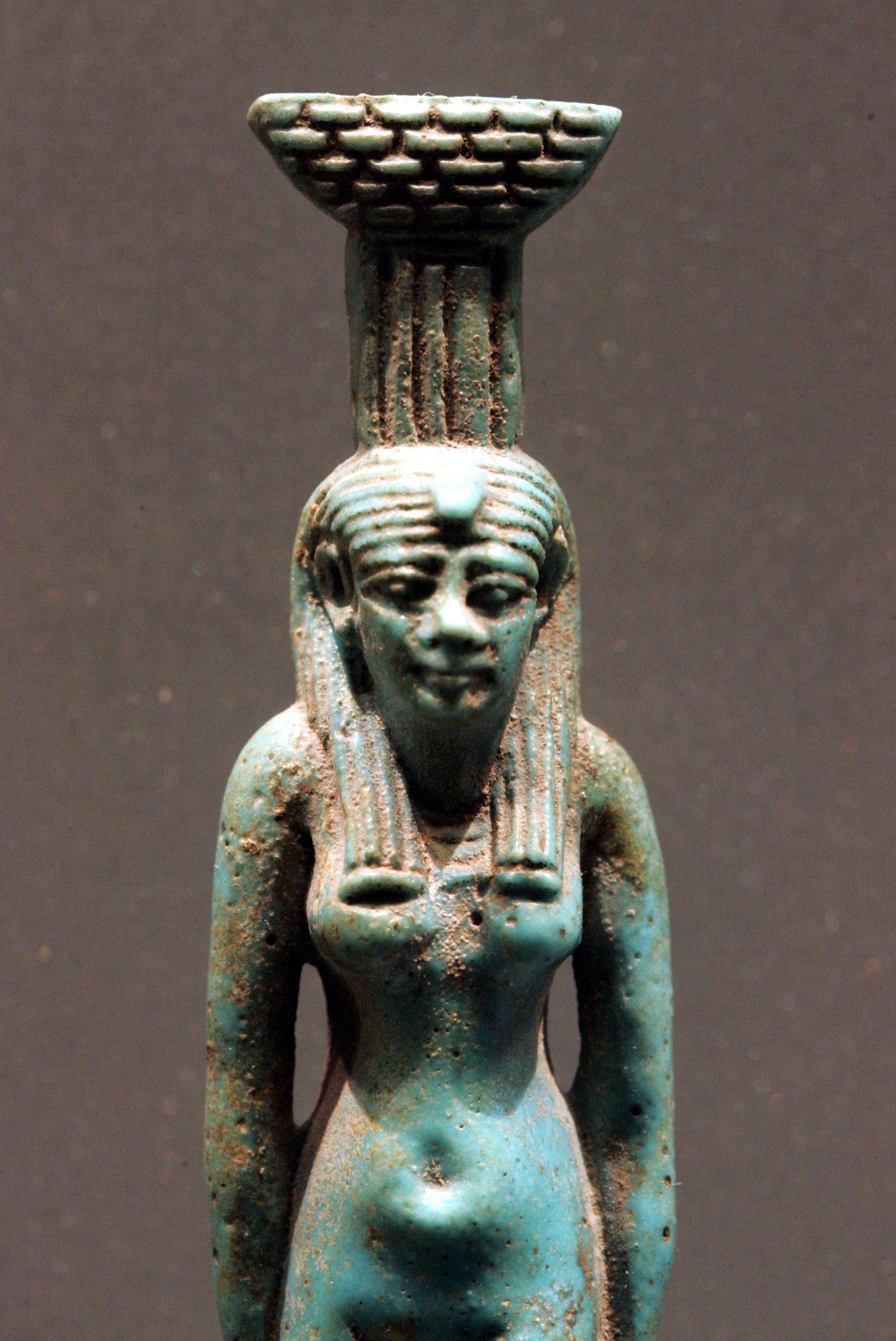
Statuette de Nephthys.

La relation filiale d'Anubis avec le dieu solaire Rê est attestée dès le Moyen Empire (chap. 908 des Textes des sarcophages). Dans le cadre d'une conjuration magique sur l'eau, le Papyrus magique Harris, daté de la fin de la période ramesside (XIIe siècle), poursuit ce dire tout en affirmant d'abord la maternité de la déesse Nephtys, sœur d'Osiris, Isis et Seth :

« Autre formule: Ô âme ! Ô âme ! Moi, je suis Anubis, dieu de l'Orient, fils de Nephtys ! - (dire quatre fois).
Autre formule: Côté droit ! Côté gauche ! Moi, je suis Anubis, dieu de l'Orient, fils de Rê ! - (dire quatre fois). »

— Extrait du Papyrus magique Harris (7/7-7/8). D'après la traduction de François Lexa.
Cette citation est la seule affirmation égyptienne de la maternité de Nephtys sur Anubis avant la rédaction du traité Isis et Osiris, le premier récit continu du mythe osirien, par le philosophe et historien grec Plutarque (vers 110-120 de notre ère), qui fait d'Anubis le fils issu de la relation adultérine entre Nephtys et Osiris, cette relation (pudiquement présentée sous la forme d'une méprise) causant la fureur de Seth et le meurtre par celui-ci de son frère Osiris :

« Isis apprit ensuite qu'Osiris amoureux avait eu, par méprise, en la prenant pour Isis elle-même, commerce avec Nephtys sa sœur. Ayant trouvé dans la couronne de mélilot qu'Osiris avait laissée auprès de Nephtys, un témoignage évident de leur union, Isis se mit à rechercher l'enfant que la mère, dans la crainte de Typhon, avait exposé tout aussitôt après lui avoir donné le jour. Isis conduite par des chiens, le retrouva difficilement et à grand’ peine. Elle se chargea de le nourrir, et cet enfant, répondant au nom d'Anoubis, devint son accompagnateur et son gardien. On le dit préposé à la garde des dieux, comme les chiens le sont à la garde des hommes. »

— Plutarque, Isis et Osiris (extrait du §14), traduction de Mario Meunier.

##### Anubis, le rassembleur des membres d'Osiris

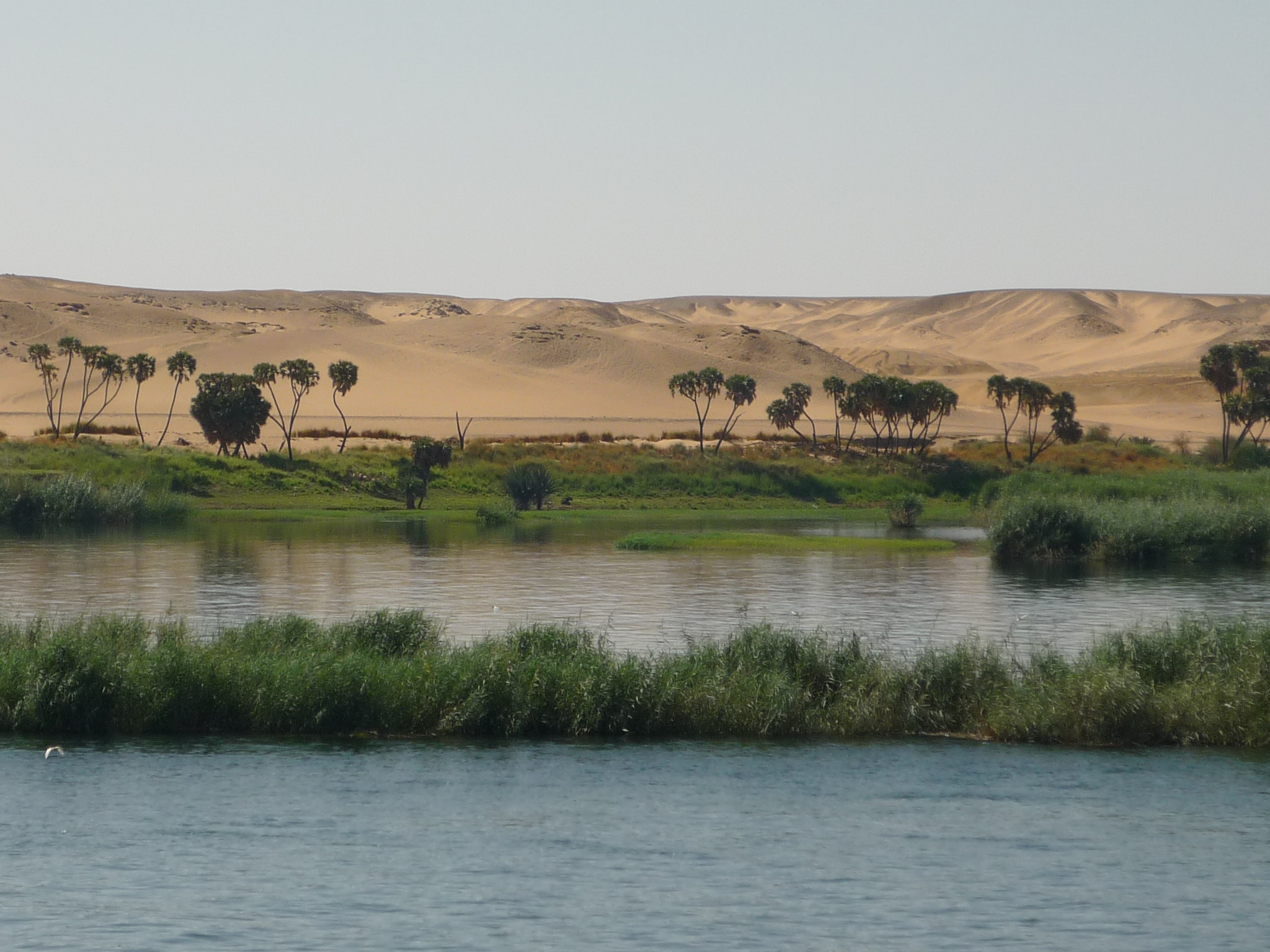
Berges du Nil.

Le mythe d'Osiris a donné lieu à de nombreuses variantes locales, parfois contradictoires, les prêtres ayant pour habitude de placer les épisodes centraux de ce mythe national dans leur périmètre régional. Ainsi, le Papyrus Jumilhac, rédigé à l'époque gréco-romaine, même s'il se concentre sur les légendes anubiennes ayant cours dans les XVIIe et XVIIIe nomes de Haute-Égypte, n'est pas exempt de contradictions, l'auteur de cette compilation religieuse plaçant successivement la découverte de la tête d'Osiris par Anubis dans les montagnes proches d'Abydos dans le VIIIe nome de Haute-Égypte (III.19 - IV.4), puis dans les marais de Nedjit dans le IXe nome de Basse-Égypte (X.20 à XI.14). Ce dernier passage fournit, avec quatre autres mentions, l'origine légendaire du rituel de l'ouverture de la bouche et de la pratique annuelle de façonner des statues d'Osiris en argile lors du mois de Khoiak. Le dieu Seth, après avoir assassiné son frère Osiris, maquille son crime en dépeçant le corps de la victime et en en dispersant les membres. Anubis part à la recherche des lambeaux et trouve la tête à Nedjit, un banc de sable situé près de la ville d'Andjéty (Bousiris). La tête est ensuite transportée à la nécropole de Cynopolis (Hardaï), soit par Anubis lui-même transformé en Horus sous la forme d'un faucon, soit par les quatre enfants d'Horus. Pour retrouver les autres membres d'Osiris, Anubis et Thot se mettent à réfléchir. Le dernier finit par trouver une solution en ensorcelant la tête, le but étant de faire parler l'esprit d'Osiris. Mais, pour ce faire, la tête doit disposer d'un corps de substitution en glaise. Après de nombreuses paroles magiques, la tête du dieu mort révèle finalement l'emplacement des autres membres et Anubis se rend aussitôt vers les lieux indiqués. Pour transporter plus facilement les membres, Anubis fabrique un récipient imy-out, probablement sous la forme d'une corbeille en papyrus. De retour à Hardaï, Anubis momifie le corps d'Osiris et dépose la dépouille dans un caveau funéraire, afin de le soustraire à la furie de Seth:

« Anubis alla, pour chercher son père Osiris, sur la butte des papyrus, sur ce banc de sable de Nedjit, à côté d’Andjty, après que le grand naufrage (?) eut lieu dans ce pays. Il trouva la tête auguste de son père sur la colline, trouvé manquant : tout son corps. Son fils Anubis se transforma en faucon, il la mit entre ses bras, il vola avec elle aux confins de l’horizon, il atteignit Hardaï, (plus précisément) la nécropole qui est là. Or, Thot était avec lui. Ils réfléchissaient vigoureusement. Ils apportèrent de l’argile pure du lac en ce lieu, sur le côté ouest de la nécropole. Une statuette fut dressée debout, sa (partie) manquante étant en terre, après qu’il (Anubis ou Thot ?) eut réuni la tête de son père avec sa poitrine. Elle (c’est-à-dire la tête) fut ensorcelée par Thot grâce à de nombreuses incantations, pour lui (la tête ou Osiris ?) faire révéler le(s) lieu(x) où se trouvaient ses membres. Et ce dieu [tint conseil avec eux] et les (c’est-à-dire les membres) indiqua dans le Double-pays, les déserts à tribord (c’est-à-dire à l’ouest) et à bâbord (c’est-à-dire à l’est), et les îles de la Grande-verte. Son fils Anubis alla les chercher. Il les trouva dans le(s) lieu(x) qu’il avait divulgué(s) pour eux. Puis, il arracha des tiges de papyrus et les lia comme cette image : (imy-out). Il y réunit les membres du dieu et les mit sur son épaule jusqu’au sanctuaire - out. Il les déposa en ce lieu, il les cacha dans la chambre auguste, après qu’il les eut rappareillés dans le coffre mystérieux. »

— Extrait du Papyrus Jumilhac (X.20 à XI.14), traduction de Sandra L. Lippert.

### Divinité pastorale et bouchère
Si Anubis est surtout connu pour ses fonctions funéraires, dès ses origines, il est aussi assigné à la protection des troupeaux de bovidés. L'élevage étant la principale richesse des Anciens Égyptiens, le sacrifice d'une bête à corne constitue alors le point d'orgue des rituels funéraires. La protection d'Anubis s'exerce naturellement lors des abattages et des répartitions des offrandes. Les fonctions pastorales et funéraires du dieu canin sont inextricablement liées dans le récit mythologique du Conte des deux frères (Anubis et Bata).

#### Maître du bétail

##### Anubis et les bovidés

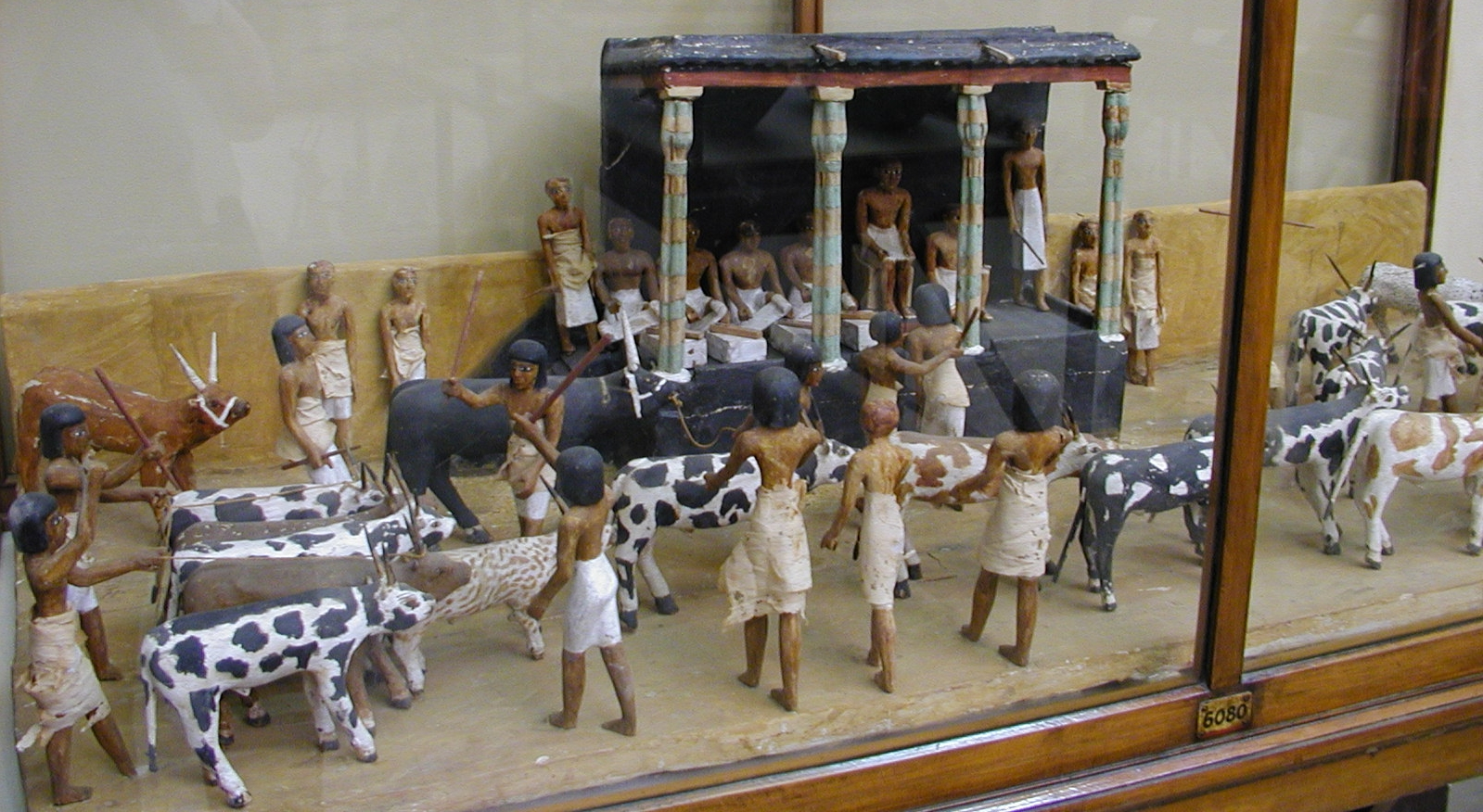
Dénombrement du bétail du défunt Meketrê (maquette funéraire).

Si les aspects funéraires du dieu Anubis sont bien documentés durant toute l'histoire de l'Égypte antique, la personnalité du dieu est riche d'autres caractéristiques. Une des traditions secondaires fait d'Anubis le maître des bêtes à cornes. Ce trait, connu dès l'Ancien Empire, est surtout documenté par des inscriptions de temples tardifs. À Kôm Ombo, Dendérah et Edfou, trois importants sanctuaires réédifiés durant la période gréco-romaine, Anubis apparaît comme le « maître des vaches laitières » (inpou neb oupout) et comme le « souverain des taureaux de combats » (inpou ity en ousheb), un trait agraire résumé par l'épithète « le bon bouvier » (pa-mer-âh nefer) dans le Papyrus magique démotique de Londres et de Leyde. À l'époque ramesside, le Conte des deux frères rappelle cette maîtrise en faisant d'Anubis le riche propriétaire d'un opulent domaine agricole où, grâce aux bons soins de Bata, « les vaches dont il avait la charge devenaient extrêmement belles, elles vêlaient deux fois plus et excellemment ». Ces liens mythologiques entre les canidés et le bétail est toujours d'actualité dans la vallée du Nil, mais plus au sud, dans des récits Shilluk et Anyuak (lire plus bas). D'après ces deux ethnies, des esprits canins habitent des pâturages qui ne connaissent pas la sécheresse estivale et veillent sur le troupeau de Jwok, le dieu créateur. En Égypte antique, la possession d'un large bétail est une bénédiction divine et un marqueur d'importance sociale, la puissance économique permettant de larges sacrifices animaliers à des fins d'offrandes funéraires. Dans ce contexte, Anubis endosse les traits du sacrificateur sous le titre de « chef des bouchers » (hery-tep menhouy).

##### Pourvoyeur d'offrandes

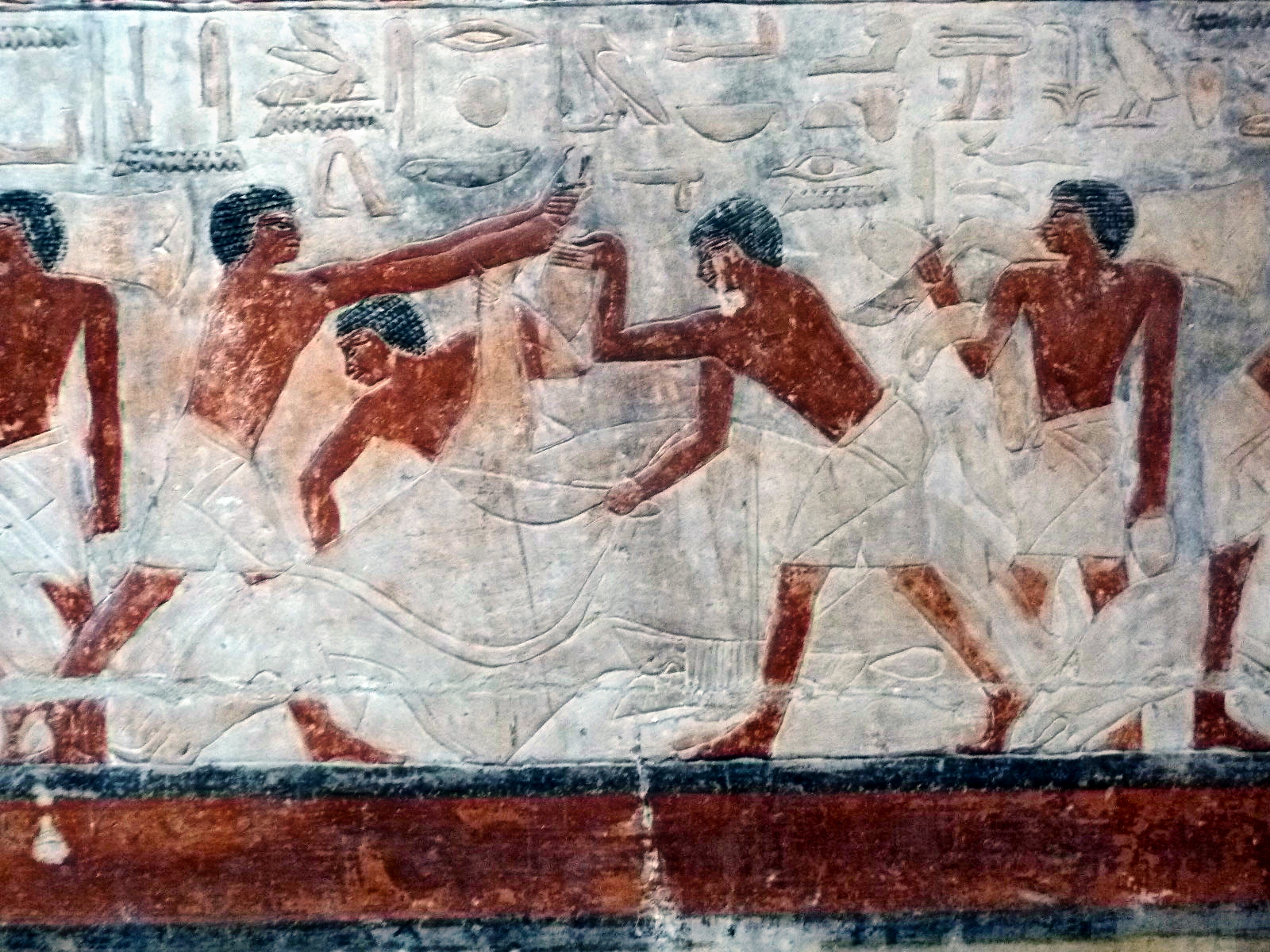
Sacrifices de bovidés en l'honneur du défunt Kagemmi.

Dès les époques les plus reculées, la fonction d'Anubis est d'approvisionner les défunts dans le cadre de ses activités de divinité funéraire. Le dieu est le neb qereset, c'est-à-dire le « maître de la sépulture » ou le « maître de l'enterrement ». Les formules d'offrandes funéraires, les épithètes et les actions d'Anubis qui apparaissent dans les textes funéraires attestent clairement ce rôle. Sous l'Ancien Empire, les défunts lui demandent très fréquemment d'assurer de bons enterrements dans le désert occidental (semyt imentet) afin qu'ils puissent devenir des imâkhou (esprits glorifiés, morts bienheureux), c'est-à-dire des ancêtres aptes à bénéficier d'un culte funéraire régulier et pérenne, financé par des dotations royales ou privées. Dans tous les corpus de textes funéraires, des Textes des pyramides au Livre des Morts, en passant par les Textes des sarcophages, apparaissent des souhaits où il est demandé à Anubis de garantir des offrandes alimentaires en abondance :

« Qu'Anubis donne une offrande au Chef des Occidentaux ! Tes milliers de pain ! Tes milliers de bière ! Tes milliers d'huile ! Tes milliers d'albâtre ! Tes milliers de vêtement ! Tes milliers de bovin ! »

— Antichambre de la Pyramide de Mérenrê, VIe dynastie, § 745 a-d.

« (L'Osiris N. est) un pur dans la suite d'Osiris, chef des Occidentaux, au cours de chaque jour ; ses champs sont dans la Campagne des Félicités parmi les initiés, parmi ceux qui préparent les aliments pour Osiris ; N. est auprès de Thot parmi ceux qui préparent les offrandes alimentaires. Anubis a ordonné (à) ceux qui sont parmi les offrandes que les offrandes de N. soient en sa possession, sans que cela puisse lui être enlevé par ceux qui s'occupent du butin. »

— Livre des Morts, Nouvel Empire, chapitre 144.

#### Conte des Deux Frères

##### Anubis et le taureau Bata

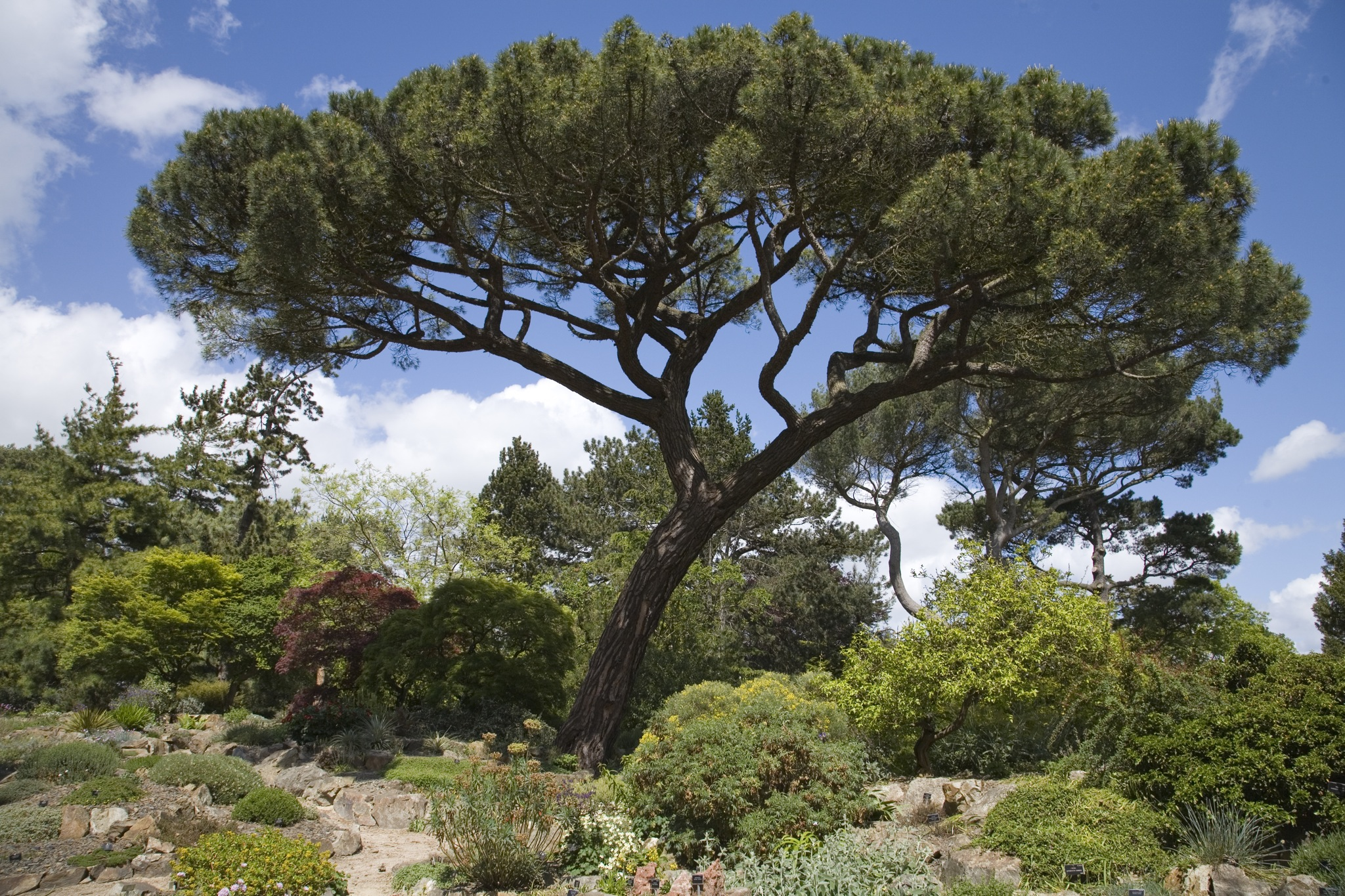
Pin parasol.

Le Conte des Deux Frères, découvert en 1852, est rédigé à l'occasion de l'accession au trône du jeune roi Séthi II, à la fin du XIIe siècle ; c'est l'un des textes de l'Égypte ancienne les plus traduits et commentés. Sa nature exacte n'est cependant pas encore bien déterminée. Ses premiers traducteurs, Emmanuel de Rougé et Auguste Mariette ont pensé qu'il s'agissait d'un conte. Depuis, l'opinion générale parmi les égyptologues est qu'il s'agit d'une œuvre littéraire chargée de données mythologiques. En 2003, Wolfgang Wettengel y voit un mythe politique destiné à expliquer, dans une période de crise successorale et de migration sémitique, l'origine divine et séthienne de la lignée de Ramsès II, les dieux Seth et Baal se cachant sous les traits de Bata, un berger devenu roi avec l'aide d'Anubis. En 2011, sur la base d'une comparaison avec les données consignées dans le Papyrus Jumilhac, Frédéric Servajean estime que cette histoire est une sorte de mythe qui camoufle les relations conflictuelles entre les clergés des XVIIe et XVIIIe nomes de Haute-Égypte, la frontière entre ces deux régions étant très fluctuante. Les deux principaux personnages sont en effet Anubis et Bata, chaque frère étant la divinité majeure de l'un des deux nomes rivaux.

##### Bata et ses multiples vies
Anubis, le frère aîné, est l'heureux propriétaire d'un domaine agricole et d'un large cheptel bovin, tandis que Bata, le cadet, s'occupe de tous les travaux de la ferme. Les deux frères mènent une existence paisible mais entrent en conflit le jour où la femme d'Anubis tente de séduire Bata. Ce dernier refuse les avances de la séductrice. Affolée par l'idée d'être dénoncée, l'épouse invente un mensonge et dit à Anubis qu'elle a été violentée par Bata. Anubis, furieux, tente d'assassiner son cadet, mais Bata réussit à fuir aidé par Rê. Le lendemain, les deux frères s'expliquent et Anubis reconnaît s'être emporté à tort. Pourtant, les frères se séparent. Anubis rentre chez lui et tue son épouse infidèle. Bata, bouleversé par cette mésaventure incestueuse, se châtre et décide de quitter l'Égypte pour la « Vallée du Pin parasol », située probablement dans l'actuel Liban. Il mène quelque temps une vie solitaire, se construit une demeure sous le plus grand des pins parasols et survit grâce aux produits de ses chasses quotidiennes. Pris de pitié, l'Ennéade lui fabrique une magnifique compagne. Lorsque Pharaon apprend l'existence de cette déesse, il monte une armée, enlève la femme et trouve le moyen de tuer Bata en suivant les consignes de la déesse, cette dernière ayant choisi de trahir Bata. Chez lui, Anubis apprend la mort de Bata par l'entremise d'intersignes (vin aigre et bière rance). Il accourt aussitôt auprès de la dépouille de son frère et s'active à le faire revivre en lui faisant boire son cœur placé dans un bol d'eau fraîche. Ayant recouvré la vie, Bata se transforme en taureau et retourne en Égypte, guidé par Anubis. Offert en cadeau à Pharaon, le taureau Bata se présente devant sa compagne qui, entre-temps, était devenue la concubine préférée de Pharaon. Prise de terreur, la déesse supplie Pharaon de sacrifier le taureau aux dieux. Pharaon cède à cette demande, mais deux gouttes du sang de Bata éclaboussent les montants d'un portail et donnent naissance à deux magnifiques perseas. La déesse, sachant qu'il s'agit de Bata, demande à Pharaon de les faire abattre afin d'en faire des meubles. Lors de la coupe, un copeau s'envole et finit dans la bouche de la déesse. Ayant avalé l'esprit de Bata, la déesse se trouve ainsi enceinte de lui et lui redonne naissance en tant que prince héritier. À la mort de Pharaon, Bata lui succède et fait traduire en justice la déesse traîtresse. Il règne sur le pays durant trente ans, et, au bout de ce temps de vie humaine, il meurt et rejoint le ciel, non sans avoir fait d'Anubis son successeur légitime.

##### Bata ou Seth capturé

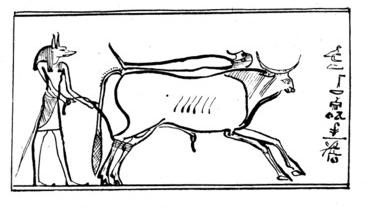
Anubis capture Seth transformé en taureau lors du vol de la momie d'Osiris.

À sept reprises, le Conte des deux frères met en relation le personnage de Bata avec une étable. D'après Frédéric Servajean, il est probable que ces mentions sont des allusions à une étable à fonction rituelle qui devait exister dans l'enceinte du temple de la ville de Saka, le « Dos du Taureau » (l'actuelle bourgade d'El-Qîs). Plusieurs passages du Papyrus Jumilhac parlent de cette localité et deux d'entre eux citent nommément l'enclos-medjet de Saka consacré au dieu taureau Bata. D'après une inscription du temple de Dendérah, la ville de Saka est, durant la période gréco-romaine, la capitale du XVIIe nome de Haute-Égypte, et Anubis est son dieu principal. Une source postérieure, le Papyrus de Tebtynis no II, daté de l'époque romaine, rapporte que les dieux Bata, Horus, Isis et Nephtys sont vénérés à Saka, tandis qu'en face, sur l'autre rive, les dieux Anubis, Osiris et Hor-hery-ouadjef (Horus sur son papyrus) sont vénérés à Houtredjou dans le sanctuaire Seh-Netjer, le « Pavillon du Dieu ». Selon le Papyrus Jumilhac, Bata est en réalité Seth, l'ennemi et le meurtrier d'Osiris, mais sous une forme inoffensive, le fougueux Seth ayant été vaincu, ligoté et castré par Anubis après avoir tenté de dérober la momie d'Osiris. Depuis cette capture et pour l'éternité des temps, Seth est enfermé dans l'étable sacrée du temple de Saka sous l'apparence du pacifique bœuf Bata. Cet épisode mythologique est illustré dans le papyrus par une vignette qui représente un taureau courant au galop mais dont la fuite est stoppée par Anubis qui l'a attrapé au lasso. La corde maintient liées les deux pattes postérieures du taureau et Anubis tient fermement de ses deux mains l'autre extrémité afin que Seth ne puisse s'échapper. Sur le dos du bovidé est déposée la momie d'Osiris, Anubis ayant condamné Seth à porter la dépouille sur son dos afin de la ramener dans la crypte mortuaire:

« [Seth] se transforma en Anubis afin que les gardiens des portes ne puissent le reconnaître. Il entra à l'intérieur et il vola les affaires en tant que « simulacres de sacrifices » (khet em kheftyou) du corps (hâou) du dieu, il traversa le fleuve en les portant. Or Anubis l'avait déjà appris. Il se mit alors à le poursuivre avec les dieux de sa suite et ils le rejoignirent. Seth rendit sa forme méconnaissable en tant que taureau sauvage. Mais Anubis attacha ses bras avec ses jambes et il coupa son phallus et ses testicules, et il plaça sur son (= celui de Seth) dos les choses qu'il (= Seth) avait prises. Puis Anubis l'emprisonna dans sa place d'abattage et il rapporta à leur place les choses qu'il (= Seth) avait saisies ; on l'appelle (depuis lors) : « Bata dans Saka », à cause de cela, et on appelle Saka le lieu où il a été emprisonné jusqu'à ce jour, et un enclos pour bovidés vit le jour sur cette terre à cause de cela. »

— Extrait du Papyrus Jumilhac (III, 12-25), traduction de Frédéric Servajean.

## Nécropoles et sanctuaires

### Croyance égyptienne nationale
Les nombreuses découvertes archéologiques réalisées sur l'ensemble du territoire égyptien, au cours des XIXe et XXe siècles, ont démontré qu'Anubis a été une divinité funéraire très populaire auprès de l'ensemble de la population antique, des plus humbles paysans jusqu'aux plus prestigieux pharaons. Sa présence se manifeste dans les nécropoles grâce aux textes, reliefs et statuettes que chaque défunt a laissé dans sa sépulture. Son culte est bien attesté dans les grands centres religieux qu'ont été les villes de Memphis et Thèbes.

#### Maître des nécropoles
La plupart des dieux funéraires égyptiens ne sont vénérés qu'au niveau local. La zone d'influence de ces divinités mineures ne dépasse pas les frontières de la ville ou de la province d'origine. Seuls quelques rares dieux et déesses, très vénérés localement, ont été hissés au niveau national, comme c'est le cas d'Oupouaout d'Assiout et d'Anubis du nome cynopolitain, lequel acquiert très tôt une large influence nationale.

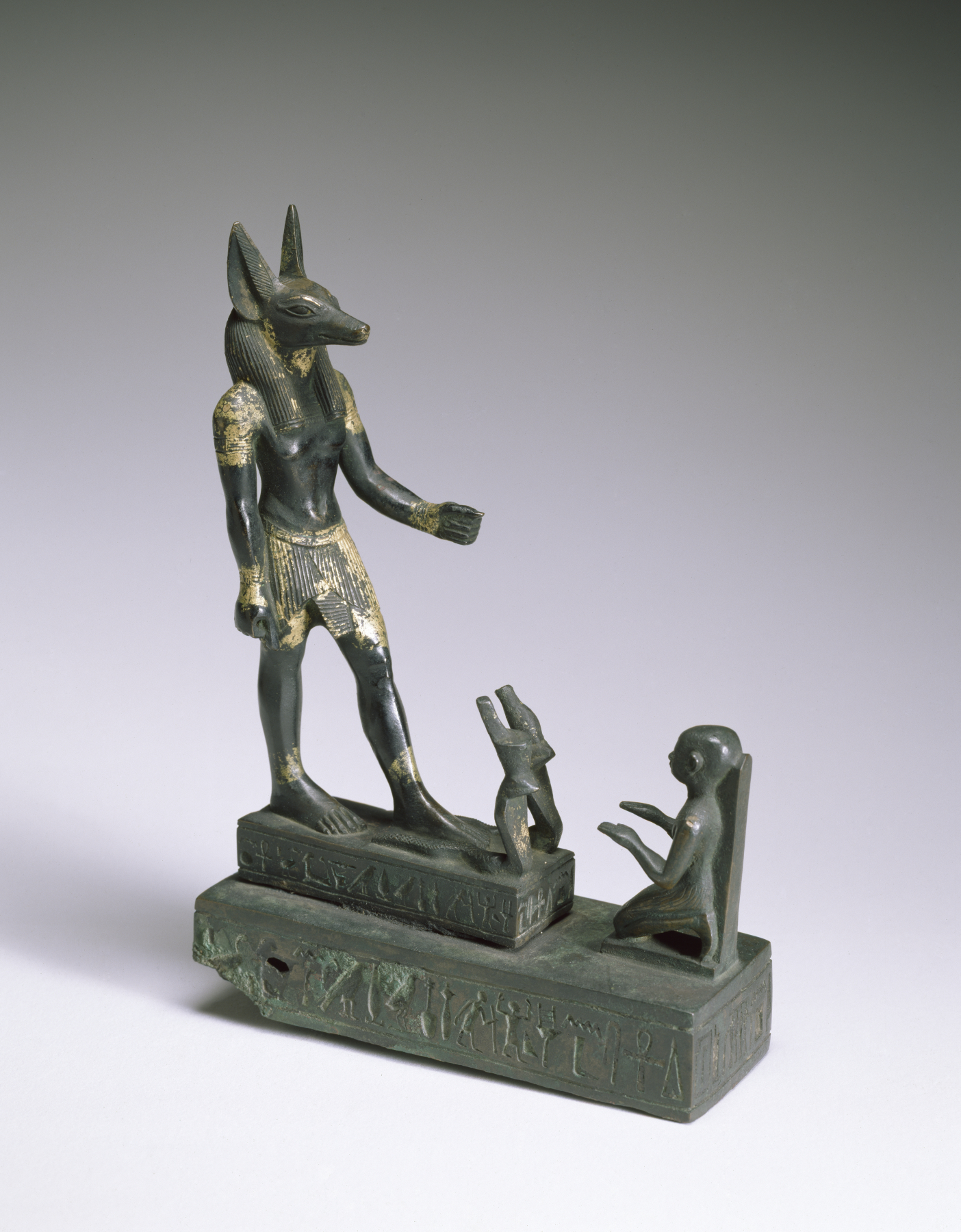
Un adorateur agenouillé devant Anubis.

Dès les débuts de l'Ancien Empire, Anubis est invoqué dans les formules d'offrandes funéraires des nécropoles situées entre Memphis et Éléphantine. Certaines de ses épithètes le relient plus particulièrement aux grandes nécropoles du pays. Elles font de lui le seigneur de Ro-Sétaou, un cimetière situé près de Gizeh, et le seigneur de Ro-Qereret, la nécropole de la ville d'Assiout. Anubis est aussi lié à Sepa, une ville non localisée avec certitude, mais située dans les environs de Memphis. Anubis exerce aussi sa puissance sur la carrière de Tourah, d'où ont été extraits les blocs de calcaire ayant servi à l'édification des pyramides de Gizeh et de Saqqarah. Par comparaison, sa parèdre Anupet reste, à toutes les époques, exclusivement cantonnée à son rôle de déesse tutélaire du XVIIe nome de Haute-Égypte.
Avant le Moyen Empire, les preuves de l'existence de temples consacrés à Anubis sont indirectes. Une inscription de la tombe de Tefib révèle ainsi la présence d'un lieu de culte à Assiout, et plusieurs stèles démontrent l'existence d'un culte florissant à El-Lahoun, dans le Fayoum. Vers le début de la VIe dynastie, dans une variante de la traditionnelle énumération des bonnes actions accomplies durant la vie terrestre, le gouverneur Henqou du XIIe nome de Haute-Égypte déclare vénérer le dieu chacal, d'après une inscription de sa tombe de Deir el-Gebraoui : « J'ai donné du pain à l'affamé dans le nome de la Montagne de la Vipère. J'ai donné des vêtements à celui qui était nu. (…) J'ai satisfait les chacals de la montagne et les oiseaux de proie du ciel avec de la viande de mouton et de chèvre » Cette affirmation funéraire, sans mentionner un temple, suggère néanmoins la présence d'une activité rituelle en lien avec les chacals dans cette région.

#### Pharaon en tant qu'Anubis

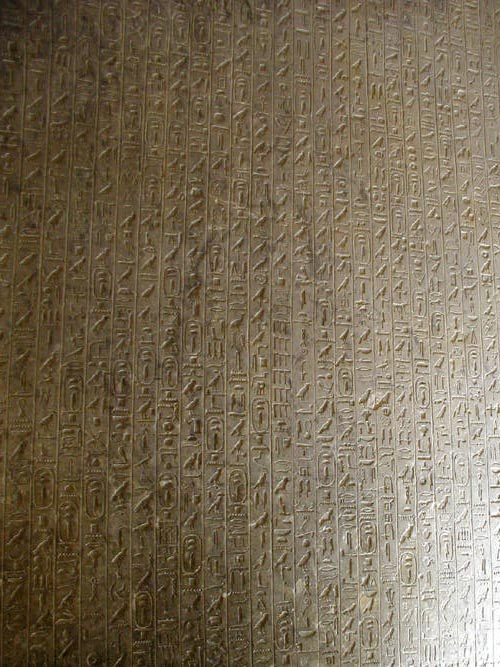
Textes de la pyramide de Téti.

Dans les Textes des pyramides — écrits religieux gravés sur les parois des complexes funéraires royaux entre 2320 et 2150 avant notre ère — le roi défunt est transfiguré en un être éternel et se voit attribuer les sceptres, les couronnes, les trônes, mais aussi les fonctions judiciaires et régaliennes d'un nombre considérable de divinités, les plus prestigieuses étant Rê et Osiris. Quelque cent trente chapitres, sur le millier que compte ce corpus, font référence à des divinités chacal, à Anubis et Oupouaout en premier lieu, mais aussi à Khentamentiou, Oupiou, Igay et Douamoutef ainsi qu'aux Âmes de Nekhen. Lorsque le roi s'identifie à Anubis, le texte mentionne souvent l'aspect animal du dieu, à savoir le chacal couché, manifestation d'Anubis en tant que gardien vigilant et protecteur du corps momifié:

« Dresse-toi en tant qu'Osiris, tel un Bienheureux, le fils de Geb, son premier-né ! Puisses-tu te tenir comme Anubis qui est sur le coffre afin que l'Ennéade tremble à cause de toi […] »

— Extrait du chapitre 437 de la pyramide à textes de Pépi II, traduction de Claude Carrier
Comme la momification est une étape cruciale dans le processus de revitalisation, le roi, qui a bénéficié des compétences d'Anubis, affirme maîtriser cette même compétence en déclarant être « Anubis qui préside au pavillon divin » ou en apparaissant dans la « mystérieuse forme d'Anubis dans le pavillon divin ». Ailleurs, le roi devient « Anubis le magistrat du tribunal divin » ou un terrible chacal carnivore qui détruit les ennemis d'Osiris:

« C'est de son équipement (?) que tu as débarrassé Horus afin qu'il puisse presser ceux qui sont derrière Seth ! Puisses-tu les éviscérer ! Puisses-tu arracher leurs cœurs ! Puisses-tu boire de leur sang ! Puisses-tu examiner leurs esprits en ce nom qui est tien de "Anubis qui examine les esprits" ! Si tes deux yeux t'ont été donné, c'est en tant que tes deux uræus tel Oupouaout qui est sur son pavois, Anubis qui est à la tête du pavillon divin ! »

— Extrait du chapitre 535 des Textes des Pyramides, traduction de Claude Carrier

#### Mastabas de l'Ancien Empire

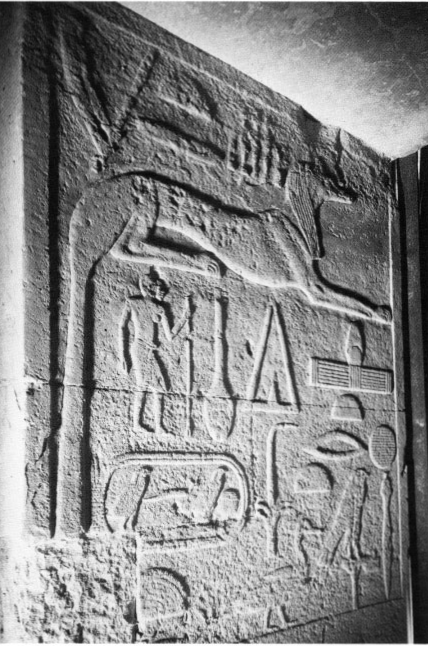
Mastaba de Koufoukhâef (relief nord).

À Gizeh, vers 2530 avant notre ère, dans le cadre d'une série très restreinte de formules d'offrandes, des reliefs datés de la IVe dynastie font voir des hiéroglyphes de chacals couchés, considérablement agrandis par rapport au texte où ils figurent. Il semble que toutes ces représentations trouvent leur origine dans l'entourage familial du roi Khéops, le bâtisseur de la Grande Pyramide. Pour chaque formule d'offrandes, l'image du chacal est à la fois un immense hiéroglyphe intégré au texte et une figuration du dieu, telle une icône. Le plus ancien relief figure dans le mastaba du prince Kaouab, fils de Khéops, et montre un chacal bien plus grand que les hiéroglyphes qui l'accompagnent. Le texte, dégradé lors de sa découverte, a été restauré en 1946-1947 par l'égyptologue américain William Stevenson Smith. Dans les autres reliefs, la dimension du chacal est légèrement atténuée, mais les détails de la gravure sont plus affirmés. Dans le mastaba du prince Koufoukhâef, un autre fils de Khéops, figurent deux chacals gravés en bas-relief sur les jambages de la porte de la chapelle méridionale. La tête des canidés est pourvue d'un œil humain et coiffée d'une perruque à mèches tressées. L'une de ces perruques dispose d'un ménat en guise de contrepoids (relief sud).

« Une offrande donnée par Anubis khenty ta djeser, à savoir une heureuse vieillesse avant d'arriver auprès du grand dieu, pour le fils royal Khoufoukhâef (relief nord).
Une offrande donnée par Anubis imy-out, à savoir puissance et noblesse avant d'arriver devant le grand dieu, pour le fils royal Khoufoukhâef (relief sud). »

— Mastaba de Koufoukhâef
Des représentations assez similaires figurent sur le seuil de la chapelle funéraire du mastaba de la reine Mérésânkh III, fille de Kaouab, épouse et nièce du roi Khéphren. Le même type de grand chacal peut aussi se retrouver sur des sarcophages, tel celui de la princesse Mérésânkh II, une fille de Khéops. Le sarcophage de Hotep (un dignitaire de la fin de la Ve dynastie), découvert à Saqqarah en 1937 par Selim Hassan, est cependant le plus spectaculaire, avec un chacal figuré dix fois plus grand que les autres hiéroglyphes. Toujours à Saqqarah, dans le mastaba de Ti, le chacal est présenté avec de nombreux détails, sa longue queue étant plus particulièrement mise en évidence. L'importance accordée à l'appendice caudal du chacal est d'ordre symbolique. Le nom du dieu chacal Sed signifie « queue » et la queue-sed de taureau est l'un des accessoires du costume cérémoniel des dieux mâles et des pharaons. La taille démesurée d'Anubis est peut-être une manière de manifester l'importance du dieu dans son rôle de protecteur des tombes de la famille royale et de souligner l'importance vitale du culte funéraire royal, le dieu chacal étant l'une des apparences divines que revêtent les souverains et les courtisans égyptiens dans l'au-delà.

#### Chapelle d'Anubis à Deir el-Bahari
Anubis n'a bénéficié d'un grand temple indépendant que dans la cité de Cynopolis. Il pouvait cependant posséder une chapelle dans les grands temples funéraires royaux, les « Châteaux des Millions d'Années » consacrés au Ka des souverains égyptiens. La plus fameuse d'entre elles est la chapelle inférieure d'Anubis, à Deir el-Bahari, consacrée par la pharaonne Hatchepsout durant la XVIIIe dynastie.
La cour supérieure du temple funéraire d'Hatchepsout est délimitée à l'ouest par des portiques, le portique intermédiaire étant prolongé au sud par la chapelle d'Hathor et au nord par la chapelle inférieure d'Anubis. Cette dernière est accessible depuis une salle hypostyle rectangulaire à douze colonnes cannelées et au plafond parsemé d'étoiles. Le mur septentrional est percé d'une niche consacrée à Anubis tandis que son vis-à-vis méridional est percé d'une niche consacrée à Osiris. La salle est ornée de nombreux bas-reliefs montrant Hatchepsout, son époux Thoutmôsis II et son beau-fils Thoutmôsis III faisant des offrandes à différents dieux dont Anubis, Osiris, Rê, Amon et Sokaris. Le mur occidental est percé en son milieu par une ouverture conduisant au Saint des Saints, organisé en une succession de trois petites chambres voûtées se succédant en chicane. Le programme décoratif de ce sanctuaire a été interprété par Christiane Desroches Noblecourt comme les ultimes métamorphoses de la pharaonne avant sa renaissance, Anubis étant la souveraine elle-même.

Chapelle d'Anubis
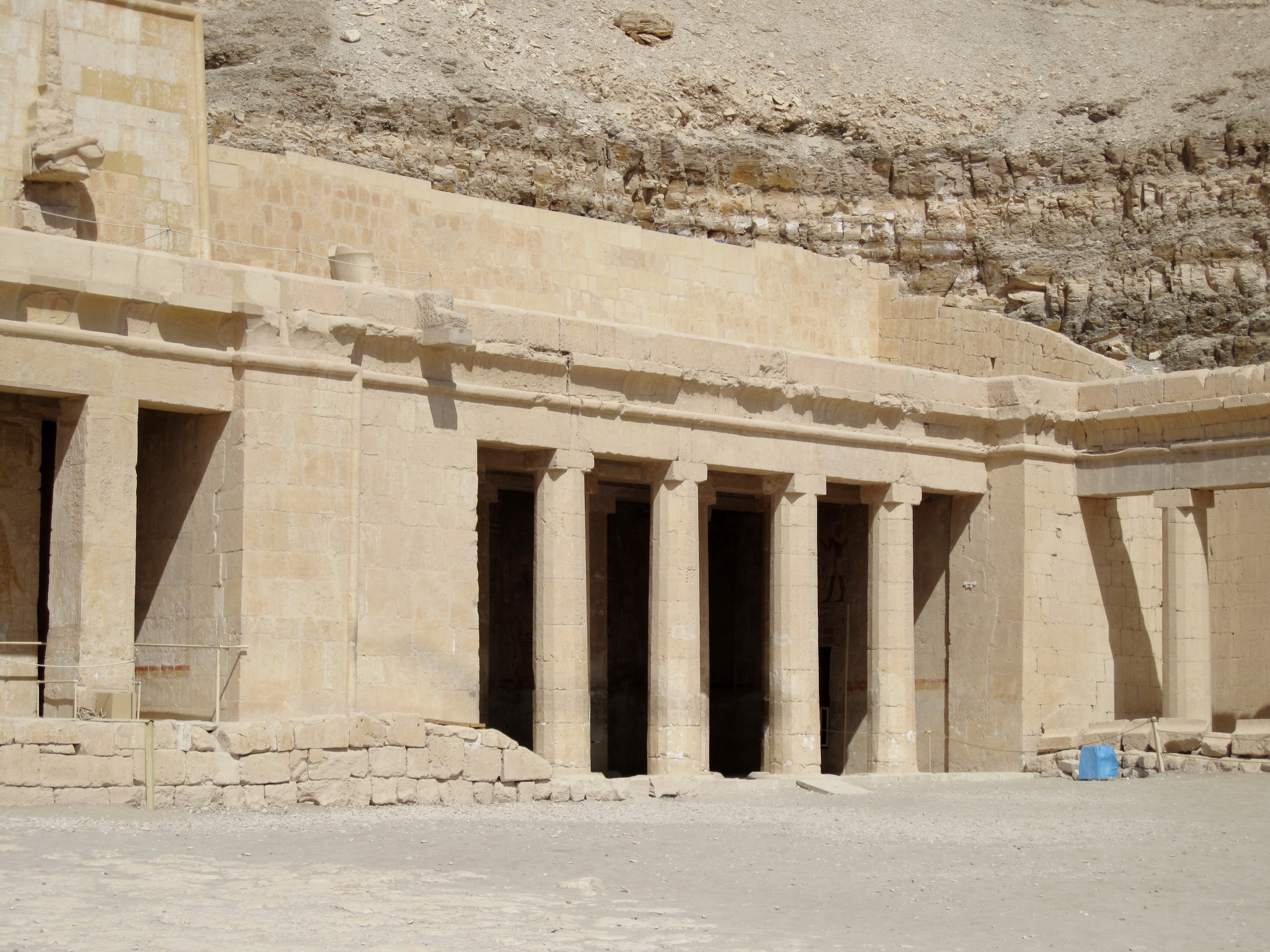
Façade orientale de la chapelle d'Anubis.
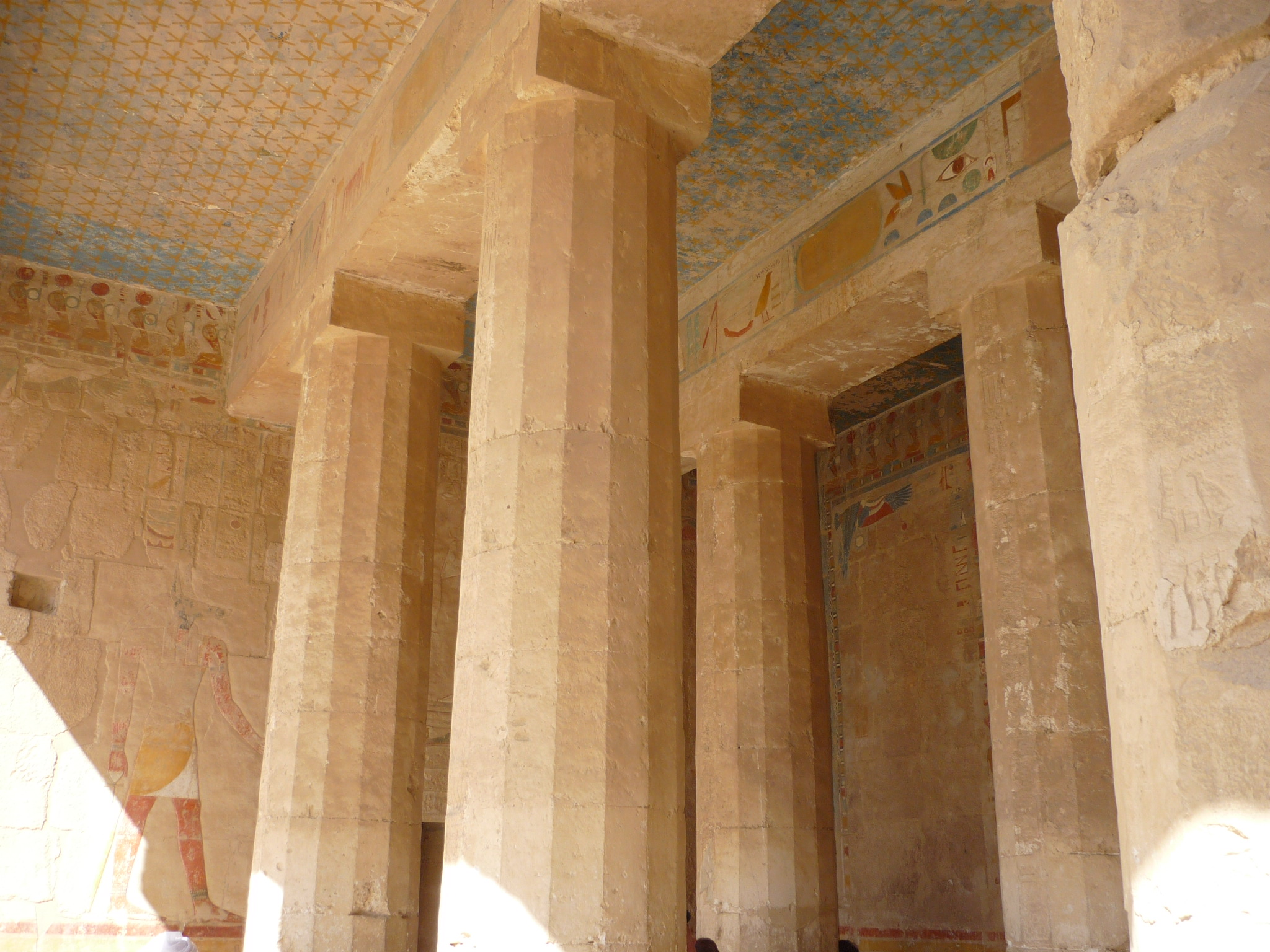
Plafond étoilé de la salle hypostyle.
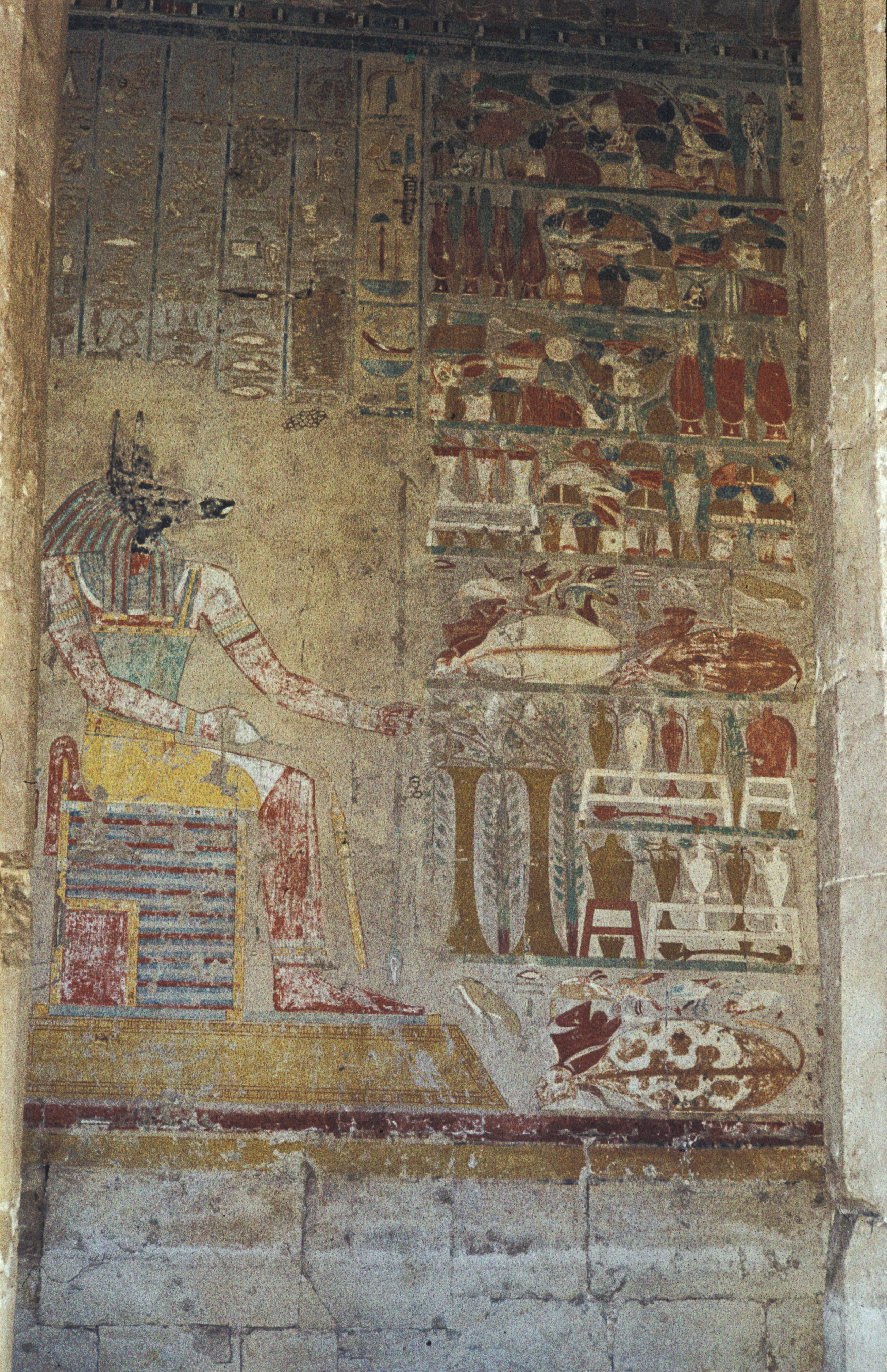
Anubis devant des offrandes.

#### Anoubieion de Saqqarah

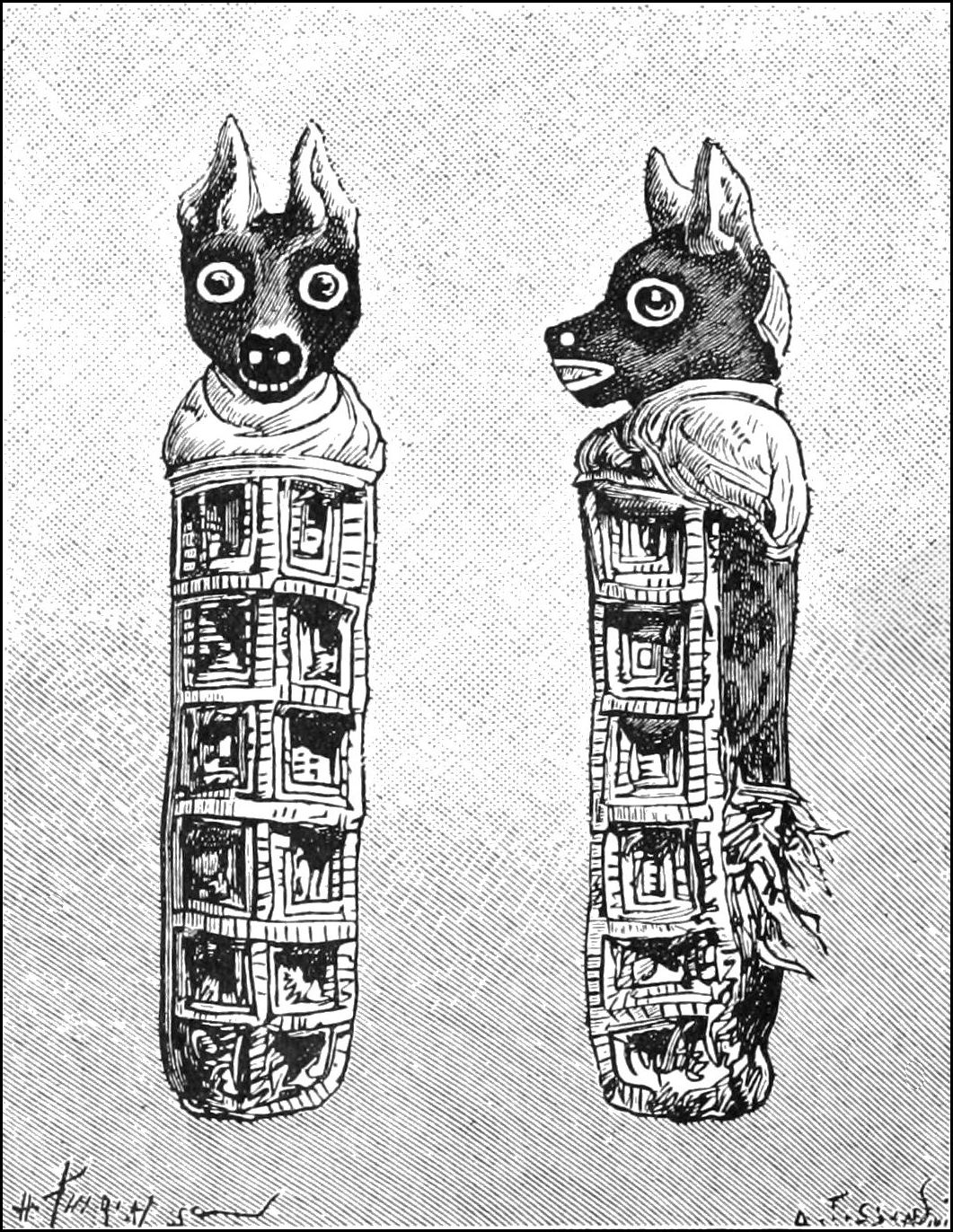
Croquis d'une momie de canidé.

À partir de la XXVIe dynastie se développe pour les canidés un aspect de la religion égyptienne qui vise à les sacrifier puis à les momifier rituellement, afin de les consacrer à la divinité qu'ils représentent, en l'occurrence Anubis et Oupouaout. Les momies étaient vendues par les prêtres à des croyants en pèlerinage, servaient d'ex-voto puis étaient déposées en masse dans des nécropoles spécialement dédiées. Ce rite a perduré et prospéré jusqu'à l'époque romaine puis a disparu avec la fermeture des temples païens en 391 sur ordre de l'empereur Théodose Ier. Les recherches archéologiques ont permis de découvrir une douzaine d'importantes nécropoles de canidés réparties entre Memphis et Thèbes (outre ces deux villes on peut signaler Lycopolis, Cynopolis, Coptos, Dendérah, Abydos, etc.).
L'Anoubieion (en grec : Άνουβιείον) de Saqqarah, un sanctuaire ptolémaïque consacré à Anubis, s'inscrit dans cette pratique cultuelle. Cette aire sacrée de la région memphite a été aménagée à l'est de la pyramide de Téti et au nord du Bubasteion, une nécropole de félins consacrée à la déesse Bastet. L'Anoubieion reste encore très mal connu, faute de fouilles archéologiques détaillées. On sait cependant qu'il y était joint une nécropole, où des canidés momifiés étaient entassés en masse dans des puits et dans de vastes souterrains. Le Musée égyptien du Caire conserve plusieurs beaux sarcophages de canidés provenant de cette nécropole, bien que très peu de momies animales aient bénéficié de ce meuble funéraire. Ces caisses sont rectangulaires avec un couvercle plat et portent des décorations funéraires. Un exemplaire présente sur ses côtés plusieurs figurations peintes d'Anubis couché sur une barque en roseaux avec un couvercle portant une statuette d'un canidé noir couché. D'autres cercueils en bois de sycomore, hauts de 55 cm, reproduisent sous forme de statuette le dieu Anubis assis sur un trône, sous sa forme hybride d'homme à tête de canidé, le trône ou le torse du dieu servant de réceptacle à la momie. À l'époque romaine, certaines momies étaient conservées dans de grossiers vases en terre cuite rouge, avec pour décor un ou plusieurs canidés debout.

### Dieu régional de la Cynopolitaine
Si Anubis a été vénéré sur l'ensemble du territoire égyptien, il est manifeste qu'il n'a bénéficié d'un culte dans un grand temple indépendant que dans la ville de Cynopolis, située en Moyenne-Égypte. Jusqu'à présent, ce sanctuaire n'a pas encore été localisé avec certitude, l'emplacement même de la ville restant problématique, faute de preuves archéologiques convaincantes. Il est cependant un fait avéré que la région de Cynopolis (la Cynopolitaine) a été, dès son origine, placée sous la protection du dieu canin et de sa compagne Anupet.

#### Hardaï (Cynopolis)

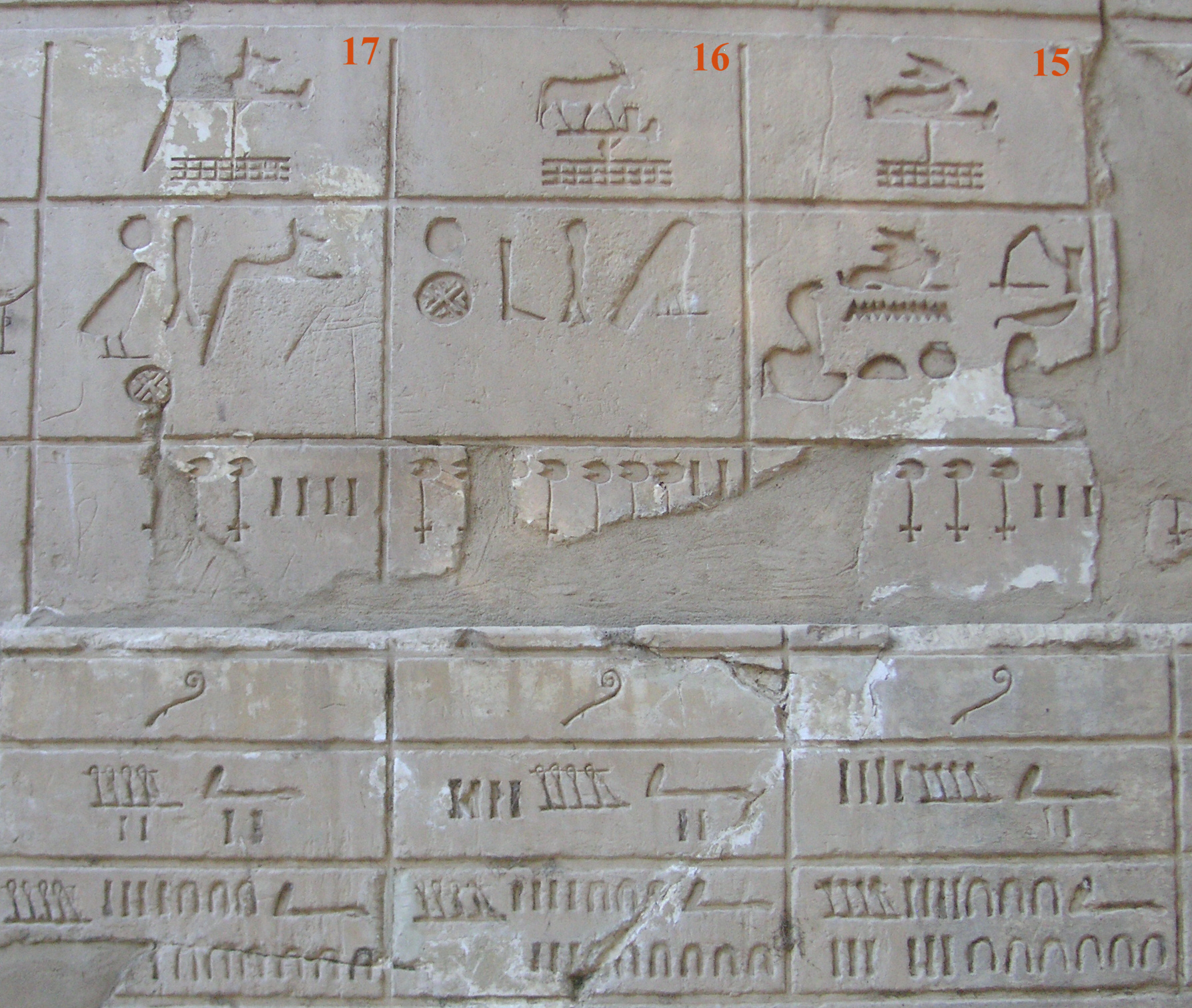
Liste des nomes de la Chapelle blanche de Karnak.

Anubis est étroitement lié aux XVIIe et XVIIIe nomes de Haute-Égypte, le pavois du premier représentant d'ailleurs un chacal couché. Durant la VIe dynastie, Anubis est associé à la ville de Hout-Benou, située dans le XVIIIe nome. Jusqu'à la période ramesside, les deux nomes sont clairement délimités : le XVIIe se trouve sur la rive occidentale, avec la ville de Hénou pour capitale, tandis que le XVIIIe est situé sur la rive orientale et a pour capitale Houtnésou. Une inscription gravée sur la Chapelle blanche, édifiée par Sésostris Ier à Karnak, durant la XIIe dynastie, révèle qu'Anubis est le dieu majeur de Hénou, alors que le faucon Dounânouy règne sur Houtnésou. À partir de la période ramesside et jusqu'au règne de Ptolémée V, la ville de Hardaï, installée sur la rive orientale, est la capitale du XVIIe nome ; celle de Houtnésou, sur la même rive, reste la cité majeure du XVIIIe. À partir de Ptolémée V et durant le reste de la période gréco-romaine, la ville de Saka (rive occidentale) est la capitale du XVIIe nome, et Houtredjou (rive orientale), celle du XVIIIe.
Après avoir voyagé à travers l'Égypte vers l'an 25 avant notre ère, le géographe grec Strabon entreprend de décrire le pays. Il nomme la ville de Hardaï Cynopolis, la « ville des chiens » :

« Ensuite, on trouve le nome cynopolite et Cynopolis où l'on rend un culte à Anubis ; les chiens y sont honorés et reçoivent une nourriture fixée par le rite »

— Strabon, Géographie, Livre 17, 1, 40.
Il est probable que le culte traditionnel d'Horus a été évincé, dans cette ville, au profit de celui d'Anubis, originaire de la rive d'en face, même si le toponyme Hardaï signifie « Horus est ici ». Le changement de culte s'est sans doute effectué durant la XIXe dynastie, peu avant la rédaction du Papyrus d'Orbiney, ce conte mythologique reflétant la rivalité religieuse de la région. Mais la première mention certaine ne remonte qu'à la XXe dynastie, lorsqu'un domaine est attribué à Anubis – le seigneur de Hardaï – à l'occasion de l'accession au trône de Ramsès IV (Papyrus Harris). Peu de données archéologiques existent au sujet de cette localité. On y a toutefois découvert une nécropole de canidés datée de l'époque gréco-romaine. Ces animaux ont été tués puis momifiés, afin d'être transformés en ex-voto en l'honneur d'Anubis. La nécropole est située au sud-est de l'actuelle Sheikh Fadl, dans un paysage de collines désertiques : une série de tombes humaines désaffectées, datées du Nouvel Empire, a servi à inhumer les canidés.

#### Enseigne duXVIIenome

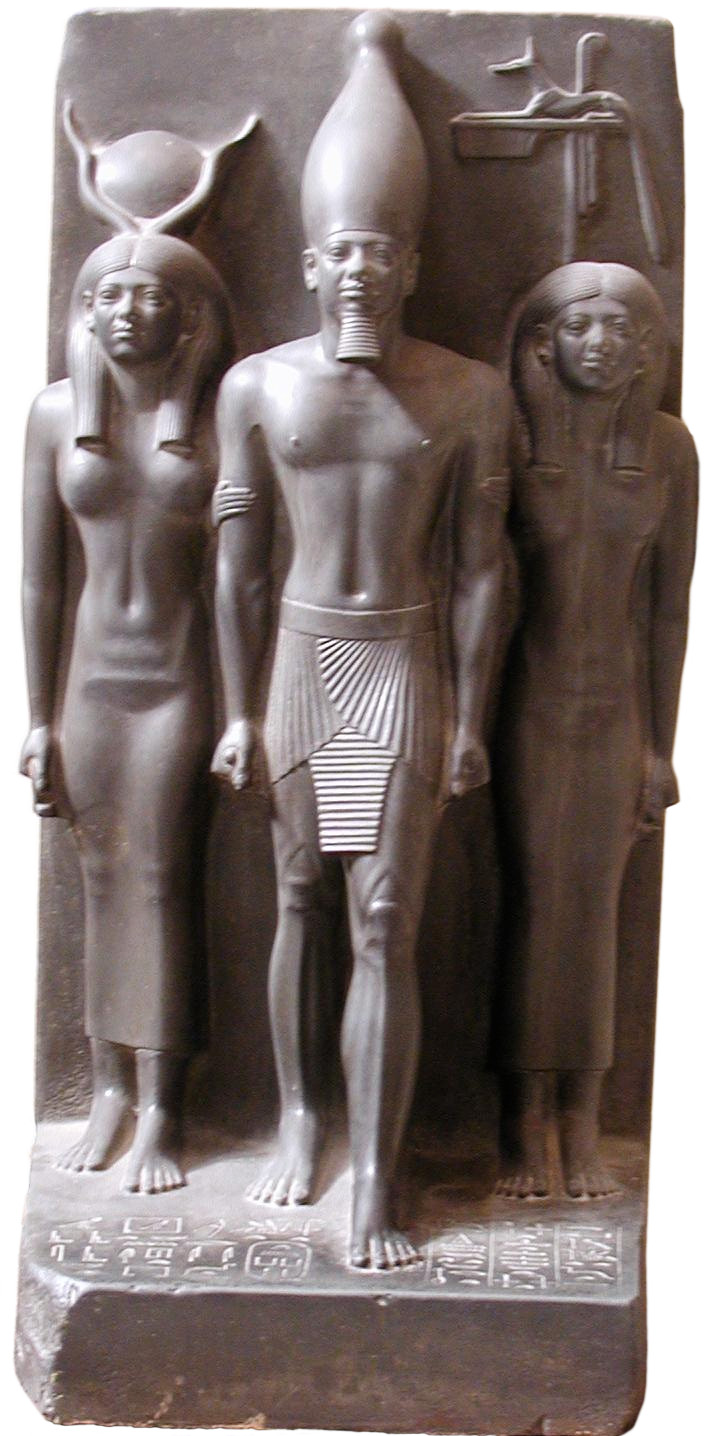
Le roi Mykérinos entouré par Hathor et Anupet (à droite de la photo).

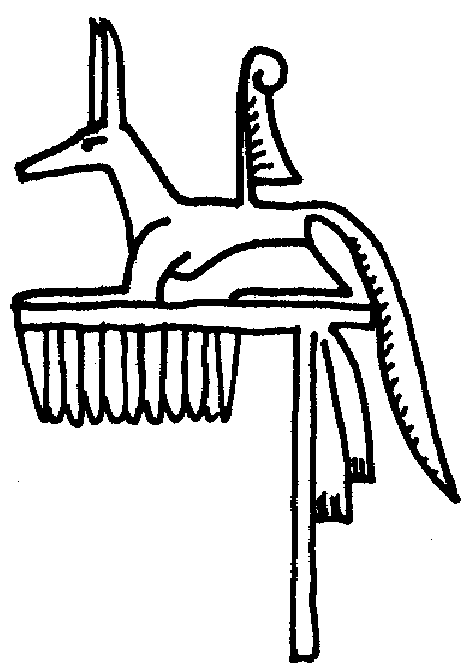
Emblème du nome d'Anubis.

Durant toute l'histoire de l'Égypte ancienne, l'enseigne du XVIIe nome représente un canidé couché sur un pavois en tout point similaire à l'aspect animal du dieu Anubis. Ce fait a d'abord encouragé les égyptologues Heinrich Brugsch en 1879, Henri Gauthier en 1925 et Pierre Montet en 1961, à lire cet emblème sous le genre masculin « nome d'Anubis ». Cependant, en 1958, à partir d'inscriptions figurant sur le Papyrus Ramesséum VI et sur la Stèle de Kamosé, dans lesquelles le hiéroglyphe du canidé couché est suivi des glyphes du genre féminin et de la ville, Hermann Kees a proposé la lecture « nome d'Anupet », une proposition reprise par Jacques Vandier en 1961.
Cette lecture présuppose l'existence d'un culte rendu primitivement à une déesse-chienne ou à un couple de chiens (Anubis et Anupet). Il existe, en effet, dans la religion égyptienne, des doublets féminins dotés de peu de consistance, en association avec des dieux importants et bien caractérisés, tels Amon et Amonet. Toutefois, d'autres spécialistes, Alan Henderson Gardiner en 1957 et Labib Habachi en 1972, préfèrent la traduction « nome de la ville d'Anubis », cette dernière expression étant très courante dans les textes géographiques des temples tardifs de l'époque gréco-romaine. Il n'en reste pas moins que le XVIIe nome (ou sa ville principale) est représenté sous l'aspect d'une femme dès la IVe dynastie, dans un groupe statuaire dénommé Triade de Mykérinos. La déesse personnifiant le nome, affublée sur sa tête d'une plume d'autruche barrée par un chacal couché, se tient à la gauche du roi Mykérinos, la déesse Hathor étant figurée à sa droite.

#### Anupet, parèdre d'Anubis
L'existence de la déesse Anupet ou Anubet (inpout) n'est attestée de manière certaine que très tardivement. Son nom figure sur des scènes d'offrandes royales gravées sur les murs du temple d'Hathor de Dendérah, réédifié durant l'occupation romaine de l'Égypte. Dans ce lieu saint, la déesse Hathor est comparée à Anupet et un lien est tissé avec le nome d'Anubis. Ces mentions décrivent Anupet comme la protectrice du défunt Osiris et comme une chienne couchée sur son ventre, dont les crocs déchirent les corps des alliés de Seth, le dieu malfaisant:

« [Le nome d'Inpou]. Le roi de Haute et Basse-Égypte (cartouche vide), le fils de Rê (cartouche vide) vient auprès de toi Hathor la grande, maîtresse de Iounet, Œil de Rê.
Il t'apporte la métropole du nome d'Inpou, portant ses offrandes alimentaires sans qu'il y manque rien, car tu es Anubet établie sur son ventre, aux dents aiguisées pour découper le Malfaisant. »

— Temple de Dendérah (I, 95,9 - 96,3), traduction de Nicole Durisch Gauthier.

Au cours de l'histoire égyptienne, la déesse Anupet ne patronne aucune nécropole et ne réside dans aucun temple. Elle ne semble donc être qu'une spéculation religieuse issue des réflexions des prêtres de Dendérah. Même le Papyrus Jumilhac, consacré aux traditions entourant Anubis, ne mentionne pas le nom d'Anubet. Cependant, l'auteur de ce document théologique évoque les aspects de cette chienne dangereuse lorsqu'il rapporte qu'Isis-Hathor se transforma en une chienne (avec un couteau au bout de sa queue), afin d'échapper à Seth, transformé en taureau, qui tentait de la violer:

« Alors, Isis se transforma en Anubis, et, s'étant emparée de Seth, le dépeça, enfonçant ses dents dans son dos »

— Papyrus Jumilhac (XX, 11-12). Traduction de Jacques Vandier:

## Fonctions funéraires

### Momification
Dès les Textes des pyramides, les plus anciens écrits religieux de l'Égypte, le dieu Anubis participe aux rites sacrés destinés à éviter le pourrissement des cadavres. Les techniques de conservation des corps morts ont connu de lentes améliorations au cours des époques, pour aboutir à un haut degré de perfection durant le Nouvel Empire. Le personnel chargé de cette besogne est naturellement placé sous la protection d'Anubis. Le processus de la momification est symbolisé par le fétiche imy-out, tandis que celui de la purification l'est par la déesse Qébéhout, la fille d'Anubis[réf. nécessaire].

#### Patronage

##### Chef des embaumeurs

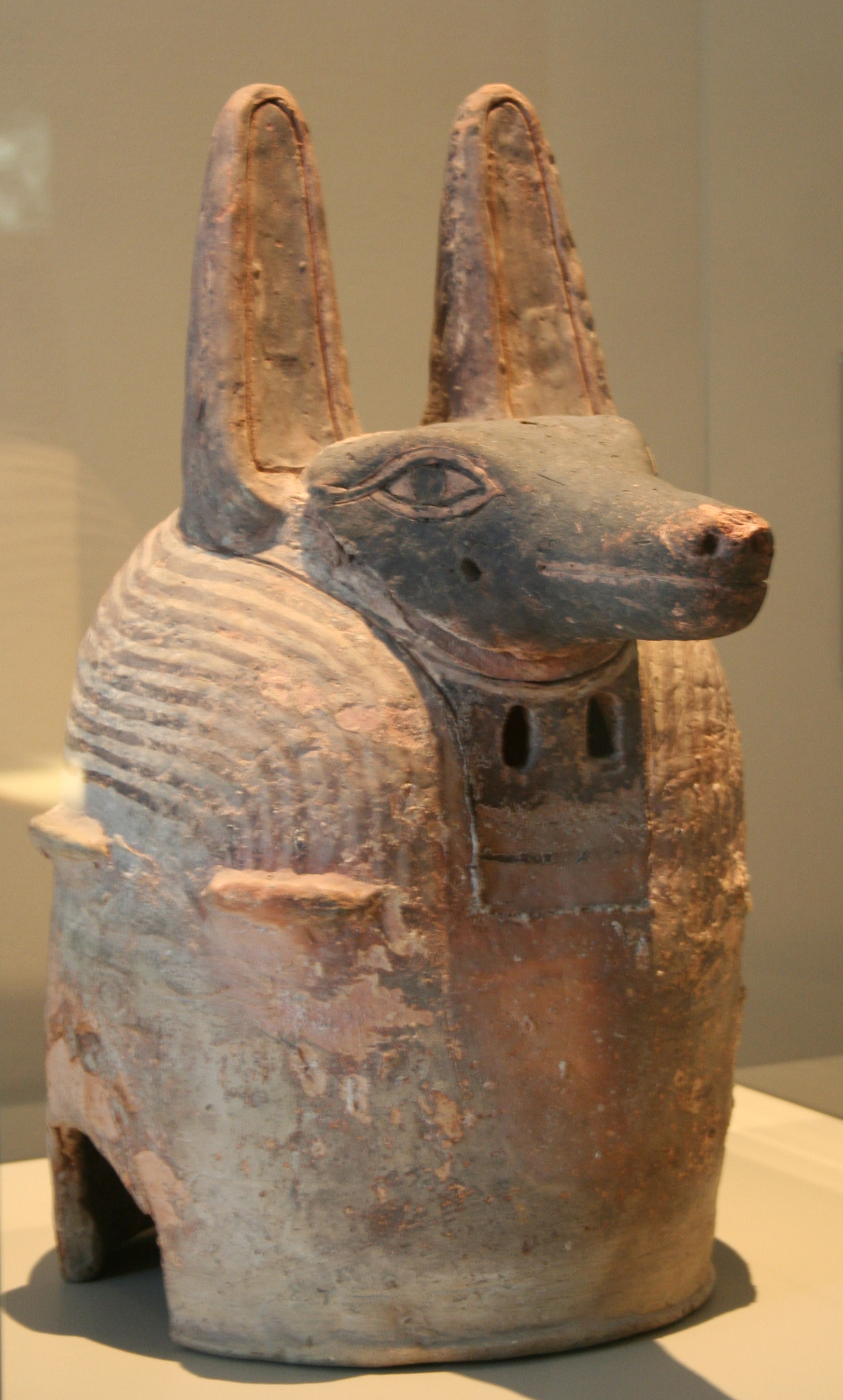
Masque à l'effigie d'Anubis, Musée de Hildesheim.

Les textes de la littérature funéraire fourmillent de mentions et d'allusions à Anubis et certains passages décrivent volontiers ses activités d'embaumeur ou de chef embaumeur dans le ta-djeser, le « Pays sacré » (c'est-à-dire la nécropole) et le seh-netjer, l'atelier d'embaumement : c'est lui qui replace les viscères dans l'abdomen, place ses mains sur la dépouille, enveloppe, parfume, embaume et redresse le défunt, rend le cœur ou replace la tête sur le reste du corps:

« […] le cœur des habitants de l'horizon est joyeux quand ils te voient dans cette tienne dignité que ton père Geb t'a réservée ; il t'a livré tes ennemis révoltés contre toi dans l'atelier d'embaumement. Anubis a rendu agréable ton cœur devant ta place dans le pavillon divin ; il te donne l'encens en tout temps sans qu'il y ait diminution à la nouvelle lune ; [Anubis et Geb] te sauvent des Accroupis, les agents de mort de la secrète salle d'abattage. Tu es apparu à l'avant de la barque et tu commandes à tribord, sans qu'on ait pouvoir sur ton âme, sans que ton cœur te soit enlevé, […] car tu es le roi, le fils du prince héritier ; aussi longtemps que ton âme existera, ton cœur sera en toi. Anubis se souvient de toi dans Busiris, ton âme jubile dans Abydos et ton corps, qui est dans le plateau désertique, se réjouit, celui qui a été embaumé jubile dans toutes ses places. Ah oui, soit dénombré, soit préservé dans cette momie qui est devant moi ! Anubis est joyeux du travail de ses mains, le chef du pavillon divin est heureux quand il voit ce dieu parfait, maître de ceux qui existent, souverain de ceux qui ne sont plus. »

— Extraits du chap. 45 des Textes des Sarcophages. Traduction de Paul Barguet

##### Mystères funéraires
En tant que chef des embaumeurs, toutes les activités funéraires du dieu Anubis se résument dans son appellation de hery seshta, traduite en français par « Maître des secrets », « Supérieur des mystères » ou « Celui qui préside aux secrets (funéraires) ». L'écriture cryptographique de cette expression est le hiéroglyphe du canidé couché sur un coffre ressemblant à une chapelle. Ce meuble de rangement sert à entreposer les outils et les matériaux nécessaires aux rituels de l'embaumement, une pratique qui doit rester un secret aux oreilles et aux yeux des démons à la solde de Seth, l'assassin du dieu Osiris, mais aussi à tout Égyptien des cercles profanes. Dans la tombe du roi Toutânkhamon, la salle qui contenait les vases canopes était gardée par une représentation d'Anubis, maître des secrets, sous la forme d'un magnifique coffre en bois doré surmonté d'une statue de chacal noir couché ; l'intérieur du coffre contenait des amulettes, des objets du culte, des simulacres d'offrandes, des scarabées.

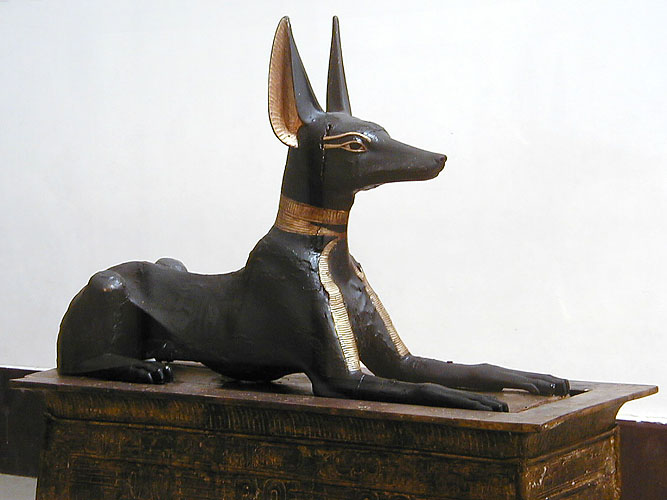
« Anubis sur ses secrets », coffre du roi Toutânkhamon.

Bien plus que simples thanatopracteurs, les embaumeurs sont des prêtres funéraires chargés d'intégrer les défunts dans le monde divin de l'au-delà en les assimilant à Osiris. Le chef des prêtres funéraires et directeur des rites de l'atelier d'embaumement est le prêtre « Anubis, supérieur des mystères » (hery-seshta) ; il porte un masque reproduisant la figure d'Anubis et son rôle est de veiller au bon déroulement de la cérémonie. Sa surveillance est plus particulièrement active lors de l'enveloppement de la tête du défunt.
L'exécutant principal est le « Chancelier divin » (khetmou-neter). À l'origine, il est le principal prêtre d'Osiris dans la ville sainte d'Abydos, où il joue le rôle d'Horus, fils d'Osiris et d'Isis. Dès la VIe dynastie, il devient le chef des praticiens-embaumeurs. Il est secondé par plusieurs autres prêtres-lecteurs, les hery-heb « ceux qui portent la fête », dont le rôle est de lire la liturgie funéraire. Les diverses manipulations du cadavre (préparateurs des onguents et des bandelettes, laveurs de viscères, porteurs d'eau et de natron, etc.) sont exécutées par une série d'hommes désignés sous le nom générique de outyou « les poseurs de bandages », le mot out signifiant « bandelettes, bandages ». Parmi ces artisans funéraires, ceux qui sont les plus élevés en grade officient à côté du Chancelier divin et portent les titres d'« Enfants d'Horus » et d'« Enfants de Khenty-en-Irty »,.

##### Fétiche imy-out

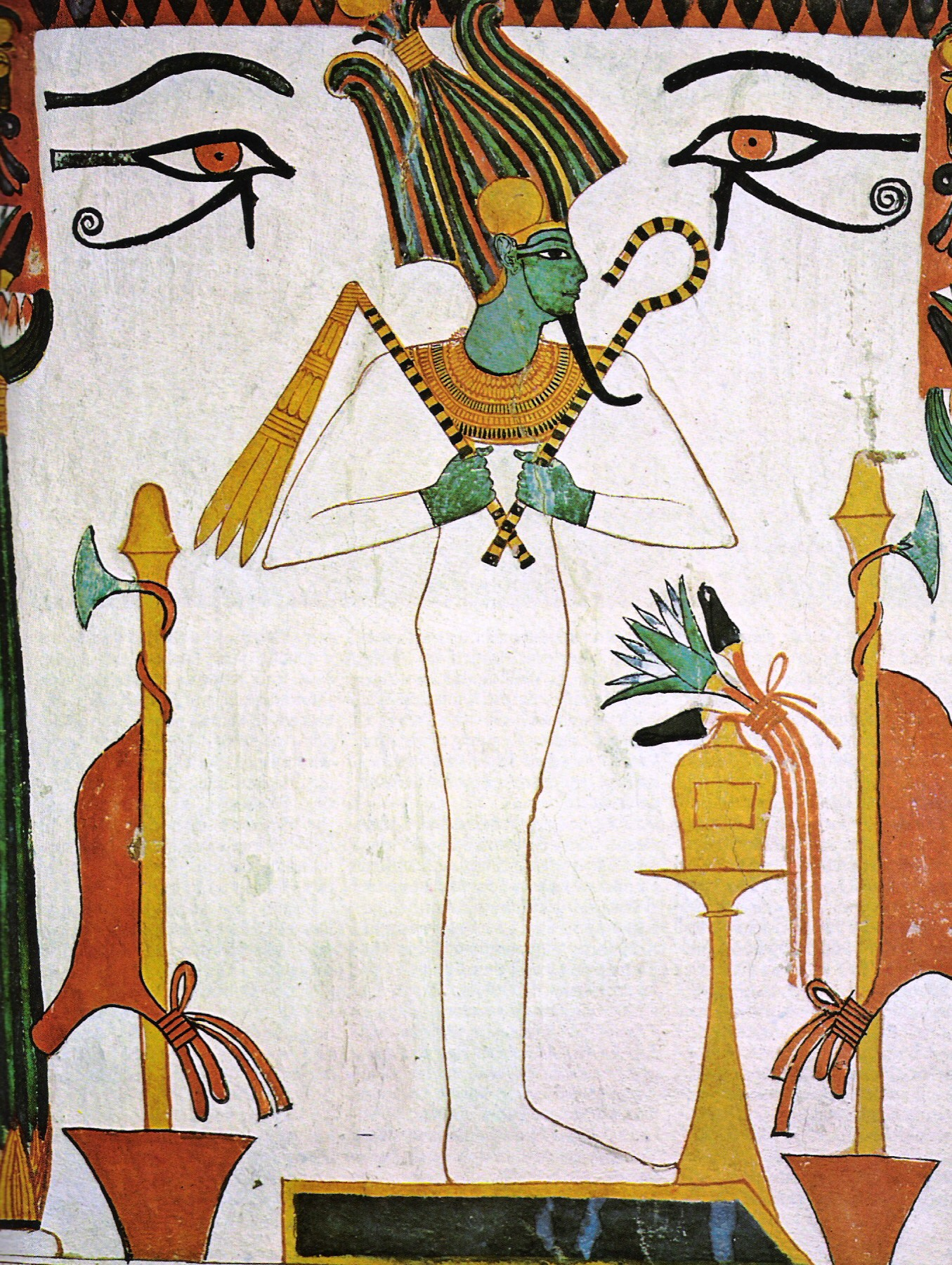
Osiris entouré par deux imy-out.

Le terme imy-out est connu pour être l'une des principales épithètes d'Anubis. Il s'agit cependant aussi de la désignation d'un objet sacré, la peau d'un animal, canidé ou bovidé, sans tête ni pattes postérieures, probablement une sorte d'outre funéraire attachée à un poteau fiché dans un pot ou dans le sol. Ce fétiche est étroitement associé au dieu Anubis, à toutes les périodes de l'histoire de l'Égypte antique. En tant que désignation du fétiche, le terme imy-out est parfois traduit en français par « nébride », en référence à la peau de cerf portée par les adorateurs de Dionysos. Les plus anciennes attestations de l'imy-out remontent à la période prédynastique, avec des figurations sur des fragments de poteries, sur des sceaux et sur des étiquettes en ivoire, dont un vase découvert à Hiérakonpolis et daté de la période Nagada II (3500 à 3200 avant notre ère). L'imy-out est rarement représenté durant l'Ancien Empire. Il apparaît toutefois sur des stèles frontières datées du règne de Djéser (IIIe dynastie), accompagné de textes faisant référence à « Anubis à la tête du pays sacré », les plus anciennes mentions du lien spécifique entre le dieu et le fétiche. Plus tard, l'imy-out figure sur des reliefs sculptés à l'occasion des jubilés Heb Seb des rois Niouserrê et Pépi II, des Ve et VIe dynasties. Dans les Textes des pyramides, les quatre enfants d'Horus aident le roi Pépi II à monter au ciel auprès d'Atoum, grâce à une échelle dont les barreaux sont renforcés avec des lanières coupées dans le cuir de l'imy-out mis au monde par la vache primordiale Hésat. Un seul exemplaire réel de l'imy-out a été découvert, il mesure 62 cm de haut et conserve encore des restes d'une véritable peau, l'animal est toutefois non identifié. Cette trouvaille archéologique remonte à la XIIe dynastie et a été exhumée lors des fouilles du temple de la Pyramide de Sésostris Ier à Licht. La chambre funéraire du tombeau de Toutânkhamon (XVIIIe dynastie) contenait, quant à elle, deux répliques en bois doré hautes de 1,67 m et plantées dans de pseudo-vases en albâtre. Le fétiche, perçu comme une poche placentaire, est un puissant symbole de renouveau et de régénération. Une des anecdotes du Papyrus Jumilhac (XII, 20 - XIII, 14) rapporte que la vache Hésat a fait revivre le faucon Ânti, une forme du dieu Horus, grâce à l'imy-out, en plaçant ses ossements et ses organes à l'intérieur et en ayant aspergé le tout d'une goutte de son lait.

##### Qebehout, l'eau lustrale
Durant l'Ancien Empire, la déesse Qébéhout est la seule divinité à être dotée explicitement d'un lien de parenté avec Anubis :

« Que Néferkarê puisse aller vers le Champ de Vie, vers la demeure de Rê dans le Firmament ! Que Néferkarê trouve [Qébéhout], la fille d'Anubis, qui va au-devant de lui avec ses quatre jarres-néméset dont elle rafraîchit le cœur du grand dieu son jour de réveil (et) dont elle rafraîchira pour Néferkarê son cœur pour la vie ! »

— Extrait des Textes des pyramides (§ 1180a-1181a), Trad. de Claude Carrier
Le nom de Qébéhout est déterminé par une serpente et par une aiguière d'où s'écoule de l'eau. Il a été proposé de traduire son nom par « Celle qui purifie avec de l'eau fraîche », le mot qébeh signifiant « purification » et « pureté ». Dans les pyramides à textes, le mot qébéhou sert à désigner le ciel, ce qui permet de voir en Qébéhout une serpente évoluant dans les eaux célestes. Cette divinité n'a jamais bénéficié d'un lieu de culte attitré et il s'agit bien plus de l'anthropomorphisation d'une fonction rituelle que d'une véritable déesse. Il a aussi été proposé de voir en Qébéhout une manifestation du cobra femelle ouadjet, symbole du Xe nome de Haute-Égypte.

##### Ouâbet
Ouâbet signifie « la place pure », le lieu où l'on pratique la momification ; c'est l'atelier des embaumeurs. Anubis en est le maître, il veille sur les opérations mystérieuses qui s'y passent :

« Les secrets de la place pure m'appartiennent. »

— Extrait des Textes des sarcophages (Partie III, 310e)

#### Embaumement

##### Préservation des corps

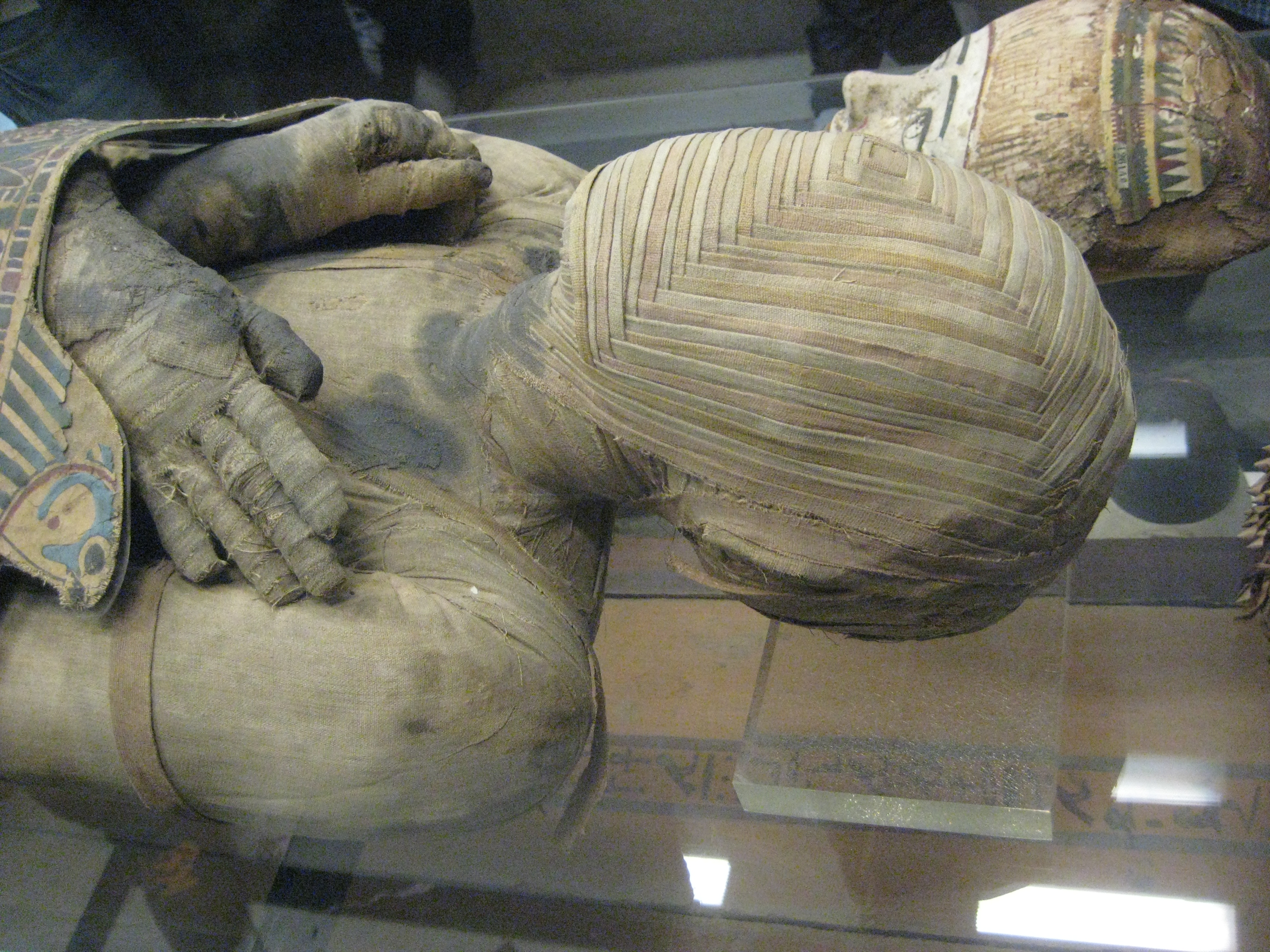
Momie du Musée du Louvre.

Dès le début du IIIe millénaire, les Égyptiens se sont attachés à préserver les corps de leurs morts. Les premiers essais ne concernent d'abord que la famille royale (la plus ancienne momie royale à avoir été retrouvée est celle du roi Mérenrê Ier) et la méthode employée est très rudimentaire. Les corps sont enveloppés dans des linges gorgés de résine ou de plâtre et le visage est peint sur la toile (entre 2600 et 2100 avant notre ère). L'éviscération abdominale commence à être pratiquée dans les débuts de la IVe dynastie, sur le corps de la reine Hétep-Hérès Ire par exemple, mais est loin d'être systématique. La théologie qui entoure la momification à ses origines est peu connue, mais il semble qu'aux époques les plus reculées, la fonction principale d'Anubis consistait surtout à approvisionner le défunt en offrandes alimentaires.
Les techniques commencent à être plus efficaces à partir du Moyen Empire. L'éviscération devient habituelle sous la XIIe dynastie (entre 1990 et 1784 avant notre ère) comme en témoigne la présence de vases canopes dans les tombes, pour recueillir les viscères momifiés. Parallèlement à ces progrès techniques, on assiste à un fort développement de l'idéologie osirienne. Le but de la momification est alors de transfigurer la dépouille mortelle en un corps glorieux et éternel assimilé à Osiris, ce dieu étant le premier mortel à avoir bénéficié de ce rituel de revivification. Dans ce cadre, Anubis, tout en conservant son rôle de pourvoyeur d'offrandes, s'enrichit de la fonction de préposé à la momification :

« Qu'elles [Isis et Nephtys] empêchent que tu te décomposes selon ce nom qui est tien d'Anubis ! Qu'elles empêchent que ta putréfaction ne s'écoule à terre selon ce nom qui est tien de Chacal de Haute-Égypte ! Qu'elles empêchent que l'odeur de ton cadavre ne devienne mauvaise selon ce nom qui est tien de « Horus de Shat » ! Qu'elles empêchent que ne se putréfie Horus Oriental ! Qu'elles empêchent que ne se putréfie Horus de la Douat ! Qu'elles empêchent que ne se putréfie Horus, le Maître du Double Pays ! »

— Allusion à la momification du roi Pépi II (VIe dynastie). Traduction de Claude Carrier

À partir de la seconde moitié du IIe millénaire, la momification atteint son meilleur niveau. Sous le Nouvel Empire et à la Basse Époque, la momification de la dépouille mortelle d'un personnage de haut rang (roi, noble, grand-prêtre) ou d'un animal sacré comme le taureau Apis s'étale sur une durée de soixante-dix jours. Le jour du décès, la famille confie le corps aux embaumeurs qui le placent dans la « Tente de purification » pour le laver et l'oindre. Durant quatre jours, la famille est astreinte à un jeûne strict. Le cinquième jour après le décès, le corps est déposé dans la ouâbet, la « place de l'embaumement », un lieu mis sous la protection active d'Anubis : 

« La longueur de sa vie sur terre fut de soixante-deux ans, cinq mois et quatorze jours, quand il fut placé dans la salle de purification (ouâbet) à la charge des mains d'Anubis. Il fut fait pour lui tout ce qui doit être fait pour chaque grand personnage décédé. Il passa soixante-dix jours dans la Belle Maison (per nefer: lieu où étaient momifiés les cadavres). Il fut content d'être un Bienheureux (imakh) et fut tiré dans sa maison d'éternité, y restant pour toujours »

— Texte gravé sur une statue d'Osiris, Karnak, XXIe dynastie.

##### Processus
L'entrée d'une dépouille mortelle dans la « Place pure » (ouâbet) marque, pour son âme-Ba, le début de sa protection par Anubis dans le monde de l'au-delà. Pour la famille, débute une période de soixante-dix jours de deuil marquée par un jeûne constitué de maigres repas de pain, d'eau et de légumes cuits. Le matin de cette journée, l'abdomen du mort est incisé au flanc gauche pour permettre à son âme de monter au ciel. Le corps est ensuite éviscéré : 

« Cet auguste défunt devra être couché sur le flanc droit, sur de la paille de blé. La partie gauche de l'abdomen sera incisée puis seront enlevés le foie, la rate, les poumons et ce qui reste à l'intérieur du ventre. Le coupeur. C'est lui qui fera le traitement dans la place de l'embaumement (ouâbet) »

— Extrait du Papyrus médical du Louvre E.32847. Traduction de Thierry Bardinet

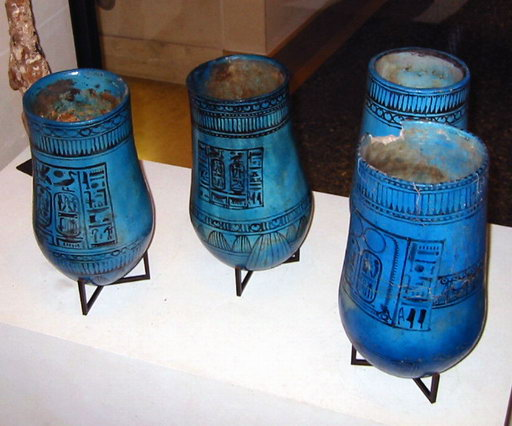
Vases canopes au nom de Ramsès II, Musée du Louvre.

Durant quinze jours, le corps est desséché par un salage au natron. La dernière nuit de cette période, le corps est placé dans un bain de résine sefet afin que toutes les parties du corps en soient imprégnées. Le sefet est probablement un onguent à base d'huile de lin, car cette substance a la propriété de se solidifier au bout de quelque temps. Durant les trente-quatre jours qui suivent, la dépouille est entourée par une sorte de coque imperméable constituée d'une douzaine de couches de bandelettes collantes imprégnées dans une solution chaude de graisse de bœuf, d'huile sefet, d'encens et de cire, à raison d'une couche tous les quatre jours, chaque nouvelle couche devant d'abord sécher durant deux jours. La momie continue à sécher pendant encore une vingtaine de jours, durant lesquels elle continue à être habillée par un entrelacement de bandelettes et d'amulettes protectrices. Le soixante-dixième jour, la momification est achevée et le corps est de nouveau déposé dans la « Tente de purification », où il subit le rituel de l'ouverture de la bouche, une opération magico-funéraire destinée à rendre les cinq sens au défunt. Le jour suivant, le corps est déposé en procession dans le caveau funéraire, son lieu de repos éternel. Sur le plan de l'iconographie, l'embaumement commence à être représenté au début de la XVIIIe dynastie. Anubis y apparaît sous la forme d'un prêtre grimé d'un masque canin et posté debout derrière un lit funéraire, entouré par Isis et Nephtys.

### Revivification
La momification n'est pas qu'une simple technique de préservation des cadavres. En tant que rituel religieux, il s'agit de traiter la mort comme une maladie que l'on peut soigner. Par l'intermédiaire des prêtres, cette guérison est effectuée par Anubis lorsqu'il redonne magiquement la vie au cœur et aux organes du défunt. Devant la tombe, la momie subit un ultime rituel, celui de l'Ouverture de la bouche, destiné à rendre les cinq sens au défunt dans le monde de l'au-delà. Dans le mythe osirien, toutes ces actions ont été accomplies pour la première fois par Anubis pour son père Osiris assassiné par Seth[réf. nécessaire].

#### Retour à la vie

##### Boire son cœur

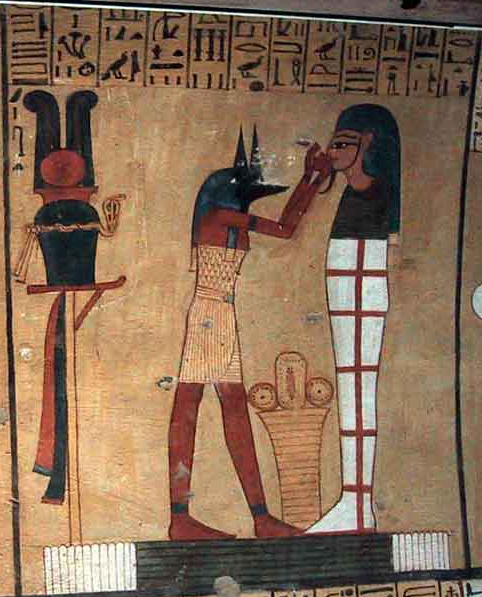
Anubis fait boire le cœur-haty à la momie de Inerkhaou (TT359).

Selon les Anciens Égyptiens, à la mort d'un individu, le cadavre, l'âme-Ba, le Ka, l'ombre-shout et le Cœur se séparent et deviennent indépendants. Dans le mythe osirien, cette séparation des organes physiques et des éléments immatériels (Ba, Ka, prénom) est symbolisée par le dépeçage du corps d'Osiris par Seth. Concernant le cœur, il s'agit de bien distinguer le muscle cardiaque-haty des autres organes internes (foie, poumons, intestins, vaisseaux sanguins, ligaments, sang, lymphes, etc.) désignés par le terme générique de cœur-ib, le second étant dirigé et soumis par les pulsations du premier, qui est aussi le siège des sentiments et de la conscience individuelle. La vieillesse est le symptôme d'une fatigue du cœur-haty, tandis que la mort est le résultat de sa disparition, c'est-à-dire de l'arrêt de sa « danse » pulsative. Par conséquent, de nombreuses divinités, Nout par exemple, sont invoquées afin d'aider le mort à retrouver son cœur. Ce souhait est plus particulièrement lié à la momification et Anubis joue un grand rôle dans sa réintégration dans le corps. Une scène de la tombe thébaine de Inerkhaouy (TT359) montre Anubis, un bol à la main, debout devant la momie, en train de faire boire le cœur-haty au défunt. Plusieurs vignettes illustrant le chapitre 26 du Livre des Morts font de même, l'objectif de la formule magique étant de « rendre son cœur-haty (au défunt) dans le Netjer Kheret (nécropole) ». Ce geste est explicité dans le Conte des deux frères (XIXe dynastie), lorsque Anubis tire son frère Bata du sommeil de la mort en lui faisant boire son cœur disparu :

« Alors [Anubis] pleura, en voyant son frère cadet gisant sans vie. Il alla sous le pin pour chercher le cœur de son cadet, le pin sous lequel Bata avait coutume de s'allonger durant le jour. […] Et voilà qu'il trouva une graine, et s'arrêta alors, en la portant ; c'était le cœur de son frère cadet. Il amena un bol d'eau fraîche, il l'y jeta, et s'assit selon sa coutume quotidienne. Après que la nuit fut venue, et que le cœur eut absorbé l'eau, Bata se mit à trembler en tout son corps ; il advint alors qu'il put apercevoir son frère aîné, tandis que son cœur était encore dans le bol. [Anubis] saisit le bol d'eau fraîche où reposait le cœur de son cadet, et le fit boire à celui-ci. Et le cœur se tint (à nouveau) à sa place ; Bata redevint comme il avait été. »

— Extraits du Conte des deux frères, traduction de Claire Lalouette

##### L'embaumement ou fin d'une maladie
D'après les papyrus médicaux, la maladie étant un dérèglement du ib, tout acte médical doit viser à rétablir l'état initial d'équilibre. Certains textes suggèrent même que le ib est un dieu ou un endroit habité par un dieu, en fait un souffle vital d'origine divine. Ce souffle se mêle au sang et aux lymphes et leurs interactions animent le corps. La mort est une destruction totale du ib et le but des rituels funéraires est de le restaurer et de le rendre au défunt. Durant l'embaumement, les organes internes (ib) sont retirés du corps puis insérés dans quatre vases canopes placés sous le patronage des quatre enfants d'Horus. Le cœur-haty est laissé à sa place afin de garantir au défunt sa personnalité. Quand la momie est déposée dans le caveau funéraire, les quatre vases canopes sont placés auprès d'elle. L'intervention d'Anubis permet au défunt de retrouver son unité en se penchant sur lui :

« Paroles dites par Anubis qui préside à la salle de l'embaumement : « Si je suis venu au-dessus de toi, (ô) Osiris dessinateur Pached, juste de voix, c'est parce que j'ai replacé ton ib à sa place. Ton ventre est ainsi rempli et puissant grâce à l'huile divine et à l'onguent d'Osiris » […] »

— Tombe thébaine de Pached (TT323), d'après la traduction de Fr. Servajean

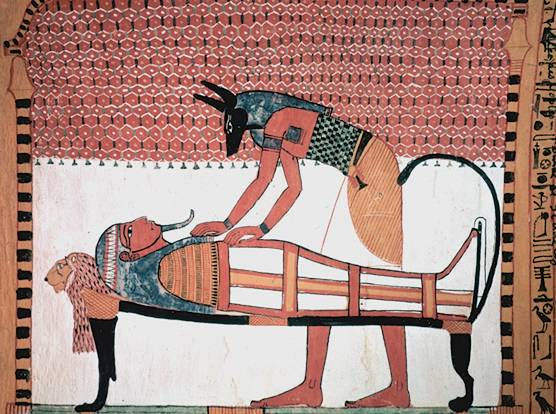
Anubis penché sur le cœur de la momie de Senndejem.

Dans le chapitre 151 du Livre des Morts, ce même discours est mis dans la bouche de Qebehsenouf, l'un des quatre enfants d'Horus. Toutefois, dans l'exemplaire du défunt Qenna, conservé par le Musée de Leyde, Anubis invite le défunt à se rendre dans la « maison des cœurs » afin d'y chercher ses organes et de les remettre en place, dans le ventre[réf. nécessaire] :

« Tu entres dans la maison des cœurs-ib et dans la place remplie de cœurs-haty, tu prends le tien et le mets à sa place. Ta main n'est pas détournée, ton pied n'est pas dévié de sa marche, tu ne vas pas la tête en bas, tu marches debout. »

— Extrait du chap. 151 du Livre des Morts de Qenna, d'après une traduction de Jan Assmann.

#### Ouverture de la bouche

##### Rituel de vivification

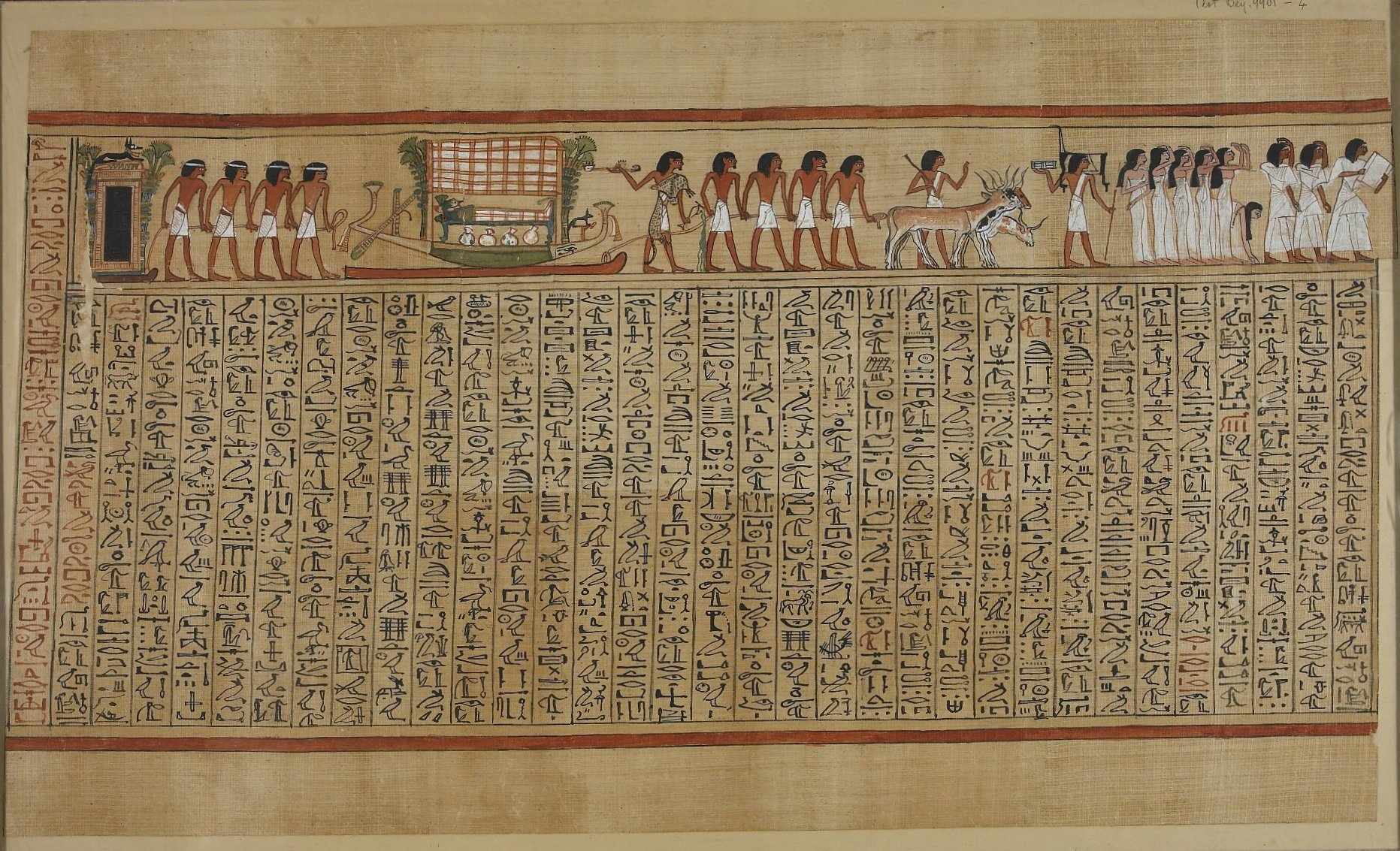
Procession funèbre de Hounéfer.

Après soixante-dix jours de momification, le corps sort de la salle d'embaumement tel un nouvel Osiris. La nuit précédant la mise au tombeau, se déroulent douze heures de veille pendant lesquelles sont invoqués les dieux assignés à la garde de la momie d'Osiris, afin qu'ils préservent aussi la momie du défunt des assauts de Seth. Avec force lamentations poétiques, les Deux Sœurs (Isis et Nephtys), figurées par des prêtresses, appellent l'âme Ba à se poser sur le corps momifié. Le défunt est ensuite glorifié et justifié dans une mise en scène liturgique du jugement des morts, cette accession au statut d'ancêtre-Akh étant illustrée dans le Livre des Morts par les chapitres 30 et 125.
Le cérémonial de l'Ouverture de la bouche s'est mis en place durant les Ire et IIe dynasties, puis a perduré tout au long de l'histoire de l'Égypte antique. À l'origine, il s'agissait pour un fils d'aller chez des artisans afin de leur faire confectionner, sur ses directives, une statue de son père décédé dans le cadre du culte rendu au Ka (esprit familial qui se transmet de père en fils). La statue était ensuite inaugurée par des prêtres, sans doute lors de la taille du visage, pour qu'elle puisse passer de l'inertie de la pierre au stade d'image cultuelle propice à recevoir les offrandes funéraires. Avec l'amélioration des techniques de momification au cours de l'Ancien Empire, le rituel s'est ensuite attaché aux corps momifiés. Les premières représentations détaillées du cérémonial ne remontent toutefois qu'au Nouvel Empire et figurent surtout dans les tombes des dignitaires thébains.

##### Seth ou le meurtrier sacrifié
Le jour de la mise au tombeau, la momie est déposée sur une civière, placée sur un traîneau tiré par des bœufs blancs, et menée en procession vers la tombe. Les vases canopes, déposés dans un coffre et placés sous la protection d'une statue d'Anubis couché, suivent le cortège sur un traîneau halé par un groupe d'hommes. Un prêtre ouvre le chemin en faisant des libations de lait. Il est suivi de près par un groupe de pleureuses professionnelles, deux d'entre elles endossant les rôles d'Isis et de Nephtys. Devant la tombe, vers midi et tournée vers le soleil, la momie bénéficie du rituel de l'Ouverture de la bouche par Horus, représenté par le prêtre-Sem vêtu de sa traditionnelle peau de panthère. Son principal assistant est le prêtre-lecteur (perruque à mèches et étole croisée sur la poitrine), représentant de Thot, auquel se joint, durant les offrandes, le prêtre-out « l'embaumeur », figuré au Nouvel Empire sous les traits d'un homme au masque d'Anubis. Ce dernier soutient la momie, tenue dressée devant l'entrée de la tombe, en l'enserrant dans ses bras.

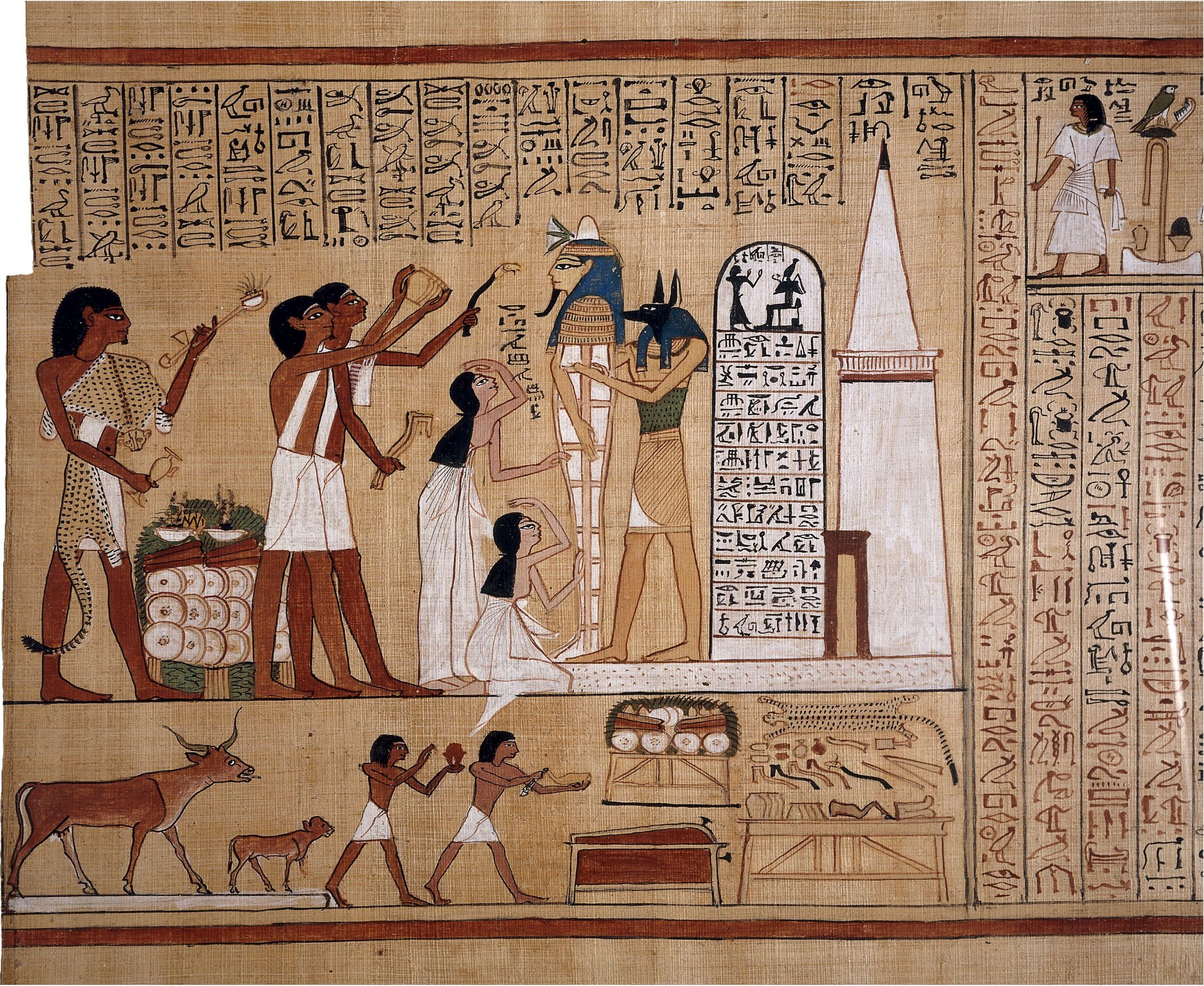
Rituel de l'Ouverture de la bouche de Hounéfer.

Le geste cultuel le plus important est l'abattage du taureau-nag, le bovidé étant le substitut du dieu Seth, l'assassin d'Osiris et, par voie d'assimilation, le responsable de la mort du défunt. Une patte avant du taurillon est coupée par un boucher. En courant, un prêtre porte le cuisseau encore palpitant de vie à la bouche de la momie. Ce geste est suivi par la présentation du cœur de l'animal. Cet abattage ne vise pas à alimenter la momie mais à l'animer en transmettant la force vitale du jeune bovidé vers le défunt. Après cela, des gestes rituels mettent en contact la bouche, les yeux et les oreilles de la momie avec de nombreux objets liturgiques inspirés par les outils des sculpteurs (herminettes, ciseaux, polissoirs, etc.). Dans la tombe thébaine de Pairy, il est par exemple question de l'herminette-noua d'Anubis, un outil de menuisier-charpentier formé d'un manche à double courbure en bois exotique rouge et d'une lame à large tranchant. Tous ces gestes, sacrifices et passes magiques, sont dédoublés : la première fois pour la Haute-Égypte, la seconde fois pour la Basse-Égypte. À la fin, la momie est placée dans son tombeau et commence à bénéficier du service des offrandes funéraires.

##### Combats contre Seth

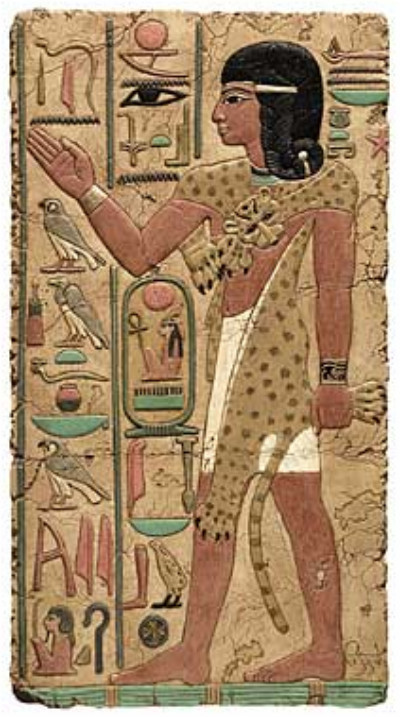
Revêtu d'une peau de panthère, le roi Séthi Ier endosse le rôle de prêtre funéraire de son père Ramsès Ier.

Le début du Papyrus Jumilhac expose une série d'affrontements mythiques autour de la tombe du dieu Osiris. Un des épisodes, sur la base de jeux de mots, d'assonances et d'allitérations, raconte l'origine fabuleuse du prêtre funéraire Sem (ou Setem) et de son habit cérémoniel consistant en une peau de léopard. À l'origine, le prêtre-Sem était un membre du clergé de Ptah à Memphis chargé de l'habillage des statues divines. Il tenait aussi le rôle de l'héritier royal lors des cérémonies funèbres royales. Cet officiant est aussi devenu le chef du clergé de Sokaris, le dieu faucon momifié, une divinité funéraire très tôt assimilée à Osiris. À travers cette fonction, le Sem est devenu l'un des principaux acteurs du rituel de l'ouverture de la bouche pratiqué sur les défunts momifiés le jour de la mise au tombeau.
Assigné à la protection de son père défunt, Anubis et ses fidèles mettent tout en œuvre afin de protéger la dépouille momifiée des assauts malfaisants de Seth et de ses complices. Seth trompe la vigilance des gardiens de la crypte en prenant l'apparence d'Anubis et parvient ainsi à s'approcher au plus près du corps d'Osiris. Il réussit à dérober un des vases funéraires contenant les entrailles d'Osiris, puis s'enfuit. Mais Horus et Anubis se mettent à le poursuivre. Ils réussissent à le capturer et à le traduire en justice devant le tribunal de Rê. Seth est reconnu coupable mais il réussit à s'évader en emportant avec lui son précieux butin. Il trouve refuge dans le désert dans un oued, mais il est très vite repéré par Horus qui réussit à lui reprendre le vase et à le déposer dans une crypte surmontée d'une colline sacrée et sous la protection d'un serpent. Transformé en léopard, Seth tente une nouvelle attaque. Anubis parvient à capturer son ennemi et, en l'honneur de Rê, jette son corps dans un feu, en tant qu'animal sacrificiel :

« Puis Anubis coupa la peau de Seth, le dépeça et mit cette peau sur son dos. Puis il entra dans la Chambre Pure d'Osiris, afin de faire des libations pour son père disant : « Seth est là. » (Depuis) on appelle Setem le prêtre pur de ce dieu, à cause de cela. Anubis, ensuite apposa sur Seth sa marque au fer rouge, qui demeura jusqu'à ce jour. Le prêtre-Sem, porte sur lui une peau de panthère, à cause de cela aussi, jusqu'à aujourd'hui. »

— Papyrus Jumilhac (II, 11-15), traduction de Claire Lalouette.

##### Herminette d'Anubis

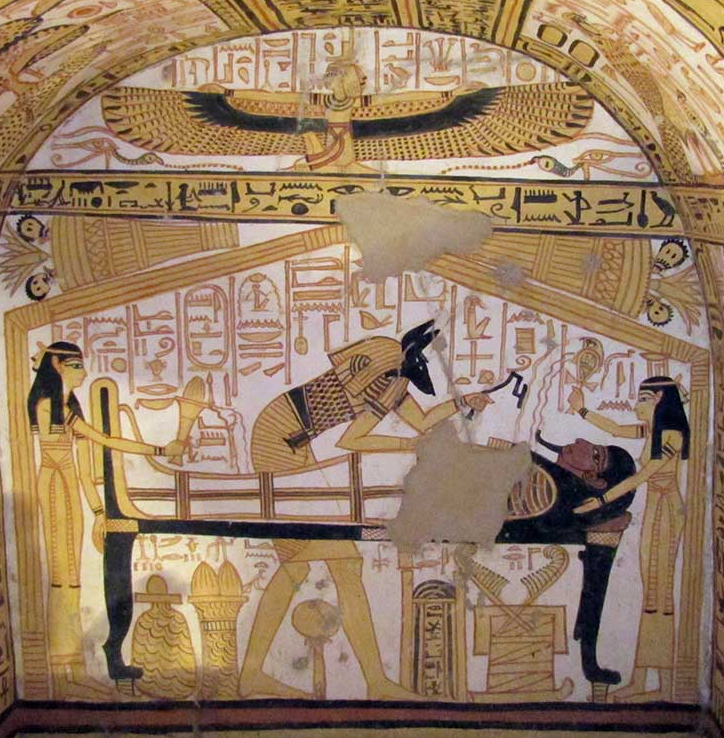
Anubis ouvrant la bouche à la momie de Nakhtamon (Tombe thébaine 335).

Le but du rituel de l'Ouverture de la bouche est de faire retrouver au défunt l'usage de ses sens et de sa capacité de mouvement. Quelques passages du Livre des Respirations vont dans ce sens. Les exemplaires de ce document funéraire sont surtout attestés dans la région thébaine et sont très tardifs (deux premiers siècles de notre ère), même si une légende datée du règne de l'empereur Auguste fait remonter leurs origines à la XXVIe dynastie :

« […] ta chair adhère à tes os selon la forme qui était tienne quand tu étais sur terre. Tu bois avec ton gosier, tu manges avec ta bouche, tu reçois les offrandes en même temps que les baïs des dieux. Anubis te protège, il assure que tu ne sois pas repoussé aux entrées de la Douât. Thoth […] a rédigé pour toi un document de respiration, de ses propres doigts, et ton baï respire pour toujours. […] Oupouaout t'ouvre le bon chemin ! Tu vois avec tes yeux, tu entends avec tes oreilles, tu parles avec ta bouche, tu marches avec tes jambes, ton baï est divin dans la Douât, accomplissant n'importe quelle transformation, selon son désir. »

— Livre des Respirations, extraits des § V-VI, trad. de Jean-Claude Goyon.
Le prêtre-Sem est le principal officiant du rituel de l'Ouverture de la bouche. Dans les tombes thébaines des ouvriers de Deir el-Médineh, chargés de creuser et de décorer les tombeaux royaux du Nouvel Empire, ce rôle est souvent attribué à Anubis en personne. On voit par exemple, dans la tombe de Nebenmaât (TT219) ou dans celle de Nakhtamon (TT335), le dieu Anubis penché sur la momie, une herminette à la main, en train de pratiquer ce rituel de revivification. Un cercueil, découvert dans la nécropole de ce même village, relie le dieu à la fonction de ritualiste des défunts, en affirmant qu'Anubis est le prêtre-lecteur en chef (shery-heb tepy) de la Place de Vérité et, selon le Papyrus Jumilhac, Anubis a pris la forme du prêtre-Sem pour ouvrir la bouche de son père Osiris afin de le protéger. Anubis procède au rituel en utilisant l'herminette-nou, parfois désignée à partir du métal-bia (cuivre) dont elle est faite. Le dieu Anubis a détaché ce métal du ciel et l'a donné au dieu funéraire Sokaris de Memphis, connu par ailleurs pour ses talents de forgeron[réf. nécessaire] :

« Le bia a été détaché du ciel par Anubis. Le bia est descendu. L'Occident est ouvert : c'est ce bia qui est posé sur ma bouche, (ce bia) que Sokaris a rendu efficient dans Héliopolis et qui purifie ma bouche. »

— Extrait du chapitre 816 des Textes des sarcophages, traduction de Jean-Claude Grenier.

### Ancestralisation
Selon le mythe osirien, la haine de Seth envers Osiris n'a pas pris fin avec la mort de ce dernier. À de nombreuses reprises, Seth s'est attaqué à la momie et au tombeau de son frère ennemi. Tout défunt égyptien étant considéré comme un nouvel Osiris, chaque momie se doit d'être mise à l'abri de Seth et de ses sbires. Pour bénéficier de l'aide d'Anubis — fils et protecteur d'Osiris — le défunt doit démontrer qu'il est digne d'être perçu comme un autre Osiris. Pour ce faire, son âme parcourt les chemins de l'au-delà, afin d'atteindre le Tribunal d'Osiris pour y être jugé. Si le verdict est favorable, le mort devient un ancêtre, c'est-à-dire un Bienheureux qui partage le destin et la vie des dieux éternels[réf. nécessaire].

#### Tombeaux

##### Protecteur de la momie d'Osiris
À partir du Moyen Empire, la géographie de l'au-delà est consignée sur certains sarcophages de notables, où figurent les cartes du Livre des deux chemins (chapitres 1029 à 1131 des Textes des sarcophages). L'idée principale est que la momie d'Osiris est sous la menace perpétuelle de démons maléfiques à la solde de Seth. Toutefois, le dieu Osiris n'est pas sans défense, et la crypte sainte, où repose sa dépouille, est entourée d'une armée de génies munis de couteaux:

« Quant à ces Accroupis, c'est Geb qui les a installés dans Ro-setaou auprès de son fils Osiris, par crainte de son frère Seth, pour qu'il ne le malmène pas. Tout homme qui connaît le nom de ces Accroupis, il sera avec Osiris éternellement ; il ne peut mourir jamais. »

— Notice du chap. 1079 des Textes des sarcophages, traduction de Paul Barguet.
Sous le Nouvel Empire, les noms de ces dieux « accroupis » sont connus grâce aux exemplaires du Livre des Morts. Les chapitres 144 et 147 énumèrent sept portes ârryt, chacune gardée par trois gardiens, les chapitres 145 et 146 listent vingt-et-un porches et gardiens, tandis que les chapitres 149 et 150 indiquent respectivement les noms de quatorze et quinze collines, chaque butte sacrée étant hantée par un dieu gardien. Ces lieux de passages barrent la route qui conduit les défunts auprès du tribunal d'Osiris (chapitre 125) et auprès d'un lieu paradisiaque, imaginé comme une riche contrée agricole aux champs fertiles et aux récoltes abondantes : le « Champ des Souchets » ou « Campagne de Hotep » (chapitre 110).

Dans le chapitre 17 du Livre des morts (aussi connu comme chapitre 335 des Textes des sarcophages), le défunt, en tant qu'accompagnateur de Rê dans ses voyages, demande à ce dieu qu'aucun mal ne lui soit fait, car les dieux assignés à la protection d'Osiris et de son monde souterrain se montrent intraitables envers les défunts de mauvaise vie. Pour ne pas être considéré comme l'un de ces malfaisants, le défunt s'adresse à un tribunal créé par Anubis et composé de trois membres. Seth (parfois remplacé par Thot) et Isdès en sont les juges (maîtres de Maât), et le cobra femelle (uréus) Hotepes-Khoues « celle qui est favorable et qui protège » en est la gardienne. Elle ne laisse passer que les justes, ceux qui peuvent prétendre égaler la valeur des sept esprits-Akh qu'Anubis a assignés à la garde rapprochée de la dépouille d'Osiris depuis le jour de son assassinat:

« Salut à vous, Maîtres de Maât, tribunal autour d'Osiris, qui placez la terreur chez les coupables, qui êtes dans la suite de "Celle qui apaise celui qu'elle conduit" ! Regardez-moi qui suis venu près de vous (afin) que vous chassiez le mal qui (me) concerne comme ce que vous avez fait pour ces sept Bienheureux qui sont dans la suite du Maître du nome (et) dont Anubis a créé la place ce jour de "Viens donc là". »

— Extrait du chap. 335 des Textes des sarcophages, traduction de Claude Carrier.

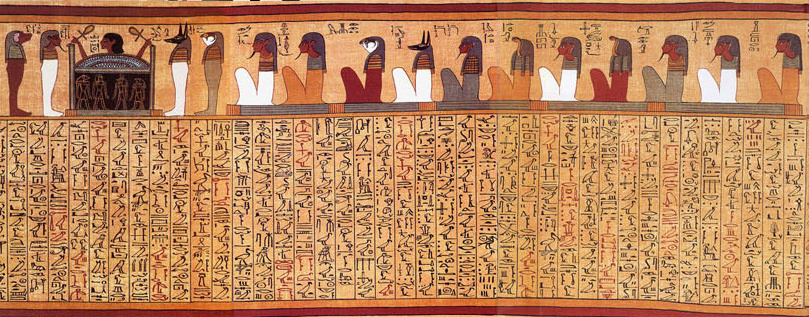
Illustration du chapitre 17 du Livre des Morts (Papyrus d'Ani)
à gauche : la tête de Rê surgit hors du sarcophage abydéen d'Osiris gardé par les quatre enfants d'Horus et par Maanitef, Kheribaqef, Horus Khenty-en-irty.
au centre : Anubis
à droite : les gardiens Nedjeh-nedjeh, Aâqed-qed, Khentihehef, Amy-ounou-tef, Desher-irty, Bes-mââ-em-ghereh, Ini-em-herou.

##### Protecteur des tombes

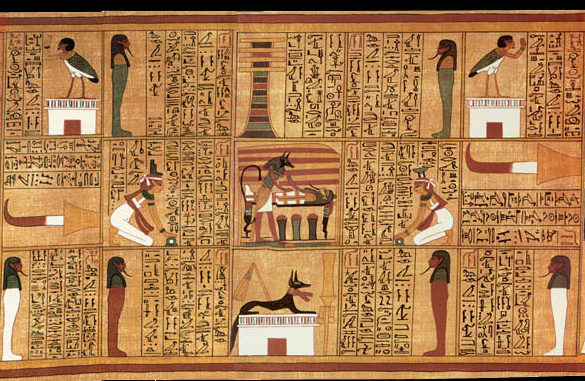
Papyrus d'Ani, Nouvel Empire, chapitre 151A.

Dans la pensée égyptienne, les images et les textes funéraires inscrits sur les murs, sur les sarcophages ou sur des rouleaux de papyrus ont une puissance performative au même titre que la voix humaine. Tout ce qui a été dit au cours d'un cérémonial, ou écrit sur un support quelconque, est considéré comme ayant été accompli dans les faits, par la grâce du verbe créateur : quand un prêtre assimile un défunt à un dieu, le défunt devient ce dieu ; quand un défunt affirme être protégé par une amulette, il est protégé par cet objet, peu importe si cette amulette est un objet réel ou un simple dessin sur papyrus. À partir du Nouvel Empire et jusqu'au premier siècle de notre ère, les riches défunts égyptiens se dotent d'un exemplaire du Livre des morts pour bénéficier dans l'au-delà de la puissance magique d'écrits et de dessins performatifs. Parmi les nombreuses formules de ce corpus funéraire, les chapitres 137A et 151A accordent au défunt la protection de quatre amulettes censées être placées sur des briques d'argile et déposées dans des cavités creusées dans les parois de la chambre funéraire. Pour le mur oriental, il est question d'une statuette d'Anubis figuré sous la forme d'un canidé couché sur une chapelle, et chargé de repousser toute attaque malfaisante venant en sa direction :

« Ce qui doit être mis dans le mur Est. Paroles à dire : « Je (t')écarte, je te surveille, Celui qui est sur (sa) montagne veille à ce que ton attaque soit repoussée ; j'ai repoussé ton attaque, rageur ; je suis la protection de l'Osiris N. »
Qu'on dise cette formule sur un Anubis d'argile crue mélangée d'encens, placé sur une brique d'argile crue sur laquelle est gravée cette formule ; on fait pour lui une niche dans le mur est et on le tourne vers l'ouest ; (puis) on mure sur lui. »

— Chap. 137A du Livre des Morts, traduction de Paul Barguet.
La chambre funéraire du roi Toutânkhamon (fin de la XVIIIe dynastie) a réellement bénéficié de ce genre de protection magique. Après avoir retiré le sarcophage royal, l'équipe de Howard Carter s'est attachée à mettre au jour ces quatre amulettes en perçant l'enduit de plâtre qui masquait les niches secrètes. La disposition de ces amulettes est toutefois différente des prescriptions magiques figurant dans le Livre des morts. Chez le jeune roi, la figurine d'Anubis a été placée dans le mur occidental tournée vers le nord.
| \| \| Est \| Ouest \| Nord \| Sud \| \| --------------------------------- \| --------------------------------------- \| --------------------------------------- \| ---------------------------------------- \| ------------------------------------ \| \| Livre des Morts chap. 137A \| statuette d'Anubis tournée vers l'ouest \| pilier Djed tourné vers l'est \| statuette d'un homme tourné vers le sud \| mèche enflammée tournée vers le nord \| \| chambre funéraire de Toutânkhamon \| statuette d'Osiris tournée vers le sud \| statuette d'Anubis tournée vers le nord \| statuette d'un homme tourné vers l'ouest \| pilier Djed tourné vers l'est \| Disposition des statuettes magiques dans la tombe. |                                         |                                         |                                          |                                      |
| | Est                                     | Ouest                                   | Nord                                     | Sud                                  |
| Livre des Morts chap. 137A | statuette d'Anubis tournée vers l'ouest | pilier Djed tourné vers l'est           | statuette d'un homme tourné vers le sud  | mèche enflammée tournée vers le nord |
| chambre funéraire de Toutânkhamon | statuette d'Osiris tournée vers le sud  | statuette d'Anubis tournée vers le nord | statuette d'un homme tourné vers l'ouest | pilier Djed tourné vers l'est        |

#### Anubis psychopompe
L'au-delà égyptien est une contrée dangereuse, peuplée de démons qui, tels des brigands, parcourent les routes afin d'attaquer les âmes voyageuses. Un des principaux rôle d'Anubis est de guider et de protéger les défunts afin qu'il ne leur arrive rien de fâcheux, d'où son épiclèse grecque de « psychopompe » (ψυχοπομπóς / psykhopompós) qui signifie littéralement guide des âmes[réf. nécessaire].

##### Chemins de l'occident

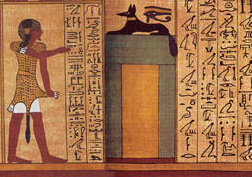
Anubis gardant la porte du tribunal divin.

Dès l'Ancien Empire, les défunts égyptiens souhaitent parcourir l'au-delà sous la protection d'Anubis sur « les beaux chemins sur lesquels vont les Bienheureux » ou sur « les beaux chemins qui mènent au Bel Occident ». Ces routes sont semées d'embûches car de nombreux génies hantent les lieux afin de protéger la momie d'Osiris. À partir du Nouvel Empire et jusqu'à la période romaine, Anubis est mis en scène dans l'iconographie funéraire dans le rôle de guide des défunts. Dans les tombes de Irynefer (TT290) et de Neben-Maât (TT219), deux artisans de Deir el-Médineh, des fresques montrent Anubis à tête de chacal et à corps d'homme en train de tenir la main du défunt et de le faire entrer dans le tribunal d'Osiris. Ce geste d'accompagnement illustre aussi le chapitre 117 du Livre des morts et permet au défunt de marcher en toute sécurité sur les chemins de Ro-sétaou (les nécropoles) :

« […] Je suis venu remettre en ordre les affaires dans Abydos ; j'ai ouvert les chemins dans Ro-setaou, et j'ai guéri les maux d'Osiris. Je suis celui qui crée l'eau, qui fend son trône, et qui fait son chemin dans la vallée, en lac. Grand, arrange-moi le chemin qui est le tien, qui est le sien, qui est (aussi) le mien. […] Qu'il marche comme vous marchez, qu'il se tienne debout comme vous vous tenez debout, qu'il s'asseye comme vous vous asseyez, qu'il parle comme vous parlez au grand dieu maître de l'Occident ! »

— Extraits du chapitre 117 du Livre des Morts, traduction de Paul Barguet.

##### Guide des morts
L'action du chapitre 125 du Livre des morts se déroule dans le tribunal d'Osiris et expose une double liste de quarante-deux fautes, que le défunt nie avoir commis de son vivant. Ce texte est tout naturellement présent dans le Papyrus d'Ani. Dans cet exemplaire, ce chapitre présente cependant l'originalité d'être introduit par un texte presque unique, car seule une version très déformée et abrégée existe par ailleurs dans le Papyrus de Anhai. Le défunt discute avec Anubis dans un jeu de questions-réponses où le dieu chacal cherche à mettre en défaut le défunt quant à ses connaissances théologiques, signes de sa pureté spirituelle. Dans ce court passage, Anubis apparaît comme l'ultime portier stationné devant le roi Osiris et agissant tel un chambellan récalcitrant, que le défunt doit convaincre de sa bonne foi afin de pouvoir se présenter, très humblement, en audience devant Osiris, le souverain des morts:

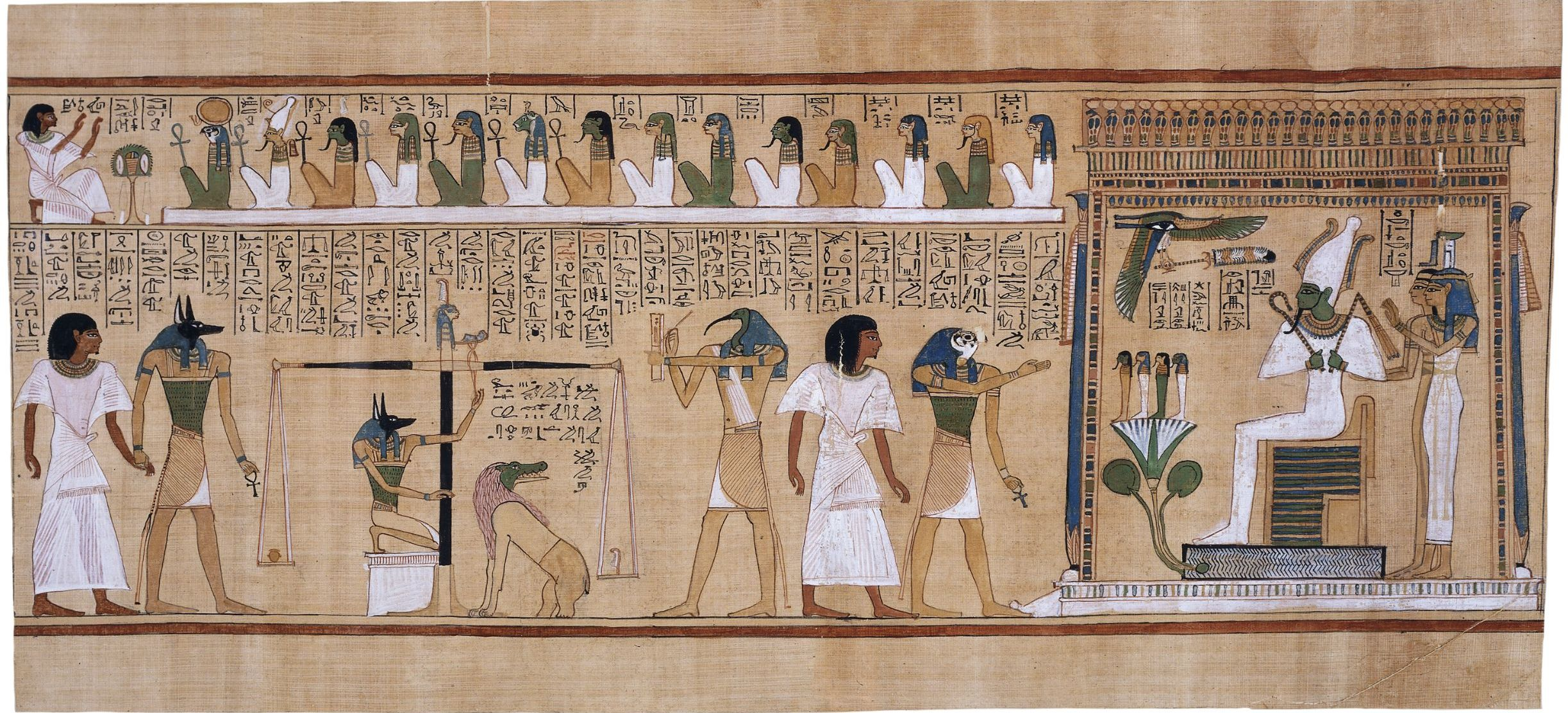
Le défunt Hounefer guidé par Anubis devant le tribunal des dieux.

« Dire par l'Osiris, le scribe Ani justifié : Je suis venu ici pour voir tes perfections, mes mains levées en adoration de ton nom véritable. […] Il est entré dans la demeure d'Osiris, il a vu les secrets qui s'y (trouvent). L'assemblée divine des portes est constituée d'Akhou. Anubis a dit [à celui qui est] à ses côtés : [entendons] la voix d'un homme venu d'Égypte. Il connaît nos chemins (et) nos villes ; j'en suis satisfait. Je sens son odeur comme une de vous. Il me dit : je suis l'Osiris, le scribe Ani, justifié en paix, triomphant ! Je suis venu ici pour voir les dieux grands, je vis des offrandes parmi leurs kaou. […]
Paroles de la majesté d'Anubis : « Connais-tu le nom de cette porte, pour me le dire ?
Que dise l'Osiris, le scribe Ani justifié, en paix, triomphant, (qu'il dise) ceci : « Éloignement de Shou » est le nom de cette porte.
Paroles de la Majesté d'Anubis : « Connais-tu le nom du linteau et du seuil ? »
« Maître de Justice sur ses deux pieds » est le nom du linteau ; « Maître de Puissance commandant le bétail » [est le nom du seuil].
Passe donc, (car) tu connais, Osiris, le scribe comptable des divines offrandes à tous les dieux de Thèbes, Ani justifié, maître vénérable. »

— Extraits du chap. 125 du Livre des Morts (Papyrus d'Ani), traduction de Guy Rachet.

#### Juge du tribunal des morts

##### Premières attestations

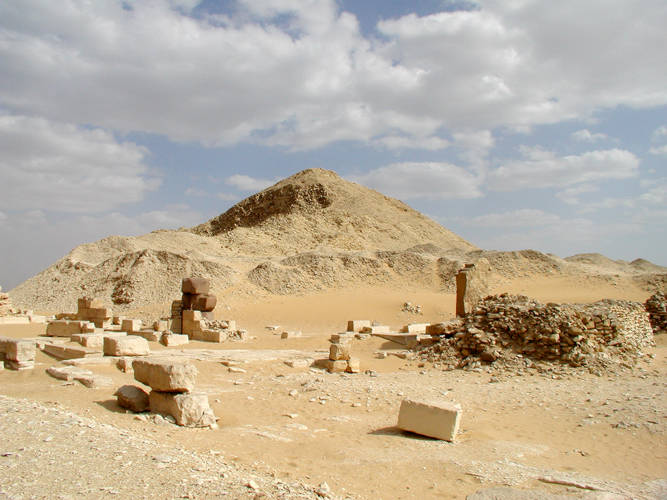
Vestiges de la Pyramide de Pépi II.

Durant toute l'histoire de l'Égypte pharaonique, Anubis est considéré comme un dieu impliqué dans le jugement des morts. La plus ancienne mention d'une association d'Anubis à un quelconque tribunal apparaît vers la fin de l'Ancien Empire, lorsque les dieux Thot et Anubis sont conjointement honorés du titre de ser djadjat c'est-à-dire de « magistrat du tribunal ». Cette mention se trouve gravée sur la paroi méridionale du vestibule de la Pyramide de Mérenrê Ier. Le même texte figure ensuite chez Pépi II, son successeur, dans le vestibule de sa pyramide. Ces deux modestes monuments, situés à Saqqarah et culminant respectivement à 52 et 79 mètres de haut à l'origine, sont aujourd'hui fortement ruinés et réduits à l'état de collines informes :

« (Si) la terre te parle, c'est qu'est ouverte pour toi la porte d'Aker (et) que sont ouverts pour toi les deux vantaux de la porte de Geb (afin) que tu puisses sortir à la voix quand [il te] glorifie tel Thot (et) tel Anubis le magistrat du tribunal. Puisses-tu juger quand tu t'appuies sur la Double Ennéade qui se trouve entre les deux sceptres-sekhem avec ce pouvoir-akh qui est tien dont les dieux ont commandé que ce soit pour toi ! »

— Extrait des Textes des pyramides (§ 1713a-1714b), traduction de Claude Carrier.

##### Pesée du cœur
À partir du Nouvel Empire, Anubis apparaît très clairement comme l'un des magistrats attachés au tribunal divin d'Osiris dans la « Salle des Deux-Maât ». Les illustrations des chapitres 30B et 125 du Livre des Morts dépeignent le dieu Anubis en train de contrôler une grande balance constituée d'un fléau auquel sont suspendus deux plateaux. Le cœur du défunt est placé sur l'un des plateaux et son poids est jaugé par rapport à une plume d'autruche placée sur l'autre plateau. Le poids du cœur est constitué par les multiples errements et fautes du défunt, ses mauvaises actions ne devant pas peser plus lourd que la plume, qui symbolise la déesse Maât, la déesse Vérité-Justice. Dans certains cas, le défunt demande expressément à Anubis de maintenir l'équilibre de la pesée : « Celui qui est dans la tombe dit : je te prie, ô peseur d'équité (Maât), fais que la balance reste stable ». D'après le chapitre 335 des Textes des sarcophages, la peur d'un verdict défavorable de la part d'Anubis est déjà connue durant le Moyen Empire, lorsque le défunt implore le dieu créateur Rê de le sauver du « dieu aux formes mystérieuses, dont les sourcils sont les deux bras de la balance, cette nuit où l'on examine le malfaiteur ». Ce texte funéraire est ensuite identifié comme étant le chapitre 17 du Livre des morts. Dans ce dernier corpus, une glose ajoute que cette mystérieuse divinité se dénomme Inâef « Celui qui produit son bras » — en fait un surnom d'Anubis lorsqu'il lève son bras pour arrêter les oscillations du fléau de la balance. Il est à remarquer que, dès le paragraphe 896a des Textes des pyramides, Anubis est qualifié de dieu aux formes mystérieuses.

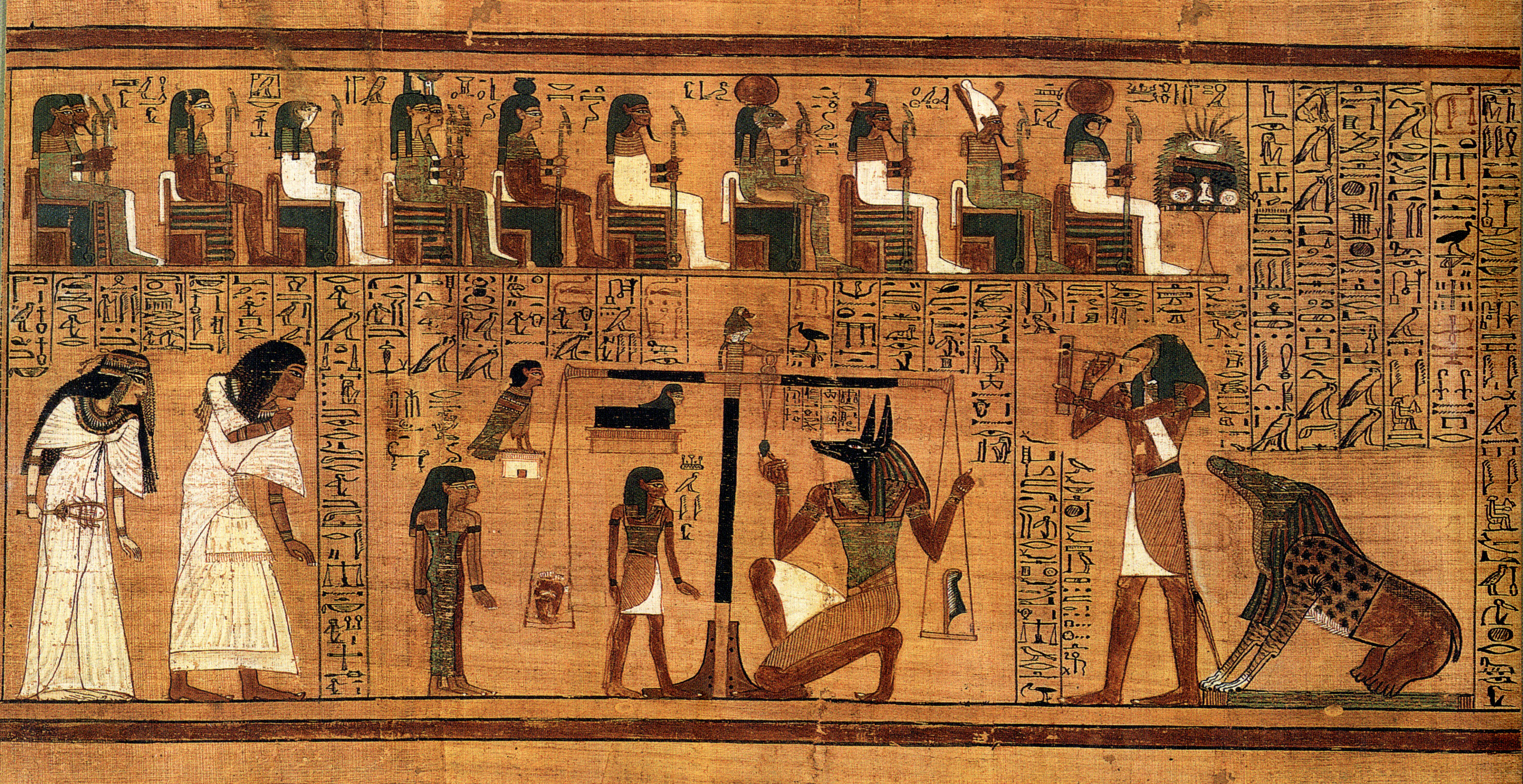
Pesée du cœur d'Ani dans le tribunal des dieux.

Un conte de l'époque ptolémaïque, la trilogie des Tribulations de Setni-Khaemouas met en scène le prince Khâemouaset, quatrième fils de Ramsès II et grand-prêtre de Ptah à Memphis, que sa réputation de sagesse a transformé en personnage légendaire et en magicien de talent. Lors de sa deuxième aventure, le prince descend dans les Enfers guidé par son jeune fils, le prodigieux Sa-Ousir. Après avoir traversé six salles de tortures, les deux voyageurs arrivent dans le tribunal d'Osiris :

« […] Setni put contempler la forme cachée d'Osiris, le grand dieu, siégeant sur un trône d'or fin, couronné de l'atef ; Anubis, le grand dieu, était à sa gauche, le grand dieu Thoth à sa droite, et les divinités constituant le tribunal du monde des morts se tenaient (de part et d'autre) à gauche et à droite. La balance était placée au centre (de la salle), devant eux, et ils pesaient les méfaits face aux bonnes actions ; Thoth, le dieu grand en tenait le registre, tandis qu'Anubis informait son collège. L'homme dont les méfaits étaient trouvés plus nombreux que les bonnes actions était livré à la « Dévoreuse », qui dépendait du maître de l'au-delà ; son ba était à jamais arraché de son corps, et il ne lui était plus permis de respirer encore. Mais celui pour lequel les bonnes actions étaient jugées plus nombreuses que les méfaits, celui-là était admis au nombre des divinités qui constituent le tribunal du maître de l'au-delà, cependant que son ba montait jusqu'au ciel avec les esprits illustres. […] »

— Extrait de la deuxième histoire des Tribulations de Setni-Khaemouas et de son fils Sa-Ousir, traduction de Claire Lalouette.

## Hors d'Égypte
L'influence d'Anubis ne s'est pas arrêtée aux limites du territoire égyptien. Il fut, un temps, avancé que les origines d'Anubis étaient à chercher auprès des populations préhistoriques du Sahara, mais cette affirmation reste encore problématique. Dès l'Antiquité son culte s'est exporté en Nubie et dans le monde gréco-romain. On le retrouve étonnamment chez un auteur comme Platon au travers de l'exclamation « Par le chien ! » fréquemment employée par Socrate notamment dans le dialogue du Gorgias (482 b). Auprès des Anciens Grecs, Anubis a fusionné avec Hermès, autre importante divinité funéraire devenant ainsi Hermanubis. À l'aube du Christianisme, la symbolique d'Anubis se porte sur la figure de Saint Christophe qui reste jusqu'à nos jours très vénéré par les croyants. Depuis le déchiffrement des hiéroglyphes, la culture contemporaine, imprégnée d'égyptomanie, accorde une place non négligeable à l'antique dieu Anubis.

### Afrique

#### Cynocéphales du Sahara

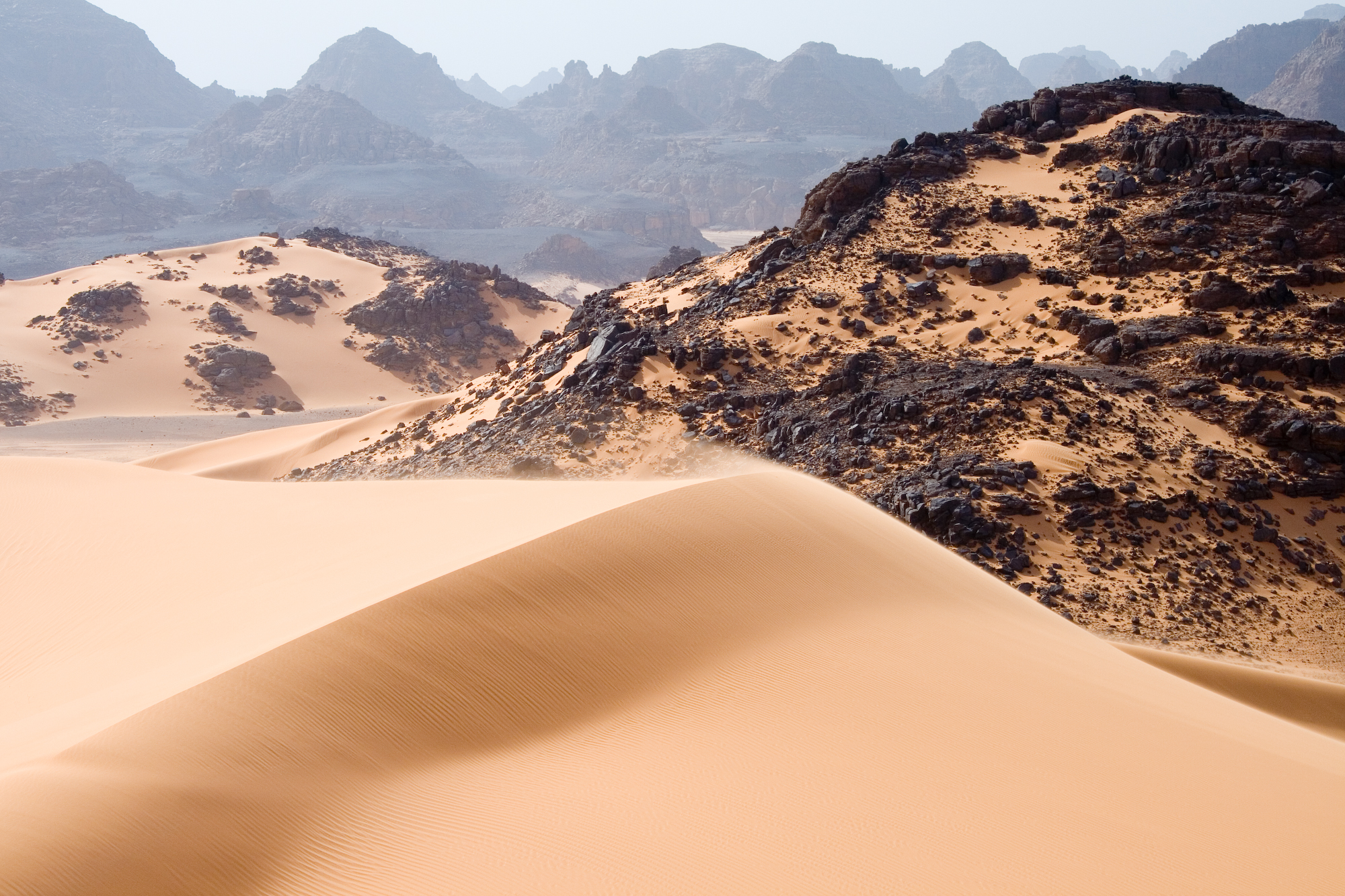
Paysage du sud-ouest libyen.

La forme hybride du dieu Anubis, avec corps d'homme et tête de canidé, a été rapprochée d'une série de gravures préhistoriques représentant des hommes cynocéphales. Ces œuvres se répartissent dans tout le Sahara central, mais se concentrent principalement sur les parois rocheuses des plateaux montagneux du Messak et du Tadrart Acacus, dans le sud-ouest libyen. La datation de ces images est une entreprise difficile, mais il est admis que la plupart de ces œuvres remontent au Néolithique. À cette époque, cette zone ne s'était pas encore désertifiée mais ressemblait encore à l'actuelle savane africaine. Des figurations de lions, de rhinocéros, d'éléphants, d'hippopotames côtoient des scènes pastorales où des femmes gardent moutons et bovidés. Ailleurs, des scènes de chasse exposent des hommes portant des masques animaliers. On rencontre aussi des géants mythiques à tête de lycaon et armés de haches. La force surhumaine de ces créatures est indiquée par leurs activités cynégétiques. Tel Cynocéphale porte un aurochs adulte sur ses épaules, tel autre traîne le cadavre d'un rhinocéros, tel autre empoigne d'une seule main un oryx. Une série de gravures met en scène des cynocéphales ithyphalliques. Certains désirent s'accoupler à des éléphants adultes en fuite, d'autres avec des femmes cuisses écartées. En 1966, se basant sur des représentations de danseurs à masque de chacal du Fezzan libyen, Jacques Bernolles propose de situer les origines du dieu Anubis dans cette région car, pour lui, « le sens de migration du concept Anubis-Chacal n'est point Égypte-Sahara mais bien Sahara-Égypte ». En 1998, Jean-Loïc Le Quellec, après avoir passé en revue les multiples similitudes existant entre les données sahariennes et égyptiennes, estime que les rapprochements ne sont guère convaincants. Sa principale objection tient au fait que le chacal Anubis n'a jamais été représenté en train de dompter ou de massacrer d'énormes bêtes sauvages. Avant lui, en 1991, Alfred Muzzolini estime que les similitudes entre les Cynocéphales sahariens et l'Anubis égyptien tiennent plutôt d'un fond archaïque africain commun, et que l'influence culturelle des populations sahariennes sur l'Égypte prédynastique puis pharaonique est assez improbable.

#### Cultes funéraires nubiens

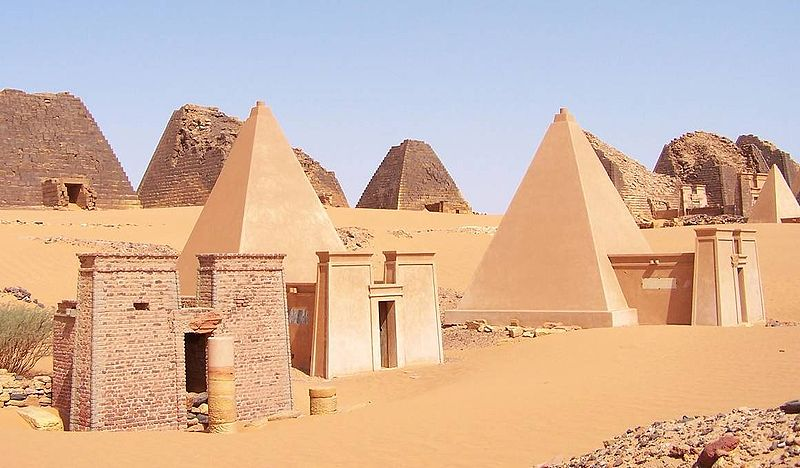
Pyramides nubiennes à Méroé.

La Nubie, située entre la première cataracte du Nil (ancien barrage d'Assouan) et le point de confluence du Nil Blanc avec le Nil Bleu (région de Khartoum), est durant l'Antiquité une contrée à la charnière de l'Égypte et des peuples de l'Afrique tropicale. Après avoir été tantôt soumise aux pharaons et tantôt indépendante, la Nubie voit évoluer sur son sol, durant le Ier millénaire, une nation indépendante connue sous le nom de royaume de Koush. Entre -660 et -350, sous l'autorité successive des rois de Napata et de Méroé, les traits culturels propres aux Nubiens continuent de se teinter d'une forte influence égyptienne. En matière funéraire, le culte royal et princier s'exerce au sein de modestes pyramides, la plus haute ne culminant qu'à trente mètres de haut. Cette architecture s'inspire des édifices funéraires que les colonisateurs égyptiens du Nouvel Empire (gouverneurs, prêtres) se firent édifier en Basse-Nubie. Plus de 200 pyramides nubiennes ont été recensées, chacune étant précédée, sur sa façade orientale, d'une chapelle mémorielle constituée d'un pylône d'entrée et d'un sanctuaire à salle unique. La théologie funéraire qui s'y exerce repose sur le mythe osirien, le roi défunt devenant, comme en Égypte, un nouvel Osiris, tandis que l'héritier du trône endosse le rôle d'Horus. Malgré le fait que la momification des corps soit peu prouvée, Anubis n'est pas exclu de la pensée funéraire nubienne et tient manifestement une grande place dans les rites de libations. On peut ainsi observer sur la table d'offrande de Qenabelile, conservée au British Museum de Londres, le dieu Anubis se tenant en face de Nephtys, tous deux en train d'offrir l'eau revivifiante au défunt. Une variante de cette scène se trouve sur la table de Tedeqene (Musée des Beaux-Arts de Boston), sur la table du roi Takideamani (Neues Museum de Berlin), sur la table du prince Amanikhe-dolo (Musée national du Soudan de Khartoum) et sur une table anonyme conservée au Musée du Louvre à Paris. Originellement, chaque table d'offrandes était installée sur un promontoire en brique dans la chapelle funéraire et permettait aux vivants d'interagir avec le ou les ancêtres enterrés sous la pyramide. L'offrande liquide était versée, soit directement sur la table, soit sur des nourritures déposées auprès ou sur la table. En suintant à travers le sol, l'eau cérémonielle rejoignait les défunts, les abreuvait et les régénérait dans leur au-delà.

#### Mythes des ethnies du Nil Blanc
Le thème mythologique du chien gardien du monde des morts et guide des âmes est répandu à travers le monde : Cerbère et Orthos chez les anciens Grecs, Garm chez les Germains, Xolotl chez les Aztèques. Une multitude de récits similaires ont été récoltés par les ethnologues auprès des populations contemporaines de l'Afrique subsaharienne dont les Sérères, les Azandés et les Bantous. Le mythe du Renard pâle des Dogons du Mali est largement connu du public européen, grâce aux travaux des Français Marcel Griaule et Germaine Dieterlen[réf. nécessaire].

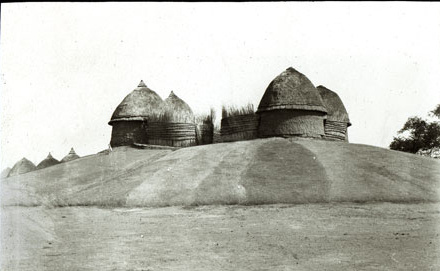
Résidence du roi Shilluk à Fachoda en 1910.

Comme d'autres ethnies africaines, les Shilluk et les Anyuak, installés dans l'actuel Soudan du Sud le long du Nil Blanc et des rivières Sobat, Pibor et Baro, pensent que les âmes des défunts parcourent la savane sous l'apparence de chiens ou d'humains à demi-canins. La mythologie des Shilluk accorde une très large place à leurs deux héros culturels, les rois Nyikang et Dak. Un des épisodes de leur geste les met aux prises avec de mystérieux esprits ayant épousé des femmes transformées en chiennes de chasse. Ces êtres sont capables d'apparaître et de disparaître dans les prairies herbeuses incendiées par la foudre des orages de la saison chaude. D'autres histoires décrivent l'au-delà comme étant le Pays des Chiens. Dans cette contrée, les esprits-jwok qui peuvent se transformer en canidés sont les possesseurs d'opulents troupeaux de bovidés et vivent en concubinage avec de jeunes et nobles belles femmes. Le linguiste allemand Diedrich Westermann a collecté, en 1910, un grand nombre de mythes Shilluk qu'il a ensuite publiés en 1912 en anglais. Plusieurs de ces récits présentent des analogies structurelles ou événementielles avec le Conte des deux frères, qui met en scène le chien Anubis et le taureau Bata. Dans The Girl and the Dog, « La Fille et le Chien », une princesse devient l'épouse d'un esprit transformé en chien, mais réussit à lui échapper grâce à l'aide de sept chasseurs. Dans The Country of the Dogs, « Le Pays des Chiens », des chasseurs s'égarent dans un au-delà peuplé de chiens possesseurs de femmes et de troupeaux. Dans An Adventure in the Forest, « Une Aventure dans la Forêt », le domaine d'un chien, d'une vieille femme et de leurs chiots se trouve dans le ciel, mais est relié à la terre grâce à un arbre gigantesque et épineux.
Selon un mythe anyuak, autre récit présentant des ressemblances avec le Conte des deux frères, l'origine des actuels troupeaux de l'ethnie Nuer remonte à une razzia effectuée, lors des temps primordiaux dans le Pays des Chiens, par un groupe de guerriers avides de s'approprier le bétail et les femmes des esprits canins. Les Anyuak ont par ailleurs développé un cycle mythologique autour de Medho, le premier chien et serviteur du dieu créateur Jwok. Après avoir créé tous les animaux, Jwok modèle le premier couple humain. Déçu par cette œuvre, qu'il juge laide et rabougrie, Jwok ordonne à son chien de jeter les deux humains hors de son village et de les tuer. Le chien les emmène dans la savane mais décide de les protéger, de les nourrir et de les élever dans le creux d'un arbre. Quand le premier homme atteint l'âge adulte, le chien gruge Jwok et s'empare des lances qu'il destinait au taureau. Désappointé, Jwok doit se contenter d'offrir au bovidé des cornes fabriquées à partir de rames. Un jour, pour se venger, Jwok décide d'enlever la vie à l'humanité et jette un énorme rocher (symbole de la vie) dans une rivière (symbole de la mort). Le chien parvient cependant à grappiller quelques années de vie en arrachant avec ses dents un morceau du rocher qu'il confie à l'humanité.

### Monde gréco-romain

#### Cultes isiaques

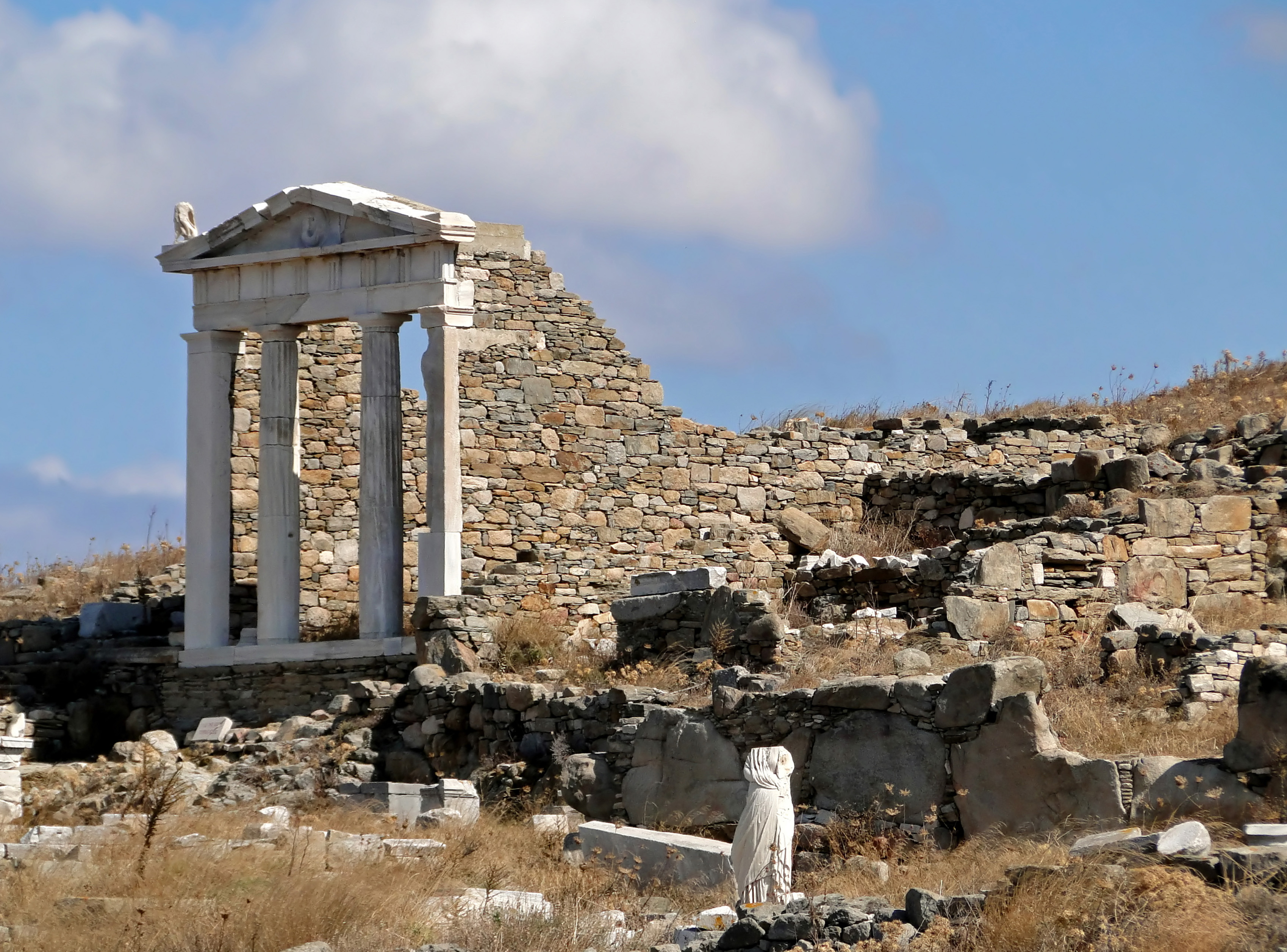
Ruines du temple d'Isis à Délos.

Durant l'antiquité gréco-romaine, certains dieux égyptiens s'exportent à travers les pays bordant la mer Méditerranée (Grèce, Empire romain) et atteignent ensuite les bords du Rhin et le nord de l'Angleterre. Sous les Lagides, une dynastie de pharaons originaires du royaume de Macédoine, le culte d'Isis prend un essor remarquable en dehors de l'Égypte. Cette religiosité nouvelle s'exerce au sein de petits groupes d'adorateurs et se présente partout comme un fait religieux minoritaire. Ces cultes, dits « alexandrins » ou « isiaques », s'attachent surtout à la déesse Isis. Cette dernière est toutefois accompagnée de son parèdre Sarapis (une forme hellénisée d'Osiris) et de ses deux fils Horus (Horapollon) et Anubis (Hermanubis). Même si la momification perdure en Égypte jusqu'à la conquête arabe du VIIe siècle, les communautés isiaques hors d'Égypte ne suivent pas cette pratique. Dépourvu de cette fonction de conservation, Anubis joue essentiellement le rôle de guide des âmes (psychopompe). Sa place, très secondaire après Isis, fait qu'il n'a pas bénéficié d'un grand sanctuaire indépendant. L'archéologie a toutefois prouvé la présence de chapelles en son honneur, installées dans les temples d'Isis, sur l'île de Délos par exemple. La place d'Anubis dans le cœur des dévots se remarque surtout par les nombreuses inscriptions que ceux-ci ont laissées derrière eux, près des lieux de culte isiaques, et maintenant révélées par l'archéologie. L'une des plus fameuses a été retrouvée sur un fragment de marbre à Cius en Bithynie, une région située au nord de l'actuelle Turquie. Le texte de cette dédicace à Anubis, gravée au Ier siècle, se présente à la manière d'un hymne à Isis, les dieux isiaques étant rarement pris séparément, mais considérés comme un tout complémentaire[réf. nécessaire] :

« À la Bonne Fortune
Roi de tous les habitants du ciel, salut, impérissable Anubis ; ton père à la couronne d'or, le très auguste Osiris, qui est lui-même Zeus, fils de Cronos, lui-même le grand et puissant Ammon, souverain des immortels, t'honore par-dessus tous, lui Sérapis. Ta mère est la grande bienheureuse, Isis aux multiples noms, qu'engendra Ouranos, fils de la Nuit, auprès des flots étincelants de la mer et qu'Érébos nourrit pour être la lumière de tous les mortels, elle la plus vénérable des Bienheureux, qui dans l'Olympe détient le sceptre de la terre entière et de la mer, reine divine à qui rien n'échappe ; de tous les biens elle est l'auteur pour les mortels »

— Dédicace grecque à Anubis. Traduction de Jean-Claude Grenier.

#### Hermanubis
Dans le cadre des croyances isiaques et de la réinterprétation hellénistique du fait divin égyptien, Anubis a été rapproché d'Hermès, un dieu grec dont le rôle principal est de conduire les défunts aux Enfers. La fusion de ces deux divinités engendra le théonyme « Hermanubis ». Ce nouveau terme est cependant plus à prendre comme une nouvelle appellation d'Anubis que comme une réelle divinité syncrétique indépendante. Le nouveau vocable repose sur l'addition primitive des noms « Hermès » et « Anubis ». La préséance d'Hermès sur Anubis n'est pas à chercher dans une quelconque domination religieuse d'une divinité grecque sur une divinité égyptienne, mais dans une simple facilité phonétique, l'expression « Anubis-Hermès » ayant été elle aussi utilisée par les dévots (inscriptions du Sarapieion de Délos). Sur le plan iconographique, Hermanubis emprunte les symboles visuels des deux divinités : la tête de chien à Anubis, le caducée, la palme et les ailerons talaires à Hermès. Il est cependant à noter que les adeptes des cultes isiaques n'utilisèrent que très peu le vocable « Hermanubis », sa présence dans les textes antiques est rare et seuls quelques exemples sont parvenus jusqu'à nous.

Statuaire gréco-romaine
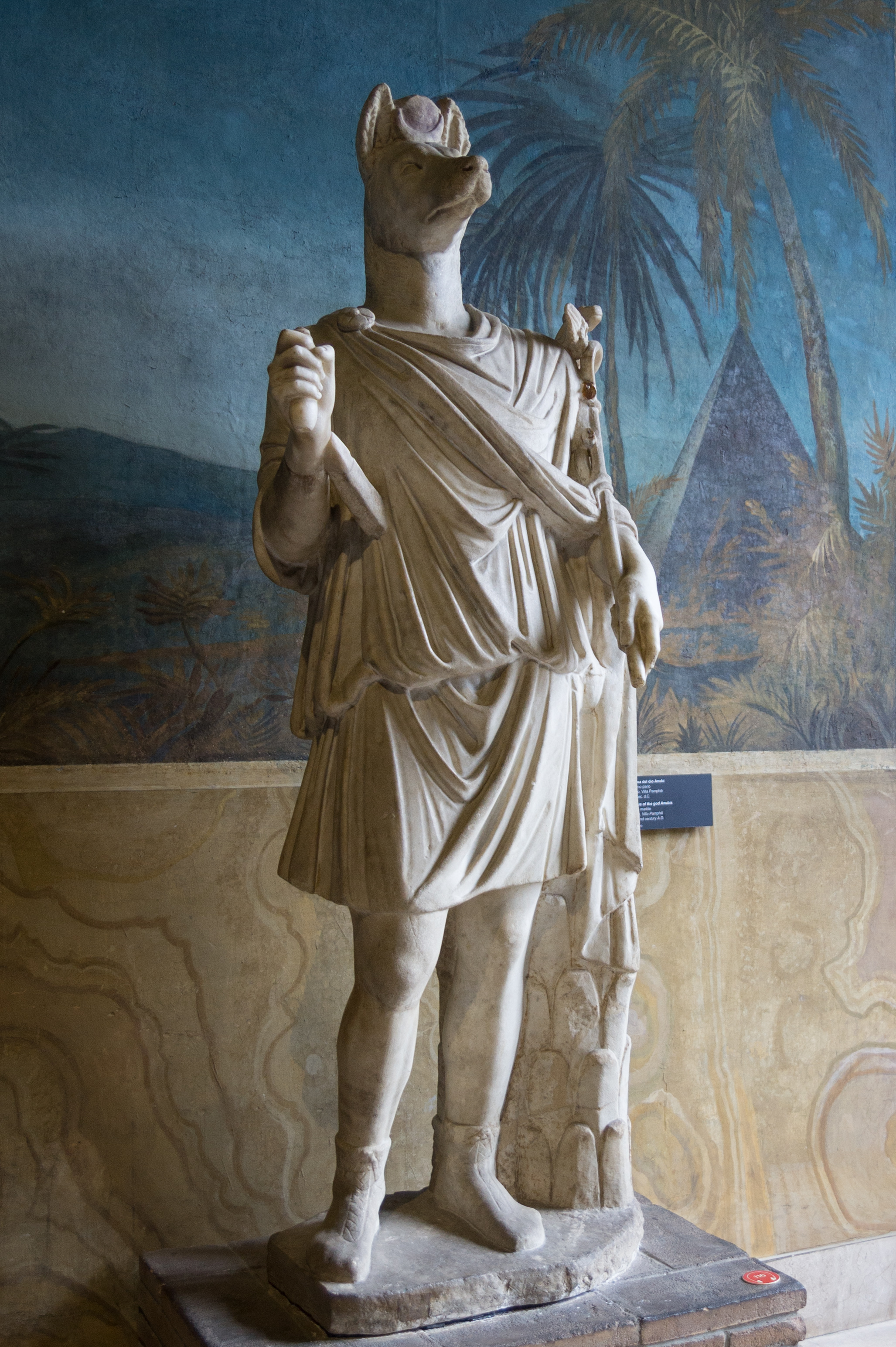
Statue du dieu Hermanubis.
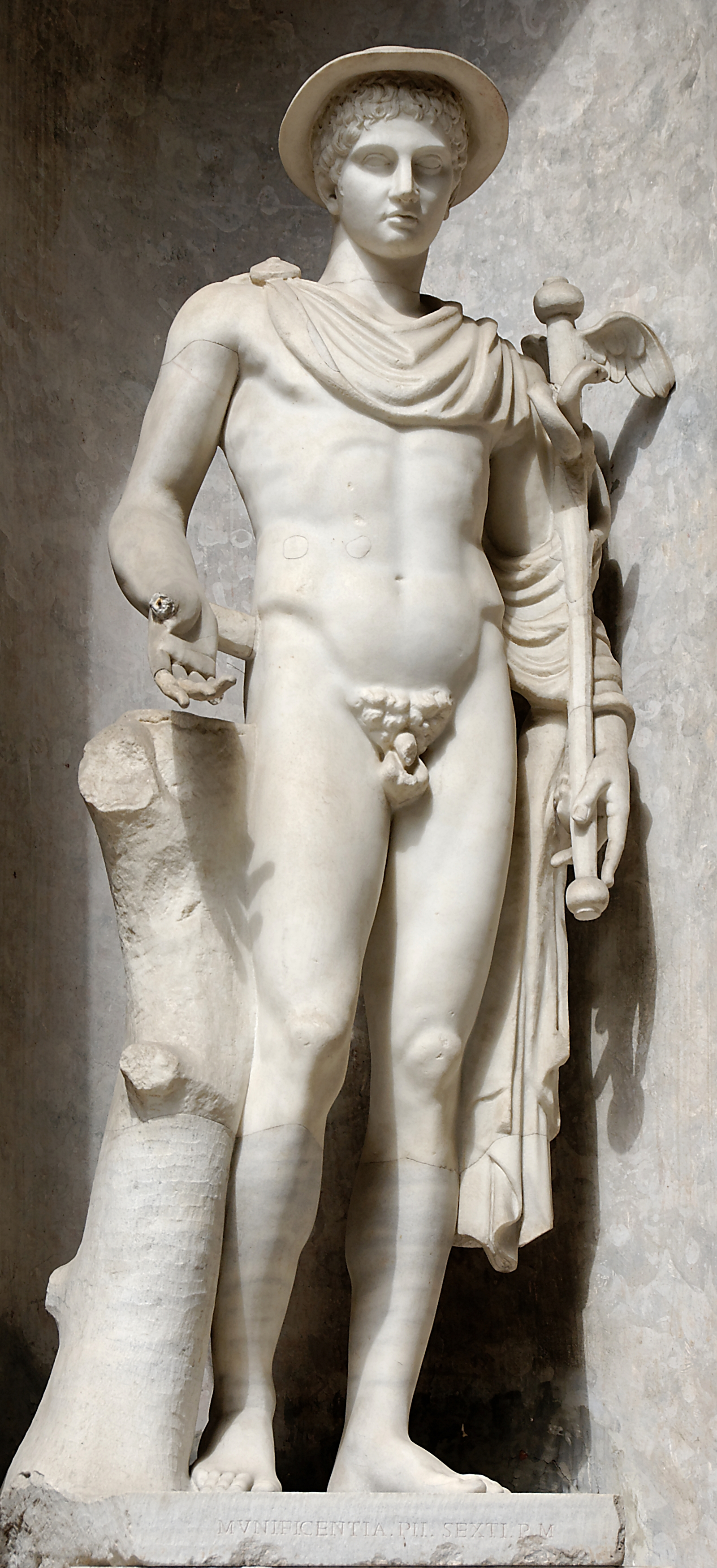
Statue du dieu Hermès.

#### Anubophores

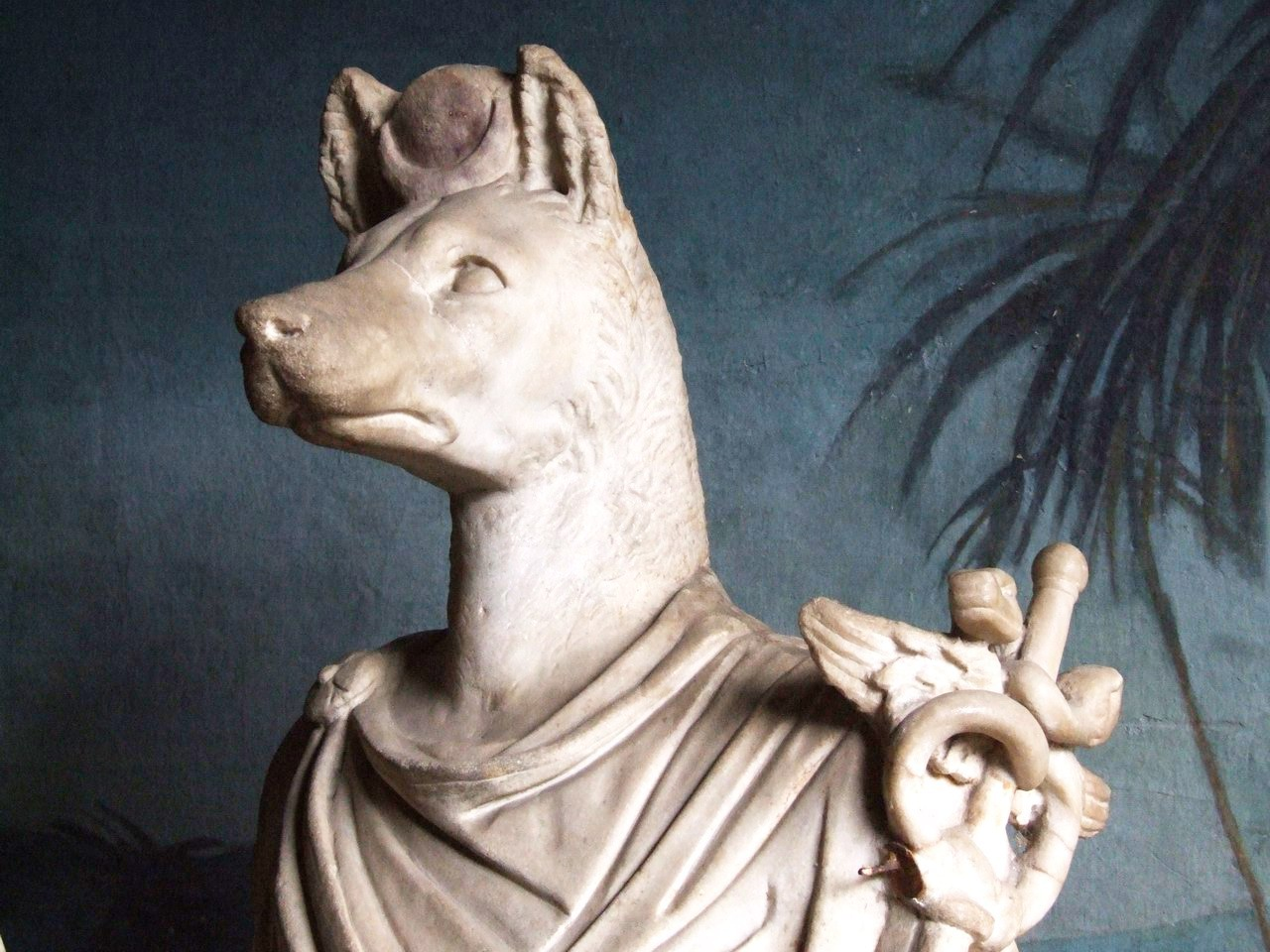
Tête d'Hermanubis.

Dans le cadre des cultes isiaques, il s'est aussi constitué des confréries spécialement attachées au dieu Anubis, les « sunanubiastes » en Lydie à Smyrne (début du IIIe siècle av. J.-C.), les « sêkobates du dieu Hermanubis » en Macédoine à Thessalonique (époque de la Rome impériale), les « Anubiaques » en Gaule narbonnaise à Nîmes (IIIe siècle) et en Italie à Ostie (autour l'an 250). En Égypte, certains prêtres portaient un masque d'Anubis afin de mieux s'identifier à lui, lors de funérailles ou de fêtes sacrées (à Dendérah par exemple). Cette pratique s'est transmise aux cultes isiaques, et une inscription de la première moitié du IIIe siècle, trouvée sur une stèle funéraire à Vienne (Isère), emploie le terme d' « Anuboforus » (Anubophore), c'est-à-dire porteur d'Anubis[réf. nécessaire] :

« Aux dieux mânes et à la mémoire éternelle de Lepidus Rufus, Anubofore, qui vécut quarante ans, huit mois et trois jours (...) - CIL XII, 1919 »

— Stèle funéraire (désormais détruite), traduction Jean-Claude Grenier.
Le port du masque d'Anubis par un dévot est aussi attesté par l'iconographie : mosaïque des Saisons à Thysdrus (El Jem en Tunisie), médaillon d'applique en terre cuite découvert à Orange (Vaucluse) et conservé au Metropolitan Museum of Art, statuette d'Anubophore de la collection Schlumberger du Musée archéologique de Strasbourg. Dans la littérature, Apulée a laissé une description pittoresque d'une fête isiaque qui s'est déroulée un 5 mars, jour du navigium Isidis, à Cenchrées près de la ville de Corinthe :

« Bientôt parurent les dieux, daignant, pour avancer, se servir de pieds humains. D'abord le dieu à l'aspect terrifiant qui sert de messager entre le monde d'en haut et le monde infernal, mi-parti noir et doré de visage, la tête haute et dressant fièrement son encolure de chien : Anubis, qui de la main gauche tenait un caducée, de la droite agitait une palme verdoyante. »

— Apulée (124-170), Métamorphoses, XI, 2, trad. Jean-Claude Grenier

#### L'Aboyeur

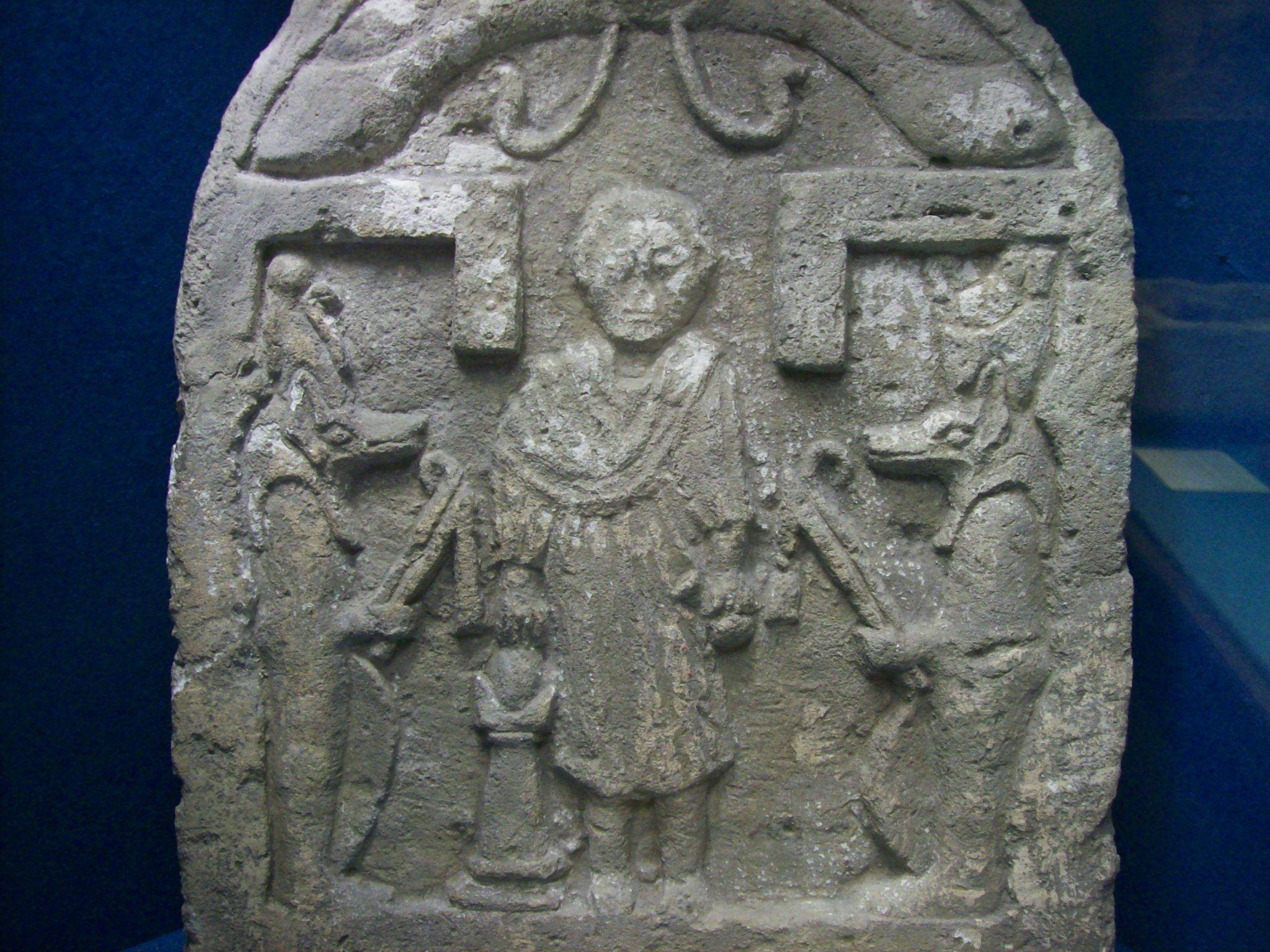
Stèle funéraire gréco-romaine.

Dans les cultes isiaques, Anubis est la seule divinité à mêler les formes humaine et animale. Cette combinaison, habituelle en Égypte antique, fut peu appréciée par nombre d'auteurs classiques, qui firent du dieu à tête de chien l'archétype d'un culte zoolâtre barbare et dégoutant. Les élites grecques se firent plutôt modérées, sans doute pour ne pas froisser leurs alliés lagides. L'opposition aux dieux venus d'Égypte se fit surtout sentir à Rome, à partir de la guerre entre Auguste et Cléopâtre VII (bataille navale d'Actium). Les détracteurs du culte égyptien portèrent majoritairement leurs piques et quolibets contre Anubis, en tant que symbole d'un culte importé et ridicule. Sous la dynastie des Julio-Claudiens, plusieurs poètes latins - dont Virgile - imposèrent le cliché littéraire de l'Anubis aboyeur (latrator Anubis), un dieu misérable osant s'attaquer aux nobles dieux romains[réf. nécessaire] :

« La Reine, au milieu de sa flotte, appelle ses soldats au son du sistre égyptien et ne voit pas encore derrière elle les deux vipères. Les divinités monstrueuses du Nil et l'aboyeur Anubis combattent contre Neptune, Vénus, Minerve »

— Virgile (70-19 av. J.-C.), Énéide VIII, versets 696-700.
Cette attaque perdura au cours des siècles, malgré l'attitude favorable de quelques empereurs envers le culte égyptien. Les premiers auteurs chrétiens, remplis d'un zèle évangélique, reprirent à leur compte les attaques contre la zoolâtrie égyptienne, qu'ils voyaient comme une aberration[réf. nécessaire] :

« Quelle nation a l'esprit assez sot, la langue assez barbare, ou quelle superstition est assez stupide pour placer sur le trône céleste un Anubis aboyeur à tête de chien ? »

— Prudence, Apotheosis, versets 194-196.

### Postérité

#### Saint Christophe cynocéphale

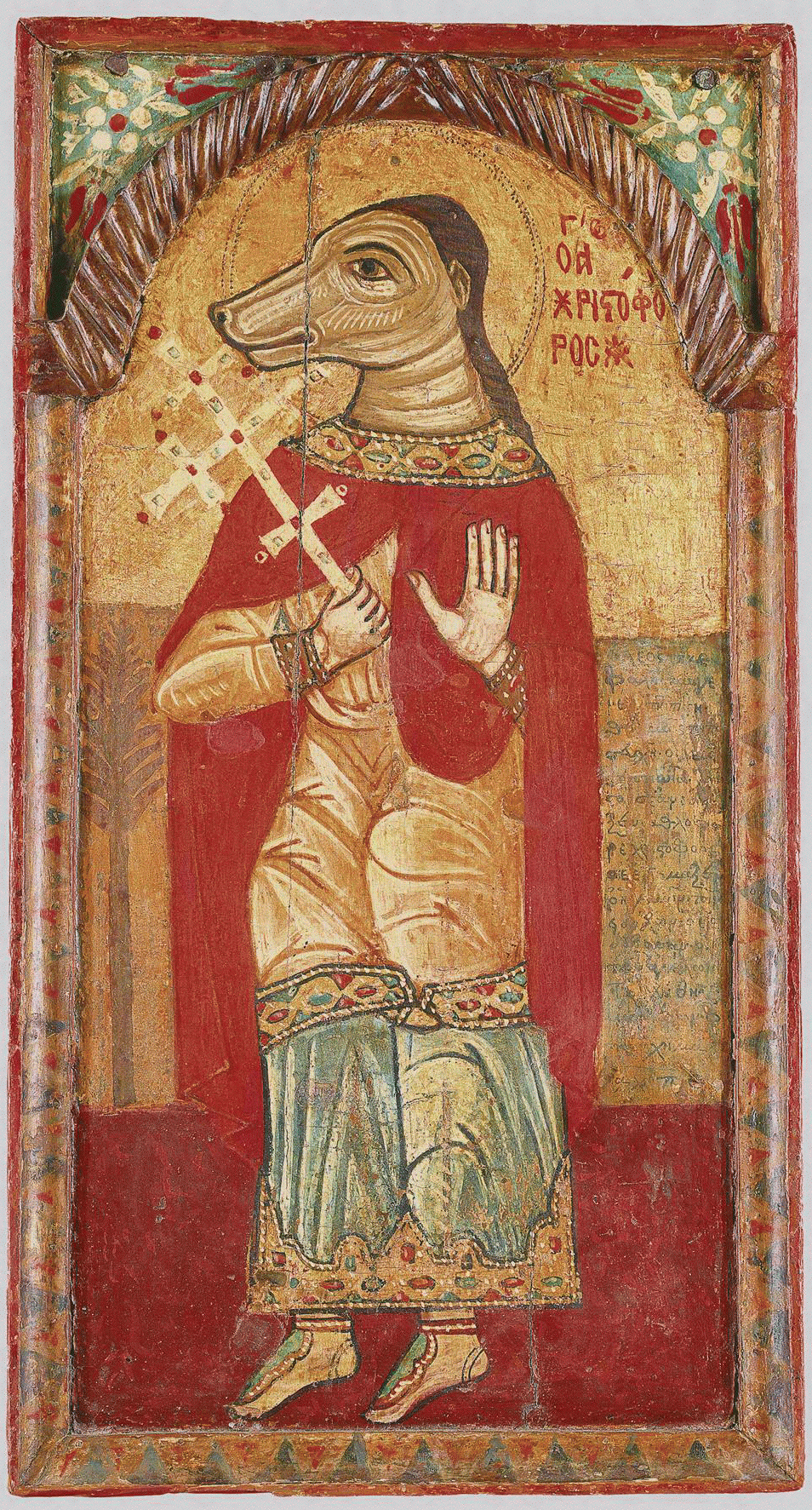
Saint Christophe à tête de chien (icone du XVIIe siècle au Musée byzantin et chrétien d'Athènes).

Durant les premiers siècles du christianisme, le peuple égyptien se remarque par son opposition à la nouvelle croyance. Si, à partir des années 400-450, les chrétiens commencent à devenir majoritaires, une part non négligeable de la population continue toutefois à manifester son attachement aux anciennes divinités. Malgré la disparition de l'essentiel de la religion païenne avec la fermeture des temples et la dissolution des clergés entre les IVe et VIe siècles, la résistance à l'évangélisation fait que quelques éléments des anciennes croyances continuent à subsister grâce à la piété populaire. La représentation et le mythe d'Anubis se reportent sur la figure de Christophe de Lycie. Ce saint homme, interrogé par la critique moderne qui cherche à établir le degré d’historicité du personnage, est essentiellement représenté dans la sphère catholique tel un bon géant qui fit un jour traverser une rivière à l'Enfant Jésus en le portant assis sur ses épaules. Cet acte de bonté est à l'origine de son nom « Christophoros » (Porteur du Christ) et en a fait le saint patron des voyageurs et des bonnes routes[réf. nécessaire] :

« Il fut (...) converti par un ermite, qui lui dit : « Puisque tu désires servir le Christ, comme tu es extraordinairement fort et robuste, fixe-toi sur la rive de cette rivière rapide et dangereuse, et tu passeras les gens à travers le gué, sur tes épaules. » Christophe accepta, et exerça cet office de charité chrétienne. Un jour qu'il portait ainsi un enfant, il se sentit écrasé par le poids, et avait peine à se tenir debout, malgré le solide bâton sur lequel il s'appuyait. Quand il eut atteint l'autre rive, il déposa son fardeau. « Enfant, dit-il, je croyais, en te portant, sentir peser sur moi le monde — Tu portais en effet le Créateur du monde, » répondit l'enfant. Et il disparut. »

— Paul Guérin, Vie des Saints, 30 juillet : Saint Christophe.
Toutefois, dans la sphère des Chrétiens orientaux, où Saint Christophe est aussi très populaire, il hérite de la tête de chien, un rappel de l'antique dieu Anubis qui ouvrait les routes aux défunts méritants et qui les protégeait jusqu'à leur arrivée aux champs de la Campagne des Joncs, imaginée comme une contrée verdoyante entourée de nombreux cours d'eau (Chap. 110 du Livre des morts). D'après le folkloriste Pierre Saintyves, l'origine du saint cynocéphale serait à chercher auprès des premiers Coptes de Moyenne-Égypte, la ville de Lycopolis, consacrée au chacal Oupouaout, étant devenue un important centre spirituel chrétien avec la fondation d'un monastère. D'après lui, l'iconographie du géant portant l'enfant-Jésus dérive de la statuaire gréco-romaine montrant Hermès portant Dionysos enfant et Héraclès portant le jeune Éros.
L'image d'un jeune être régénéré, porté à travers les eaux par une puissante divinité, n'est cependant pas étrangère à l'iconographie funéraire des Anciens Égyptiens. Durant le Nouvel Empire, la déesse Menkeret apparaît en tant que statuette dans la tombe de Toutânkhamon et en tant que représentation peinte dans la tombe de Séthi Ier. Dans ces deux exemples, Menkeret est figurée en train de marcher et de transporter sur sa tête le roi assis, momifié dans un linceul et ceint de la couronne rouge de la Basse-Égypte, le rôle de Menkeret étant de faciliter le passage du roi à travers les marécages de l'au-delà. Cette mission n'est pas étrangère au mythe d'Anubis, le dieu canin ayant capturé puis condamné Seth à porter la momie d'Osiris sur son dos, la lourde charge ayant fait vaciller le captif à plusieurs reprises.

Dieux porteurs
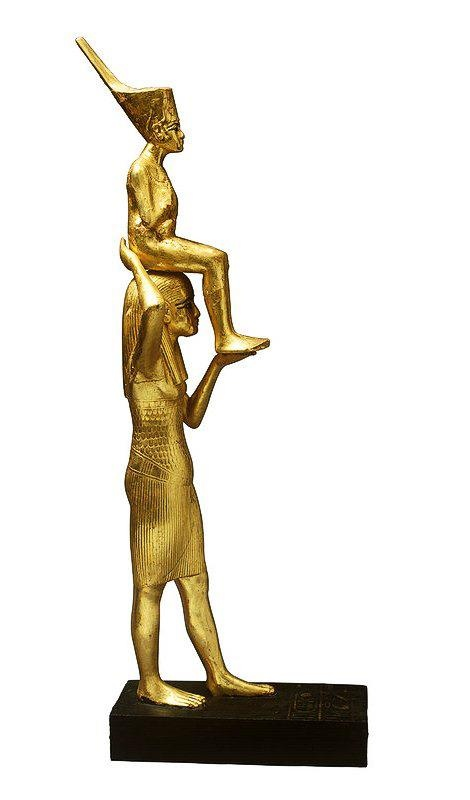
Menkeret portant Toutânkhamon.
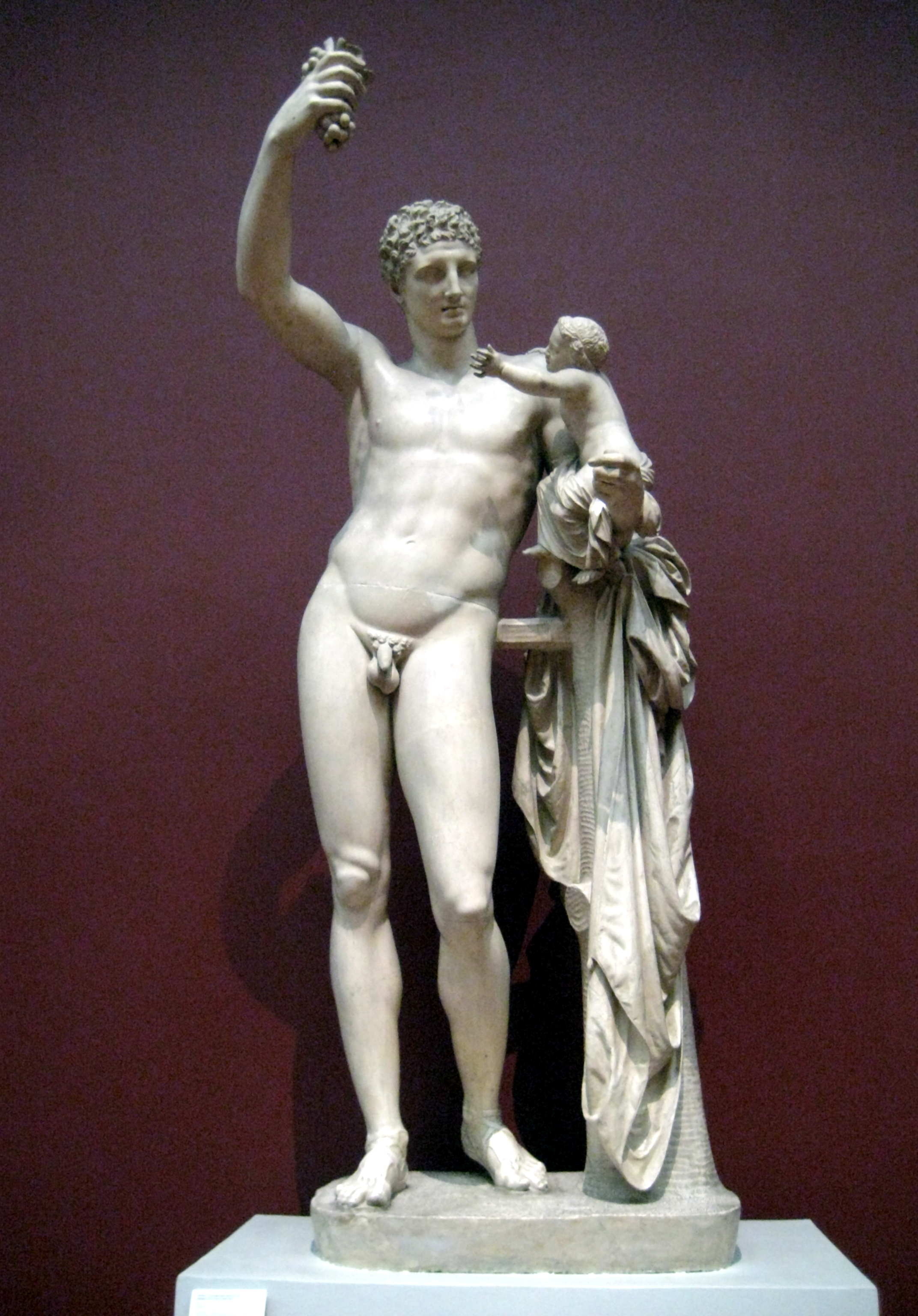
Hermès portant Dionysos.
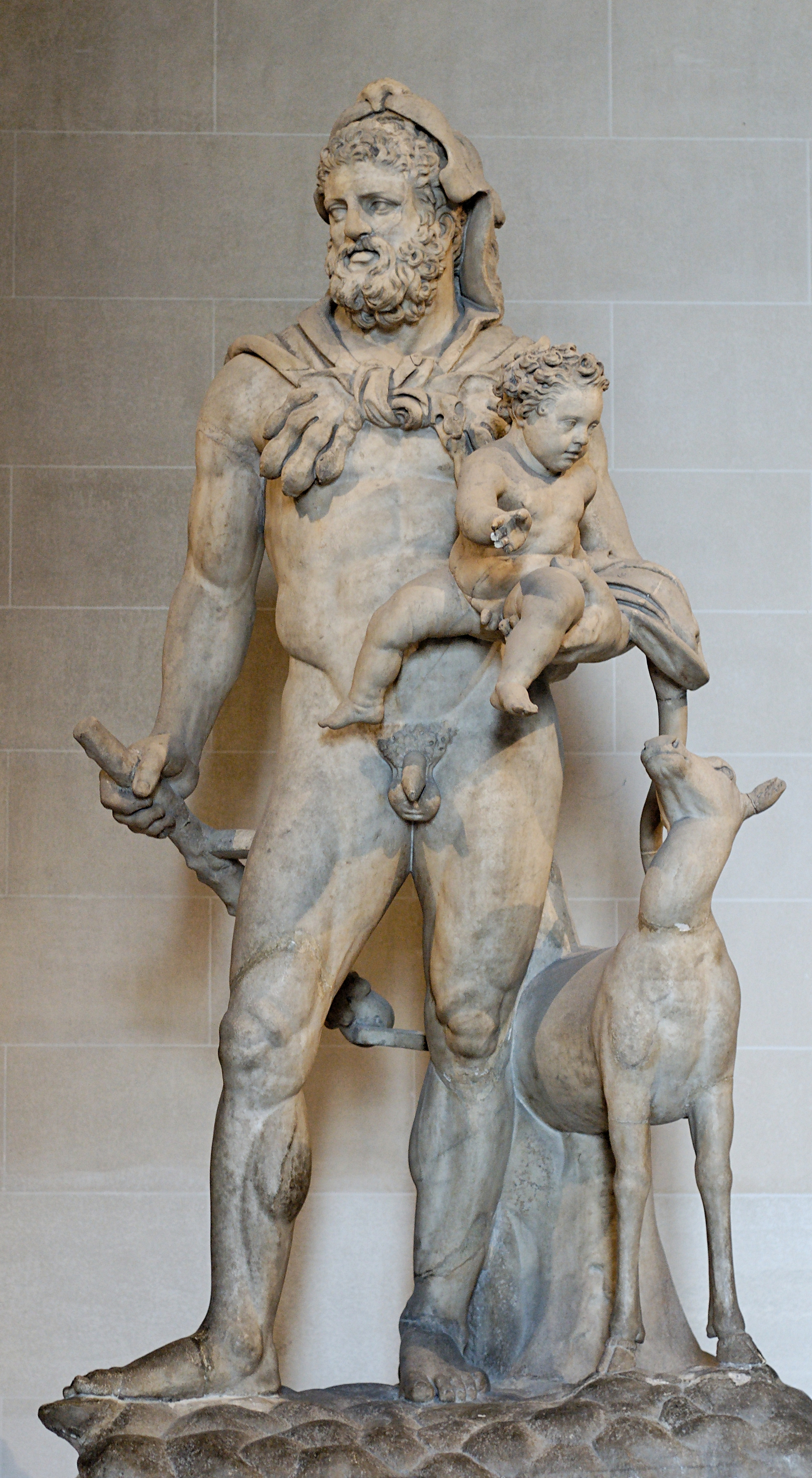
Hercule portant Télèphe.
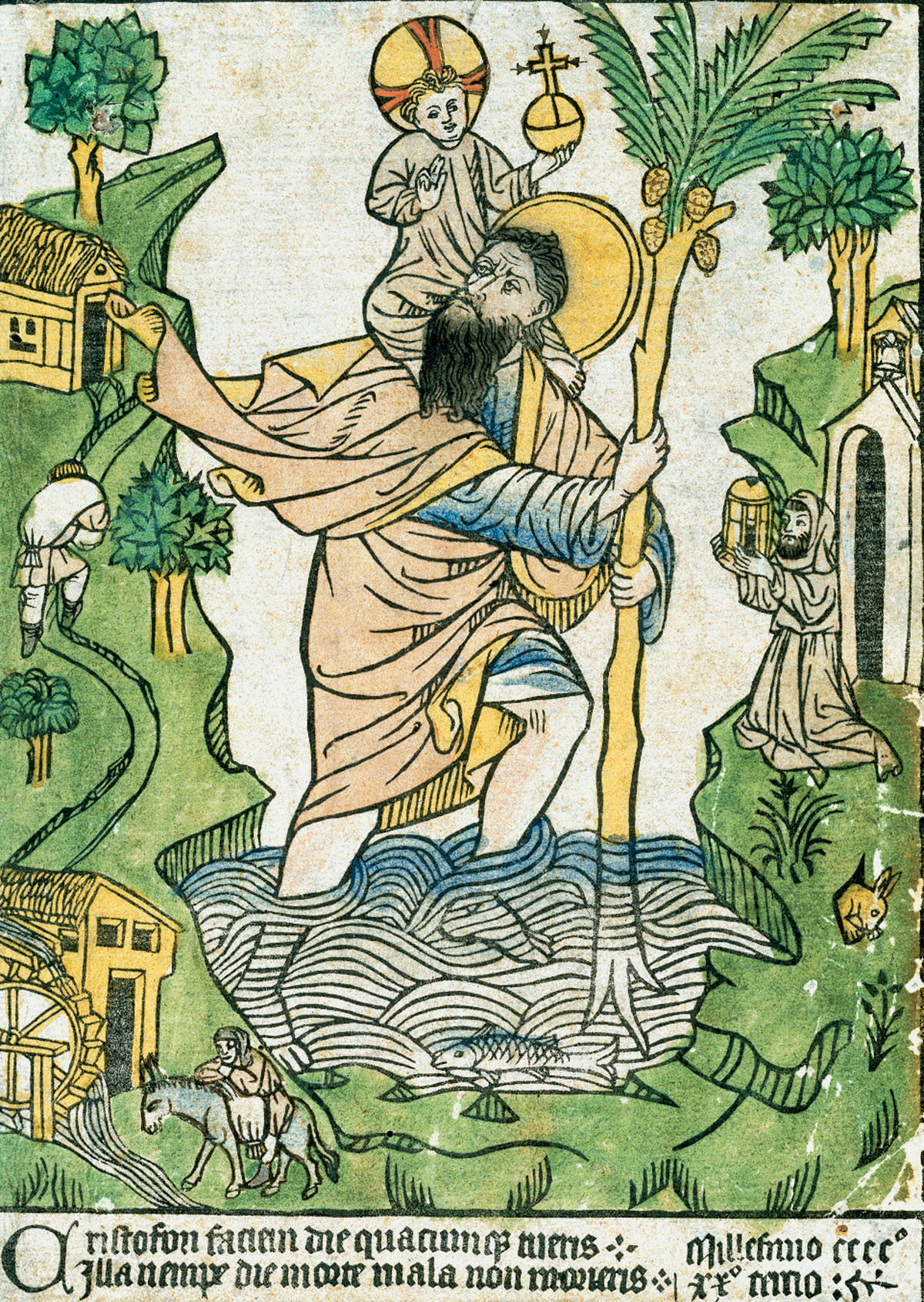
Saint Christophe portant l'enfant Jésus.

#### Poésie francophone
Depuis la Renaissance et jusqu'à notre époque, nombre d'auteurs et de poètes se sont approprié les mythes et les symboles des dieux égyptiens. Sur le seul Anubis, en se restreignant à la sphère francophone et à quelques exemples, on peut signaler une reprise, aux auteurs classiques de l'Antiquité, du thème de l' « Anubis aboyeur », en 1742 par Louis Racine, fils du dramaturge Jean Racine, dans le Chant III du poème La Religion :
(...) Devant son Osiris l’Égypte est en prière :

Vainement un tombeau renferme sa poussière ;

Grossièrement taillée, une pierre en tient lieu.

D’un tronc qui pourrissait le ciseau fait un dieu.

Du hurlant Anubis la ridicule image

Fait tomber à genoux tout ce peuple si sage. (...)
— Louis Racine, La Religion, Chant III, 1742.
Durant l'été 1846, Leconte de Lisle publie dans la revue socialiste La Phalange un long poème dénommé « Le Voile d'Isis », organisé à la manière d'un dialogue entre un pharaon brutal en quête d'immortalité divine et un prêtre thérapeute qui lui conseille la contemplation et l'initiation aux mystères d'Isis. Lorsque le poète évoque Anubis, surgit à nouveau la thématique du chien aboyeur:
(…) Mon fils veille aux côtés de mon trône éternel ;

Et le vieil Anubis, le dieu cynocéphale,

Aboie en mon honneur d'une voix triomphale !

Non ! quel que soit le sort, sinistre ou fortuné,

Quel que soit l'avenir que nul n'a deviné,

Non, rien n'ébranlera les bases impassibles

D'où s'élancent aux cieux mes œuvres invincibles. (…)
— Leconte de Lisle, Le Voile d'Isis, 1846.
Le poète Stéphane Mallarmé s'est attaché à composer plusieurs textes commémoratifs, tel les « tombeaux, » à Edgar Allan Poe, Charles Baudelaire et Paul Verlaine, tous trois rédigés presque immédiatement après la mort des personnes célébrées. Les aspects canins et funéraires d'Anubis sont évoqués dans le premier quatrain de l'hommage rendu à Baudelaire décédé en 1867 :
Le temple enseveli divulgue par la bouche

Sépulcrale d'égout bavant boue et rubis 

Abominablement quelque idole Anubis 

Tout le museau flambé comme un aboi farouche
— Stéphane Mallarmé, Le Tombeau de Baudelaire
En 1888, épris de mysticisme et inspiré des premières traductions du Livre des morts des Anciens Égyptiens, Maurice Bouchor s'attache à décrire poétiquement les pérégrinations de l'âme, depuis la momification jusqu'à sa proclamation d'éternité par le tribunal d'Osiris, le dieu Anubis participant à l'emmaillotement du cadavre et à la pesée du cœur :
(…) Enveloppé de lin, pris dans mes bandelettes,

Baigné d’huile de cèdre et couvert d’amulettes,

J’habite le Lieu frais, l’immuable Dessous.

J’attends. Par Anubis ma chair fut raffermie.

Lui-même a parfumé la sereine momie ;

Mon corps d’éternité ne sera point dissous.

(…)

Ils vont peser mon cœur. Ô terrible silence !

Plein d’angoisse, je vois osciller la balance.

Si j’avais oublié quelque faute ? mais non :

Tout le pays de Kemt glorifiait mon nom !

Et, tandis que je roule en moi cette pensée,

Ils observent, les dieux à la barbe tressée,

Si mon cœur pèse autant que l’image d’or fin,

Symbole rayonnant de la Justice… Enfin,

Les deux plateaux se font lentement équilibre.

Victoire à moi ! mon cœur triomphe ; je suis libre.

« Horkem a satisfait aux immuables lois,

Dit Anubis ; son cœur pèse le juste poids. »

Le silence est profond dans l’intègre assistance ;

Et le scribe des dieux, Thoth, écrit la sentence. (…)
— Maurice Bouchor, Les Symboles, L'Âme heureuse, 1888.

#### Personnage de fiction
Depuis le XIXe siècle et l'apparition du phénomène de la culture de masse, l'image d'Anubis est véhiculée par l'entremise de nombreux supports médiatiques tels les livres de vulgarisation égyptologique, les reproductions d'artéfacts antiques (statuettes et papyrus illustrés), les romans, les bandes dessinées, le cinéma, les sites internet. Grâce à ces moyens d'information et de divertissement, la représentation d'Anubis en tant qu'homme vêtu d'un pagne et doté d'une tête de canidé est devenue immensément populaire, le dieu finissant par représenter le parangon des dieux hybrides de l'Ancienne Égypte. Fort de cette popularité, Anubis est intégré dans la trame de nombreuses fictions.[réf. nécessaire]
En 1983, dans le roman Les Voies d'Anubis, œuvre fondatrice du genre Steampunk, l'américain Tim Powers mêle, à travers différentes époques, divinités égyptiennes et personnages historiques (dont des poètes tels Coleridge et Lord Byron), dans des événements surnaturels ou fantastiques.
Dans la série télévisée américano-canadienne Stargate SG-1 (dix saisons diffusées entre 1997 et 2007 aux États-Unis), Anubis est présenté comme un tyran intergalactique issu de la race des puissants extraterrestres parasites Goa'uld. Sur Terre, son action néfaste s'est surtout manifestée durant l'Antiquité, lorsqu'il se fait passer pour un dieu aux yeux du peuple égyptien.[réf. nécessaire]
Dans la bande dessinée de Fábio H. Chibilski, titrée Anubis Warrior (Le Guerrier d'Anubis) et éditée en 2012, une fraction des pouvoirs d'Anubis se transmet de génération en génération à un guerrier en lutte contre les forces du mal.

#### Généralités
- Thierry Bardinet, Les papyrus médicaux de l'Égypte pharaonique, Paris, Fayard, 1995, 591 p. (ISBN 2-213-59280-2).
- Peter A. Clayton (trad. Florence Maruéjol), Chronique des pharaons : L'histoire règne par règne des souverains et des dynasties de l'Égypte ancienne, Paris, Casterman, 1995, 224 p. (ISBN 2-203-23304-4).
- Christiane Desroches Noblecourt, Toutânkhamon : Vie et mort d'un pharaon, Paris, Pygmalion, 1963 (réimpr. 1988), 312 p. (ISBN 2-85704-012-1).
- Christiane Desroches Noblecourt, La reine mystérieuse : Hatshepsout, Paris, GLM, 2002, 503 p. (ISBN 2-7028-7078-3).
- Christiane Desroches Noblecourt, Le fabuleux héritage de l'Égypte, Paris, Éditions SW-Télémaque, 2004, 319 p. (ISBN 2-286-00627-X).
- Françoise Dunand, Roger Lichtenberg et Alain Charron, Des animaux et des hommes : Une symbiose égyptienne, Monaco, Le Rocher, 2005, 272 p. (ISBN 2-268-05295-8).
- Christian Jacq, Pouvoir et sagesse selon l'Égypte ancienne, Paris, Éditions du Rocher/Grand Livre du Mois, 1998, 187 p. (ISBN 2-7028-1363-1).
- Guy Rachet, Dictionnaire de la Civilisation égyptienne, Grand Livre du Mois, 1998, 268 p. (ISBN 2-7028-1558-8).
- Roger Remondon, « L'Égypte et la suprême résistance au christianisme (Ve et VIIe siècles). », BIFAO, vol. 51,‎ 1952, p. 63-78.
- Réunion des Musées Nationaux, L'art égyptien au temps des pyramides, Paris, Le Seuil, 1999, 416 p. (ISBN 2-7118-3848-X).

#### Hiéroglyphes
- Maria Carmela Betrò, Hiéroglyphes : Les mystères de l'écriture, Paris, Flammarion, 1995, 251 p. (ISBN 2-08-012465-X).
- Yvonne Bonnamy et Ashraf Sadek, Dictionnaire des hiéroglyphes, Arles, Actes Sud, 2010, 986 p. (ISBN 978-2-7427-8922-1).

#### Mythologie
- Aude Gros de Beler, La mythologie égyptienne, Paris, Grand Livre du Mois, 1998, 133 p. (ISBN 2-7028-1107-8).
- (en) George Hart, The Routledge Dictionary Of Egyptian Gods And Goddesses, New York, Routledge, 2005, 180 p. (ISBN 0-415-36116-8, lire en ligne).
- Erik Hornung, Les dieux de l'Égypte. Le Un et le Multiple, Paris, Le Rocher, 1986 (ISBN 2268018938).
- Bernard Mathieu, « Mais qui est donc Osiris ? Ou la politique sous le linceul de la religion », ENIM 3, Montpellier,‎ 2010, p. 77-107 (lire en ligne).
- Dimitri Meeks, Mythes et légendes du Delta d'après le papyrus Brooklyn 47.218.84, Le Caire, IFAO, 2008, 498 p. (ISBN 978-2-7247-0427-3).
- Lewis Spence et James Putman (Introduction) (trad. Françoise Ghin), Le grand livre illustré de la mythologie égyptienne [« The Illustrated Guide to Egyptian Mythology, London, 1996 »], Rome, Gremese, 1998, 144 p.

#### Afrique
- Jean-Loïc Le Quellec, Art rupestre et préhistoire du Sahara, Paris, Payot, 1998, 616 p. (ISBN 2-228-89190-8).
- Louvre, Méroé : un empire sur le Nil, Paris, Musée du Louvre éditions, 2010, 288 p. (ISBN 978-2-35031-264-4).
- Alfred Muzzolini, « Masques et thériomorphes dans l'art rupestre du Sahara Central », Archéo-Nil,‎ 1991, p. 17-42 + 13 figures (lire en ligne).
- (en) Conradin Perner, The Anyuak - Living on Earth in the Sky, vol. IV. « A Personal Life », Bâle, Schwabe Verlag, 2011, 359 p.
- François Soleilhavoup, « À propos des masques et des visages rupestres du Sahara », Archéo-Nil,‎ 1991, p. 43-58 + 39 figures (lire en ligne).
- Axel Van Albada et Anne-Michelle Van Albada, La montagne des hommes-chiens : Art rupestre du Messak libyen, Paris, Seuil, 2000, 139 p. (ISBN 2-02-032779-1).
- (en) Diedrich Westermann, The Shilluk People, Their Language and Folklore, Berlin, 1912, 312 p. (lire en ligne).

#### Cultes et croyances funéraires
- Jean-Pierre Adam et Christiane Ziegler, Les pyramides d'Égypte, Paris, Hachette Littératures, 1999, 213 p. (ISBN 2-7028-2579-6).
- Jan Assmann (trad. Nathalie Baum), Mort et au-delà dans l'Égypte ancienne [« Tod und Jenseits im alten Ägypten »], Monaco, Éditions du Rocher, coll. « Champollion », 2003, 684 p. (ISBN 2-268-04358-4).
- Thierry Bardinet, « Hérodote et le secret de l'embaumeur », « Parcourir l'éternité » Hommages à Jean Yoyotte, BREPOLS, vol. 156 « Bibliothèque de l'École des Hautes Études-Sciences religieuses »,‎ 2012, p. 59-82 (ISBN 978-2-503-54756-5).
- Laurent Bricault, « Les Anubophores », BSÉG, Genève, vol. 24,‎ 2000, p. 29-42 (ISSN 0255-6286).
- Alain Charron, « Les canidés sacrés dans l'Égypte de la Basse Époque », Égypte, Afrique et Orient, vol. 23,‎ 2001, p. 7-23 (ISSN 1276-9223).
- Françoise Dunand, « Des corps sortis du temps : Techniques de conservation des corps dans l'Égypte ancienne », dans La mort et l'immortalité. Encyclopédie des savoirs et des croyances, Bayard, 2004 (ISBN 2-227-47134-4), p. 325-346.
- Françoise Dunand et Roger Lichtenberg, « Anubis, Oupouaout et les autres », « Parcourir l'éternité » Hommages à Jean Yoyotte, BREPOLS, vol. 156 « Bibliothèque de l'École des Hautes Études-Sciences religieuses »,‎ 2012, p. 427-440 (ISBN 978-2-503-54756-5).
- (en) Terence DuQuesne, « Milk of the jackal : Some reflections on Hezat, Anubis and the imywt », Cahiers Caribéens d'Égyptologie, vol. 1,‎ 2000, p. 53-60.
- (en) Terence DuQuesne, The Jackal Divinities of Egypt I : From the Archaic Period to Dynasty X, Londres, Darengo, coll. « Oxfordshire Communications in Egyptology » (no VI), 2005, 566 p. (ISBN 1-871266-24-6).
- Nicole Durisch Gauthier, Anubis et les territoires cynopolites selon les temples ptolémaïques et romains (Thèse de doctorat), Université de Genève, 2002, 519 p. (lire en ligne).
- (en) Linda Evans, « The Anubis animal: A behaviourial solution ? », Göttinger Miszellen, vol. 216,‎ 2008, p. 17 à 24 (ISSN 0344-385X).
- Isabelle Franco, Rites et croyances d'éternité, Paris, Grand Livre du Mois, 1993, 279 p. (ISBN 2-7028-0456-X).
- Jean-Claude Grenier, Anubis alexandrin et romain, Leiden, E.J. Brill, 1977, 212 p. (ISBN 90-04-04917-7).
- (en) Susan Tower Hollis, The Ancient Egyptian "Tale of Two Brothers" : A Mythological, Religious, Literary, and Historico-Political Study, Oakville, CT, Bannerstone Press, 2008, 226 p. (ISBN 978-0-9774094-2-6).
- Jean Leclant, « Isiaques (cultes). Chez les Grecs et dans l'Empire romain. », dans Dictionnaire des Mythologies (Tome 2)., Grand Livre du Mois, 2000, p. 1127-1138.
- Sandra L. Lippert, « L’étiologie de la fabrication des statuettes osiriennes au mois de Khoiak et le Rituel de l’ouverture de la bouche d’après le papyrus Jumilhac », ENIM 5, Montpellier,‎ 2012, p. 215-255 (lire en ligne).
- Anaïs Martin, « L’embaumeur est-il « out » ? », ENIM 5, Montpellier,‎ 2012, p. 195-213 (lire en ligne).
- Anne-Sophie Peres (Rédactrice en chef), Les momies et leurs fascinants secrets, Éditions Atlas, coll. « Passion de l'Égypte », 2002, 125 p. (ISBN 2-7312-2615-3).
- Luc Pfirsch, « Sortir au jour : Le jugement des morts et l'accès à l'au-delà dans l'Égypte ancienne », La mort et l'immortalité. Encyclopédie des savoirs et des croyances, Bayard,‎ 2004, p. 373-384 (ISBN 2-227-47134-4).
- Luc Pfirsch, « Le retour à la vie : Le mythe d'Osiris », La mort et l'immortalité. Encyclopédie des savoirs et des croyances, Bayard,‎ 2004, p. 549-555 (ISBN 2-227-47134-4).
- (en) Joanna Popielska-Grzybowska, « Some Preliminary Remarks on Atum and Jackal in the Pyramid Texts », Göttinger Miszellen, Göttingen, vol. 173,‎ 1999, p. 143-154 (ISSN 0344-385X).
- Isabelle Regen, « Ombre. Une iconographie singulière du mort sur les « linceuls » d'époque romaine provenant de Saqqâra », CENIM 5: Et in Ægypto et ad Ægyptum, Montpellier, vol. 4,‎ 2012, p. 603-648 (ISSN 2102-6637).
- Pierre Saintyves, Saint Christophe successeur d'Anubis, d'Hermès et d'Héraclès, Paris, Les éditions Émile Nourry, 1936, 58 p. (lire en ligne).
- Frédéric Servajean, Les formules des transformations du Livre des Morts à la lumière d'une théorie de la performativité, Le Caire, IFAO, 2004 (ISBN 2724703391, ISSN 0259-3823).
- Frédéric Servajean, « Le cycle du ba dans le Rituel de l'embaumement P.Boulaq III, 8, 12-8, 16 », ENIM 2, Montpellier,‎ 2009, p. 9-23 (lire en ligne).
- Frédéric Servajean, « Le conte des Deux Frères (1). La jeune femme que les chiens n’aimaient pas », ENIM 4, Montpellier,‎ 2011, p. 1-37 (lire en ligne).
- Frédéric Servajean, « Le conte des Deux Frères (2). La route de Phénicie », ENIM 4, Montpellier,‎ 2011, p. 197-232 (lire en ligne).
- Frédéric Servajean, « Atteindre le temps et l'éternité », CENIM 5, Montpellier,‎ 2012, p. 699-717 (ISSN 2102-6637).
- Raymond Weill, « Le livre du « désespéré », le sens, l'intention et la composition littéraire de l'ouvrage », BIFAO 45,‎ 1947, p. 89-154 (ISSN 0255-0962).
- (en) Harco Willems, « Anubis as a judge », Egyptian religion, the last thousand years : studies dedicated to the Memory of Jan Quagebeur / 1, Leuven/Louvain, vol. OLA 84-85,‎ 1998, p. 719-744 (ISBN 90-429-0669-3).

#### Traductions
- Paul Barguet, Le Livre des Morts des Anciens Égyptiens, Paris, Éditions du Cerf, 1967, 307 p. (ISBN 2204013544).
- Paul Barguet, Textes des Sarcophages égyptiens du Moyen Empire, Paris, Éditions du Cerf, 1986, 725 p. (ISBN 2204023329).
- André Barucq et François Daumas, Hymnes et prières de l'Égypte ancienne, Paris, Le Cerf, 1980 (ISBN 2204013374).
- Claude Carrier (préf. Bernard Mathieu), Textes des Sarcophages du Moyen Empire Égyptien, Éditions du Rocher, coll. « Champollion », 2004, 2732 p. (ISBN 226805229X).
- Claude Carrier, Textes des Pyramides de l'Égypte ancienne : Tome III, Textes de la pyramide de Pépy II, Paris, Cybèle, 2010 (ISBN 978-2-915840-13-1), p. 1151 à 1813.
- Claude Carrier, Textes des Pyramides de l'Égypte ancienne : Tome IV, Textes des pyramides de Mérenrê, d'Aba, de Neit, d'Ipout et d'Oudjebten, Paris, Cybèle, 2010 (ISBN 978-2-915840-14-8), p. 1819 à 2709.
- Jean-Claude Goyon, Rituels funéraires de l'ancienne Égypte, Paris, CERF, 1972 (réimpr. 1997) (ISBN 2-204-05661-8).
- Claire Lalouette (préf. Pierre Grimal), Textes sacrés et textes profanes de l'ancienne Égypte II : Mythes, contes et poésies, Paris, Gallimard, 1987, 315 p. (ISBN 2-07-071176-5).
- François Lexa, La magie dans l'Égypte antique de l'Ancien Empire jusqu'à l'époque copte, vol. II, Les textes magiques, Paris, Librairie orientaliste Paul Geuthner, 1925, 235 p.
- Plutarque (trad. Mario Meunier), Isis et Osiris, Paris, Guy Trédaniel Éditeur, 2001, 237 p. (ISBN 2-85707-045-4).
- Guy Rachet, Le Livre des Morts des Anciens Égyptiens, Monaco, Éditions du Rocher, 1996 (ISBN 2268021904).
- Alessandro Roccati, La littérature historique sous l'Ancien Empire égyptien, Paris, 1982, 320 p. (ISBN 2-204-01895-3).
- (de) Wolfgang Wettengel, Die Erzählung von den beiden Brüdern : Der Papyrus d'Orbiney und die Königsideologie des Ramessiden, Fribourg (Suisse) et Göttingen (Allemagne), coll. « OBO » (no 195), 2003, 213 p. (ISBN 3-7278-1441-1).

#### Pseudo-science
- (en) Robert Temple et Olivia Temple, The Sphinx Mystery : The Forgotten Origine of the Sanctuary of Anubis, Rochester, Vermont, USA, Inner Traditions, 2009, 565 p. (ISBN 978-159477271-9).

#### Conférence
- Youri Volokhine, « Colère et châtiment divins en Égypte ancienne : la question des maladies cutanées », Colloque interdisciplinaire 2012-2013, Chaire des Milieux Bibliques, Collège de France: Colères et repentirs divins, Paris,‎ 24 avril 2013 (lire en ligne).